# Réseau Mistral de Toulon
 (indiquez la date de pose grâce au paramètre date).
Le réseau Mistral est le service de transport en commun géré par la métropole Toulon Provence Méditerranée et desservant ses douze communes membres, dont Toulon, plus grande ville et chef-lieu du département du Var. Il a été créé en 2003 à la suite d'une volonté de l'ancienne communauté d'agglomération d'unifier les lignes et les tarifs qui se pratiquaient dans l'agglomération.
Opérant avec plus de 60 lignes de bus sur l'ensemble du territoire métropolitain, le réseau est également constitué de 3 lignes de navettes maritimes entre Toulon, La Seyne-sur-Mer et Saint-Mandrier-sur-Mer, de 3 lignes internes à la base navale de Toulon (dont une réservable par téléphone) ainsi que d'un téléphérique vers le mont Faron. Le réseau transporte chaque année plus de 30 millions de personnes. Il emploie 750 personnes, pour 331 véhicules.
Un projet de tramway voté et ayant fait l'objet d'une déclaration d'utilité publique a été annulé en 2013. Un projet de BHNS (bus à haut niveau de service) reliant l'est à l'ouest de la métropole est en cours. Il se pourrait que ce projet repasse à un tramway mais le sujet est actuellement très flou.
D'après le journal Var-Matin, en 2016, le réseau Mistral est classé meilleur de France avec une note de 7,19/10. Derrière lui sur le podium, le réseau Tadao de Lens.
En 2019, un véhicule articulé du réseau Mistral est parti en essai pour une période d'un mois dans la commune de Cannes, afin de réaliser des essais sur les couloirs bus de la ligne BHNS Palm Express et sur les lignes classiques à haut rendement 1, 2 (sur la portion Les Bastides-Gare) et 10.
En 2023, lors de la passation de l'exploitation du réseau à la RATP Dév., un nouveau site a fait son apparition ainsi qu'une nouvelle charte graphique, une nouvelle application développée en partenariat avec Instant Systems et l'abandon de la Seamless Conduent, remplacé par un système propriétaire visant à scanner un QR-Code à bord des bus et bateaux.
L'exploitant principal du réseau Mistral est RD Toulon Provence Méditerranée (filiale de RATP DEV) depuis le 1er mai 2023. La gestion de certaines lignes (urbaines et scolaires) est confiée en sous-traitance à la SNT Suma, qui est le partenaire de RATP Dev (remplaçant ainsi Transdev Var et la Sodetrav), ainsi qu'à d'autres prestataires.

## Lignes terrestres
Depuis 2015, toutes les lignes du Réseau Mistral (terrestres ou maritimes) sont accessibles aux PMR et aux personnes malvoyants ou malentendants :
- des écrans d'information voyageurs à chaque arrêt;
- une palette d'accès PMR fonctionnelle à chaque bus;
- un système d'annonce vocal aux prochains arrêts, destination etc : Acapela Box (Claire);
- des écrans d'informations intérieur situés sur les voussoirs ou sur un bloc monté latéralement, basé sur un système Lumiplan : les véhicules d'ancienne série se contentent d'un écran de format 4:3 tandis que les dernières séries disposent d'un écran 2.7:1;
- des agences accessibles aux PMR.

### Lignes ayant une fréquence de moins de 20 minutes
Ces lignes fonctionnent avec une fréquence de 8 à 20 min maximum en semaine scolaire. Certaines sont exploitées en autobus articulés.
| Ligne | Caractéristiques | Caractéristiques | Caractéristiques | Caractéristiques | Caractéristiques | Caractéristiques | Caractéristiques | Caractéristiques | Caractéristiques |
| U     | Technopole de la Mer / Portes d'Ollioules et de Toulon ⥋ Pôle d'activité Toulon Est | Technopole de la Mer / Portes d'Ollioules et de Toulon ⥋ Pôle d'activité Toulon Est                                                               | Technopole de la Mer / Portes d'Ollioules et de Toulon ⥋ Pôle d'activité Toulon Est                                                               | Technopole de la Mer / Portes d'Ollioules et de Toulon ⥋ Pôle d'activité Toulon Est                                                               | Technopole de la Mer / Portes d'Ollioules et de Toulon ⥋ Pôle d'activité Toulon Est                                                               | Technopole de la Mer / Portes d'Ollioules et de Toulon ⥋ Pôle d'activité Toulon Est                                                               | Technopole de la Mer / Portes d'Ollioules et de Toulon ⥋ Pôle d'activité Toulon Est                                                               | Technopole de la Mer / Portes d'Ollioules et de Toulon ⥋ Pôle d'activité Toulon Est                                                               | Technopole de la Mer / Portes d'Ollioules et de Toulon ⥋ Pôle d'activité Toulon Est                                                               |
| ----- | --- | --- | --- | --- | --- | --- | --- | --- | --- |
| U     | Ouverture / Fermeture 1er septembre 2014 / — | Longueur 15 km | Durée environ 40 min | Nb. d’arrêts 23 | Matériel Standards, Articulés | Jours de fonctionnement L, Ma, Me, J, V, S | Jour / Soir / Nuit / Fêtes O / N / N / N | Voy. / an — | Exploitant RD TPM |
| U     | Desserte : - Communes : Toulon, Ollioules, La Valette-du-Var, La Garde - Principaux arrêts desservis : Technopole de la Mer • Portes d'Ollioules et de Toulon (La Beaucaire, Parking Relais ; correspondance lignes 1, 9, 12, 120 et AB122) • Escaillon (parking covoiturage) • Bon Rencontre (correspondance lignes 1, 2, 11, 11B, 18, 70) • Porte Castigneau • Préfecture Maritime • Station Maritime (correspondance lignes maritimes 8M, 18M, 28M) • Mayol (correspondance lignes 3, 6, 23, 40) • Campus Porte d'Italie (Faculté de Droit, faculté Sciences éco et gestion, UFR Ingémédia, ISEN, IAE) • Espaluns • Avenue de L'Université (centre commercial Avenue 83) • Campus de La Garde-La Valette (Grand Var, Facultés Lettres et sciences Humaines, faculté sciences et techniques, UFR STAPS, IUT, Sea Tech) • Pôle d'activité Toulon Est (zone industrielle) - Horaires : La ligne fonctionne du lundi au vendredi de 5 h 35 à 21 h 36 environ et le samedi de 5 h 50 à 21 h 8. | | | | | | | | |
| U     | Évolution : La ligne a été, le 4 janvier 2016, étendue jusqu'au Technopôle de la mer, sur la commune d'Ollioules. Autre : La ligne U n'est pas une ligne BHNS. La ligne U avait au départ, le nom de "191A" jusqu'en 2014, et jusqu'en 2010, le numéro "192" elle était exploitée par "Les lignes du Var" (quelques photos sont disponibles sur Google Street View entre 2008 et 2010) | | | | | | | | |
| U     | Dernière actualisation : 6 janvier 2025 | | | | | | | | |
| 1     | Toulon — La Coupiane / Toulon — Hopital Ste-Musse ⥋ Toulon — La Beaucaire / Ollioules — Externat La Cordeille | Toulon — La Coupiane / Toulon — Hopital Ste-Musse ⥋ Toulon — La Beaucaire / Ollioules — Externat La Cordeille                                     | Toulon — La Coupiane / Toulon — Hopital Ste-Musse ⥋ Toulon — La Beaucaire / Ollioules — Externat La Cordeille                                     | Toulon — La Coupiane / Toulon — Hopital Ste-Musse ⥋ Toulon — La Beaucaire / Ollioules — Externat La Cordeille                                     | Toulon — La Coupiane / Toulon — Hopital Ste-Musse ⥋ Toulon — La Beaucaire / Ollioules — Externat La Cordeille                                     | Toulon — La Coupiane / Toulon — Hopital Ste-Musse ⥋ Toulon — La Beaucaire / Ollioules — Externat La Cordeille                                     | Toulon — La Coupiane / Toulon — Hopital Ste-Musse ⥋ Toulon — La Beaucaire / Ollioules — Externat La Cordeille                                     | Toulon — La Coupiane / Toulon — Hopital Ste-Musse ⥋ Toulon — La Beaucaire / Ollioules — Externat La Cordeille                                     | Toulon — La Coupiane / Toulon — Hopital Ste-Musse ⥋ Toulon — La Beaucaire / Ollioules — Externat La Cordeille                                     |
| 1     | Ouverture / Fermeture — / — | Longueur 14 km | Durée environ 55 min | Nb. d’arrêts 51 | Matériel Standards, Articulés | Jours de fonctionnement L, Ma, Me, J, V, S, D | Jour / Soir / Nuit / Fêtes O / O / N / O | Voy. / an — | Exploitant RD TPM |
| 1     | Desserte : - Communes : Toulon, Ollioules, La Valette-du-Var - Principaux arrêts desservis : Hôpital Sainte-Musse (correspondance lignes 9, 31, 101) Lycée Rouvière La Coupiane (covoiturage) • Mirasouléou • Jaurès • Brunet (correspondance lignes 31, 101) • Pont Saint-Jean • Eglise • Champ de Mars • Liberté • Foch • Bonnier • Bon Rencontre • Pont Escaillon • Portes d'Ollioules et de Toulon (covoiturage) • Beaucaire • (Cordeille) - Horaires : La ligne fonctionne du lundi au samedi de 5 h 25 à 21 h 15 environ et le dimanche à partir de 5 h 35. - Particularités : La ligne est prolongée de Beaucaire à Cordeille uniquement aux heures de pointe de la semaine. Sa fréquence moyenne aux heures creuses est de 10 minutes, aux heures de pointe 8 minutes et le dimanche 15 minutes. Elle est exploitée par des autobus articulés mais des autobus standards assurent certains services pour pallier le manque d'autobus articulés disponibles.                          | | | | | | | | |
| 1     | Autre : | | | | | | | | |
| 1     | Dernière actualisation : 2 septembre 2024 | | | | | | | | |
| 2     | La Seyne — La Seyne ⥋ La Valette-du-Var — Valgora | La Seyne — La Seyne ⥋ La Valette-du-Var — Valgora                                                                                                 | La Seyne — La Seyne ⥋ La Valette-du-Var — Valgora                                                                                                 | La Seyne — La Seyne ⥋ La Valette-du-Var — Valgora                                                                                                 | La Seyne — La Seyne ⥋ La Valette-du-Var — Valgora                                                                                                 | La Seyne — La Seyne ⥋ La Valette-du-Var — Valgora                                                                                                 | La Seyne — La Seyne ⥋ La Valette-du-Var — Valgora                                                                                                 | La Seyne — La Seyne ⥋ La Valette-du-Var — Valgora                                                                                                 | La Seyne — La Seyne ⥋ La Valette-du-Var — Valgora                                                                                                 |
| 2     | Ouverture / Fermeture 6 janvier 2025 / — | Longueur — | Durée environ 80 min | Nb. d’arrêts 66 | Matériel Standards, Articulés | Jours de fonctionnement L, Ma, Me, J, V, S, D | Jour / Soir / Nuit / Fêtes O / O / N / O | Voy. / an — | Exploitant : RD TPM |
| 2     | Desserte : - Communes La Seyne, Toulon, La Garde, La Valette-du-Var - Principaux arrêts desservis : La Seyne, Berthe, Gare de La Seyne/Six-Fours, Bon Rencontre, Foch, Liberté, Champ de Mars, Pont Saint-Jean, Palasse, Pont de Suve, Patinoire, Gymnase/Gare, Hôtel de Ville, G. Phillipe, Jardin Veyret, Hôpital Clémenceau, 4 Chemins, Campus La Garde/La Valette, Valgora - Horaires La ligne a fonctionne du lundi au samedi de 5h20 à 22h00 environ et de 5h55 à 21h55 le dimanche. Elle est prolongée les jeudis, vendredis et samedis soirs jusqu'à 1h00. - Particularités La ligne fonctionne avec une fréquence de 15 minutes du lundi au samedi et de 30 minutes le dimanche. Tout comme l'ancienne ligne 8, le dimanche, elle est majoritairement assurée en articulés. En nocturne, elle ne dessert pas Berthe avec un itinéraire direct par Port Brégaillon. | | | | | | | | |
| 2     | Autre : Fusion des lignes 8 et 19 | | | | | | | | |
| 2     | Dernière actualisation : 6 janvier 2025 | | | | | | | | |
| 3     | Toulon — 4 Chemins des Routes ⥋ Toulon — Plages du Mourillon | Toulon — 4 Chemins des Routes ⥋ Toulon — Plages du Mourillon                                                                                      | Toulon — 4 Chemins des Routes ⥋ Toulon — Plages du Mourillon                                                                                      | Toulon — 4 Chemins des Routes ⥋ Toulon — Plages du Mourillon                                                                                      | Toulon — 4 Chemins des Routes ⥋ Toulon — Plages du Mourillon                                                                                      | Toulon — 4 Chemins des Routes ⥋ Toulon — Plages du Mourillon                                                                                      | Toulon — 4 Chemins des Routes ⥋ Toulon — Plages du Mourillon                                                                                      | Toulon — 4 Chemins des Routes ⥋ Toulon — Plages du Mourillon                                                                                      | Toulon — 4 Chemins des Routes ⥋ Toulon — Plages du Mourillon                                                                                      |
| 3     | Ouverture / Fermeture — / — | Longueur — | Durée 40 min | Nb. d’arrêts 35 | Matériel Standards, Articulés, Midibus en renfort                                                                                                 | Jours de fonctionnement L, Ma, Me, J, V, S, D | Jour / Soir / Nuit / Fêtes O / O / N / O | Voy. / an — | Exploitant RD TPM |
| 3     | Desserte : - Communes : Toulon - Principaux arrêts desservis : 4 Chemins des Routes • Macé • Pont des Routes • Barbès • Glacière • Carnot • Dardanelles • Gare • Liberté • Porte d'Italie • Mayol • Port Marchand • Bazeilles • Grignan • Fort St Louis • Ste Hélène • Mourillon - Horaires : La ligne fonctionne du lundi au samedi de 5 h 30 à {{Heure\|22\|00} et le dimanche de 5 h 30 à 22 h 0. - Particularités : Les derniers départs du Mourillon aboutissent à la gare de Toulon. La fréquence de la ligne est de 8 à 10 minutes en semaine et le samedi et de 15 à 20 minutes le dimanche. Exploitation mixte Articulés / Standards. | | | | | | | | |
| 3     | Évolution : La ligne 3 a autres deux terminus possibles sur son trajet, le premier la Place de la "Liberté" (en période estivale uniquement), et le deuxième, la "Gare SNCF de Toulon" (très souvent en période estivale, le soir et avec la ligne Nocturne 3⭐) Autre : | | | | | | | | |
| 3     | Dernière actualisation : 2 septembre 2024 | | | | | | | | |
| 6     | Le Revest-les-Eaux- Le Revest-les-Eaux / Toulon - La Ripelle ⥋ La Garde — La Terre Promise / Toulon Place Noël Blache | Le Revest-les-Eaux- Le Revest-les-Eaux / Toulon - La Ripelle ⥋ La Garde — La Terre Promise / Toulon Place Noël Blache                             | Le Revest-les-Eaux- Le Revest-les-Eaux / Toulon - La Ripelle ⥋ La Garde — La Terre Promise / Toulon Place Noël Blache                             | Le Revest-les-Eaux- Le Revest-les-Eaux / Toulon - La Ripelle ⥋ La Garde — La Terre Promise / Toulon Place Noël Blache                             | Le Revest-les-Eaux- Le Revest-les-Eaux / Toulon - La Ripelle ⥋ La Garde — La Terre Promise / Toulon Place Noël Blache                             | Le Revest-les-Eaux- Le Revest-les-Eaux / Toulon - La Ripelle ⥋ La Garde — La Terre Promise / Toulon Place Noël Blache                             | Le Revest-les-Eaux- Le Revest-les-Eaux / Toulon - La Ripelle ⥋ La Garde — La Terre Promise / Toulon Place Noël Blache                             | Le Revest-les-Eaux- Le Revest-les-Eaux / Toulon - La Ripelle ⥋ La Garde — La Terre Promise / Toulon Place Noël Blache                             | Le Revest-les-Eaux- Le Revest-les-Eaux / Toulon - La Ripelle ⥋ La Garde — La Terre Promise / Toulon Place Noël Blache                             |
| 6     | Ouverture / Fermeture Depuis le 31 août 2015 / — | Longueur — | Durée 50 / 30 min | Nb. d’arrêts 51 / 37 | Matériel Minibus, Midibus (principalement pour Blache-Revest), Standards, Articulés                                                               | Jours de fonctionnement L, Ma, Me, J, V, S, D | Jour / Soir / Nuit / Fêtes O / N / N / O | Voy. / an — | Exploitants RD TPM |
| 6     | Desserte : - Communes : Toulon, La Garde - Principaux arrêts desservis : Revest • Oratoire • Abeilles D'Or • Val D'Ardènes • Château • La vierge • Ripelle • St Pierre • Poudrière • Cigalon • Octroi • Glacière • Liberté • Strasbourg • Blache • Préfecture Maritime • Mayol • Circaëte • Aicard • Courlis • Audéoud • Serinette • Fabry • Baratier • Cap Brun • Isthmia • Maison Blanche • Magaud • Terre Promise - Particularités : Résultat de la fusion de la ligne 5 : Revest/ Ripelle - Blache et 7 : Gare (Toulon) - Terre Promise. Cette ligne à la particularité d'avoir 2 itinéraires (Ripelle ↔ Terre Promise, Revest ↔ Blache). Sa fréquence sur l'itinéraire Ripelle ↔ Terre Promise est de 15 min du lundi au samedi, 20 min le samedi et 40 min le dimanche. Sur sa portion Revest ↔ Blache, plusieurs départs sont disponibles. | | | | | | | | |
| 6     | Autre : Des articulés circulent sur la ligne l'été, entre 16h30 et 18h30 | | | | | | | | |
| 6     | Dernière actualisation : 1er mai 2023 | | | | | | | | |
| 9     | Ollioules C.C. Ollioules / Toulon — Gare SNCF de Toulon ⥋ Toulon — Hôpital Sainte-Musse | Ollioules C.C. Ollioules / Toulon — Gare SNCF de Toulon ⥋ Toulon — Hôpital Sainte-Musse                                                           | Ollioules C.C. Ollioules / Toulon — Gare SNCF de Toulon ⥋ Toulon — Hôpital Sainte-Musse                                                           | Ollioules C.C. Ollioules / Toulon — Gare SNCF de Toulon ⥋ Toulon — Hôpital Sainte-Musse                                                           | Ollioules C.C. Ollioules / Toulon — Gare SNCF de Toulon ⥋ Toulon — Hôpital Sainte-Musse                                                           | Ollioules C.C. Ollioules / Toulon — Gare SNCF de Toulon ⥋ Toulon — Hôpital Sainte-Musse                                                           | Ollioules C.C. Ollioules / Toulon — Gare SNCF de Toulon ⥋ Toulon — Hôpital Sainte-Musse                                                           | Ollioules C.C. Ollioules / Toulon — Gare SNCF de Toulon ⥋ Toulon — Hôpital Sainte-Musse                                                           | Ollioules C.C. Ollioules / Toulon — Gare SNCF de Toulon ⥋ Toulon — Hôpital Sainte-Musse                                                           |
| 9     | Ouverture / Fermeture — / — | Longueur — | Durée 25 min | Nb. d’arrêts 21 | Matériel Standards, Articulés | Jours de fonctionnement L, Ma, Me, J, V, S, D | Jour / Soir / Nuit / Fêtes O / N / N / O | Voy. / an — | Exploitant RD TPM |
| 9     | Desserte : - Communes : Toulon - Principaux arrêts desservis : C.C. Ollioules • Clinique des Fleurs • RN8 • Beaucaire • HLM Cordeille • Tési • Pont des Bois • Bon Rencontre • Foch • Dardanelles • Gare • Liberté • Champ de Mars • Campus Porte d'Italie • Fleurs des Champs • Berg • Hôpital Sainte-Musse - Horaires : La ligne fonctionne du lundi au samedi de 5 h 15 à 21 h 10 et le dimanche de 6 h 40 à 20 h. - Particularités : La fréquence de la ligne est de 15 minutes en semaine, 20 minutes le samedi et de 30 minutes environ le dimanche. En semaine scolaire, des bus articulés sont affectés à la ligne. | | | | | | | | |
| 9     | Évolution : Le terminus de l'est "Hôpital Ste-Musse" s'appelle comme ça depuis 2013, avant il s'appelait "Marché de Gros", étant donné qu'avant l'Hôpital Ste-Musse se situait au nouveau quartier écologique de Brunet, et s'appelait "Hôpital Brunet", à la place de l'actuel Hôpital Ste-Musse se situait le "Marché de Gros" de Ste-Musse La ligne 9 sera prolongé à un voyage sur deux au C.C. Ollioules dès le 6 Janvier 2025 Autre : | | | | | | | | |
| 9     | Dernière actualisation : 6 janvier 2025 | | | | | | | | |
| 12    | La Seyne-sur-Mer — La Seyne Présentation ⥋ Toulon et Ollioules : Portes d'Ollioules et de Toulon (La Beaucaire) | La Seyne-sur-Mer — La Seyne Présentation ⥋ Toulon et Ollioules : Portes d'Ollioules et de Toulon (La Beaucaire)                                   | La Seyne-sur-Mer — La Seyne Présentation ⥋ Toulon et Ollioules : Portes d'Ollioules et de Toulon (La Beaucaire)                                   | La Seyne-sur-Mer — La Seyne Présentation ⥋ Toulon et Ollioules : Portes d'Ollioules et de Toulon (La Beaucaire)                                   | La Seyne-sur-Mer — La Seyne Présentation ⥋ Toulon et Ollioules : Portes d'Ollioules et de Toulon (La Beaucaire)                                   | La Seyne-sur-Mer — La Seyne Présentation ⥋ Toulon et Ollioules : Portes d'Ollioules et de Toulon (La Beaucaire)                                   | La Seyne-sur-Mer — La Seyne Présentation ⥋ Toulon et Ollioules : Portes d'Ollioules et de Toulon (La Beaucaire)                                   | La Seyne-sur-Mer — La Seyne Présentation ⥋ Toulon et Ollioules : Portes d'Ollioules et de Toulon (La Beaucaire)                                   | La Seyne-sur-Mer — La Seyne Présentation ⥋ Toulon et Ollioules : Portes d'Ollioules et de Toulon (La Beaucaire)                                   |
| 12    | Ouverture / Fermeture — / — | Longueur — | Durée 32 min | Nb. d’arrêts 40 | Matériel Midibus, Standards | Jours de fonctionnement L, Ma, Me, J, V, S, D | Jour / Soir / Nuit / Fêtes O / N / N / O | Voy. / an — | Exploitant RD TPM / Littoral Cars (été) |
| 12    | Desserte : 20 min et jusqu'à 15 min en HP - Communes : Toulon, Ollioules, La Seyne-sur-Mer - Principaux arrêts desservis : La Seyne Présentation • Seyne Centre • Lycée Langevin • La Baume • Ollioules Centre • Saint-Laze • Porte d'Ollioules et de Toulon - Particularités : Desserte de 5h30 à 20h30 avec une fréquence de 15 à 20 minutes du lundi au samedi. Le dimanche la ligne ne circule que sur sa portion La Baume ↔ Portes d'Ollioules et de Toulon. | | | | | | | | |
| 12    | Évolution : La ligne allait, jusqu'en 2014, à Blache (terminus des lignes 6 (Centre du Revest), 11 et 11B) Autre : | | | | | | | | |
| 12    | Dernière actualisation : 1er mai 2023 | | | | | | | | |
| 15    | La Quinze Bas Faron-Le Port - Liberté | La Quinze Bas Faron-Le Port - Liberté | La Quinze Bas Faron-Le Port - Liberté | La Quinze Bas Faron-Le Port - Liberté | La Quinze Bas Faron-Le Port - Liberté | La Quinze Bas Faron-Le Port - Liberté | La Quinze Bas Faron-Le Port - Liberté | La Quinze Bas Faron-Le Port - Liberté | La Quinze Bas Faron-Le Port - Liberté |
| 15    | Toulon Bas Faron-Le Port - Liberté ⥋ ? | | | | | | | | |
| 15    | Ouverture / Fermeture 31 août 2009 / — | Longueur — | Durée 25 min | Nb. d’arrêts 17 | Matériel Standards, midibus, minibus (renfort exceptionnel)                                                                                       | Jours de fonctionnement L, Ma, Me, J, V, S | Jour / Soir / Nuit / Fêtes O / N / N / N | Voy. / an — | Exploitant RD TPM |
| 15    | Desserte : - Communes : Toulon - Principaux arrêts desservis : Bas Faron • Hôpital Sainte-Anne • Préfecture • Conseil Départemental • Les Lices • Conseil Général • Porte d'Italie • Cours Lafayette • Préfecture Maritime • Liberté • Gare • Zénith • Préfecture Nord • Hôpital Ste Anne - Particularités : Desserte de 6h30 a 19h30 toutes les 15 minutes du lundi au vendredi et toutes les 30 minutes le samedi. La ligne 15 passe par le Zénith de Toulon depuis le 4 septembre 2023. | | | | | | | | |
| 15    | Évolution : La ligne a été prolongée en 2019 à "Bas Faron" en passant par Bd du Faron et Lautier (arrêt rajouté en 2021(en test pendant 1 an) et définitivement depuis 2022), "Bas Faron" a été créé dans une intersection et en faisant de 2 voies, des voies bus (utilisés par la ligne 15 et la ligne 20) Autre : Dès le 27 Mars 2025, les 6 HeuliezBus GX137L Elec sont désormais exploités sur la ligne 15, un remplacement des Alstom Aptis commandés puis renvoyés à l'usine Alstom, sans avoir réalisé de service voyageurs, en 2020, et destiné à la ligne 15 | | | | | | | | |
| 15    | Dernière actualisation : 27 mars 2025 | | | | | | | | |
| 16    | Hyères-les-Palmiers - Maurels ⥋ Hyères-les-Palmiers - Moulin Premier | Hyères-les-Palmiers - Maurels ⥋ Hyères-les-Palmiers - Moulin Premier                                                                              | Hyères-les-Palmiers - Maurels ⥋ Hyères-les-Palmiers - Moulin Premier                                                                              | Hyères-les-Palmiers - Maurels ⥋ Hyères-les-Palmiers - Moulin Premier                                                                              | Hyères-les-Palmiers - Maurels ⥋ Hyères-les-Palmiers - Moulin Premier                                                                              | Hyères-les-Palmiers - Maurels ⥋ Hyères-les-Palmiers - Moulin Premier                                                                              | Hyères-les-Palmiers - Maurels ⥋ Hyères-les-Palmiers - Moulin Premier                                                                              | Hyères-les-Palmiers - Maurels ⥋ Hyères-les-Palmiers - Moulin Premier                                                                              | Hyères-les-Palmiers - Maurels ⥋ Hyères-les-Palmiers - Moulin Premier                                                                              |
| 16    | Ouverture / Fermeture 2 Septembre 2024 / — | Longueur — | Durée 24 min | Nb. d’arrêts 28 | Matériel Midibus, Standards | Jours de fonctionnement L, Ma, Me, J, V, S, D | Jour / Soir / Nuit / Fêtes O / N / N / O | Voy. / an — | Exploitant : SNT Suma (Hyères) |
| 16    | Desserte : - Communes Hyères - Principaux arrêts desservis Moulin Premier • XV ème Corps • Jean Jaurès • Hôtel de Ville (Hyères) • Gare (Hyères) • Espace 3000 • Grotte des fées • Saint Jean • Hôpital • Maurels - Horaires La ligne fonctionne du lundi au samedi de 6h00 à 20h00 et le dimanche de 7h00 à 19h40 environ. - Particularités La ligne a une fréquence de 15 minutes du lundi au samedi et d'1h30 le dimanche. | | | | | | | | |
| 16    | Évolution : Elle reprend une partie du trajet de "l'ancienne 17" Autre : | | | | | | | | |
| 16    | Dernière actualisation : 2 septembre 2025 | | | | | | | | |
| 18    | Toulon — Place Noël Blache ⥋ La Seyne-sur-Mer — Les Sablettes /Saint-Mandrier-sur-Mer - Marégau / Saint-Mandrier-sur-Mer - Saint-Mandrier-sur-Mer | Toulon — Place Noël Blache ⥋ La Seyne-sur-Mer — Les Sablettes /Saint-Mandrier-sur-Mer - Marégau / Saint-Mandrier-sur-Mer - Saint-Mandrier-sur-Mer | Toulon — Place Noël Blache ⥋ La Seyne-sur-Mer — Les Sablettes /Saint-Mandrier-sur-Mer - Marégau / Saint-Mandrier-sur-Mer - Saint-Mandrier-sur-Mer | Toulon — Place Noël Blache ⥋ La Seyne-sur-Mer — Les Sablettes /Saint-Mandrier-sur-Mer - Marégau / Saint-Mandrier-sur-Mer - Saint-Mandrier-sur-Mer | Toulon — Place Noël Blache ⥋ La Seyne-sur-Mer — Les Sablettes /Saint-Mandrier-sur-Mer - Marégau / Saint-Mandrier-sur-Mer - Saint-Mandrier-sur-Mer | Toulon — Place Noël Blache ⥋ La Seyne-sur-Mer — Les Sablettes /Saint-Mandrier-sur-Mer - Marégau / Saint-Mandrier-sur-Mer - Saint-Mandrier-sur-Mer | Toulon — Place Noël Blache ⥋ La Seyne-sur-Mer — Les Sablettes /Saint-Mandrier-sur-Mer - Marégau / Saint-Mandrier-sur-Mer - Saint-Mandrier-sur-Mer | Toulon — Place Noël Blache ⥋ La Seyne-sur-Mer — Les Sablettes /Saint-Mandrier-sur-Mer - Marégau / Saint-Mandrier-sur-Mer - Saint-Mandrier-sur-Mer | Toulon — Place Noël Blache ⥋ La Seyne-sur-Mer — Les Sablettes /Saint-Mandrier-sur-Mer - Marégau / Saint-Mandrier-sur-Mer - Saint-Mandrier-sur-Mer |
| 18    | Ouverture / Fermeture — / — | Longueur — | Durée 35 / 45 min | Nb. d’arrêts 29 / 43 | Matériel Standards | Jours de fonctionnement L, Ma, Me, J, V, S | Jour / Soir / Nuit / Fêtes O / O / N / N | Voy. / an — | Exploitant RD TPM |
| 18    | Desserte : - Communes : Toulon, La Seyne-sur-Mer, Saint-Mandrier-sur-Mer - Principaux arrêts desservis : Saint-Mandrier • Marégau • Sablettes • Rives d'Or • Seyne Centre • Brégaillon • Bon Rencontre • Liberté • Blache - Particularités : Desserte de Saint Mandrier et passage à Marégau par certains services. En semaine le dernier départ de Blache est prolongé à Marégau. Circule de 5h50 à 20h30 en semaine avec une fréquence de 15 à 20 minutes. | | | | | | | | |
| 18    | Évolution : Depuis le Lundi 6 Janvier 2025, la ligne circule le dimanche entre Seyne-Centre et Marégau à la place de l'ancienne ligne 8 (devenue la ligne 2) et en Nocturne, elle est réduite à Seyne-Centre (la ligne 2 prend le relais et circule entre La Seyne et Valgora par le centre-ville de Toulon et le Port de Brégaillon) Autre : | | | | | | | | |
| 18    | Dernière actualisation : 6 janvier 2025 | | | | | | | | |
| 20    | Toulon — Fort d'Artigues ⥋ Toulon — Fort Rouge / Fort Blanc | Toulon — Fort d'Artigues ⥋ Toulon — Fort Rouge / Fort Blanc                                                                                       | Toulon — Fort d'Artigues ⥋ Toulon — Fort Rouge / Fort Blanc                                                                                       | Toulon — Fort d'Artigues ⥋ Toulon — Fort Rouge / Fort Blanc                                                                                       | Toulon — Fort d'Artigues ⥋ Toulon — Fort Rouge / Fort Blanc                                                                                       | Toulon — Fort d'Artigues ⥋ Toulon — Fort Rouge / Fort Blanc                                                                                       | Toulon — Fort d'Artigues ⥋ Toulon — Fort Rouge / Fort Blanc                                                                                       | Toulon — Fort d'Artigues ⥋ Toulon — Fort Rouge / Fort Blanc                                                                                       | Toulon — Fort d'Artigues ⥋ Toulon — Fort Rouge / Fort Blanc                                                                                       |
| 20    | Ouverture / Fermeture — / — | Longueur — | Durée 29 min | Nb. d’arrêts 32 | Matériel Midibus | Jours de fonctionnement L, Ma, Me, J, V, S, D | Jour / Soir / Nuit / Fêtes O / N / N / O | Voy. / an — | Exploitant RD TPM |
| 20    | Desserte : - Communes : Toulon - Principaux arrêts desservis : Fort d'Artigues • Richard • Champ de Mars • Strasbourg • Liberté • Dardanelles • Bony • Vincent • Sandraly • Lamy • Fort Rouge • Fort Blanc - Particularités : La ligne circule en semaine avec une fréquence de 15 à 20 minutes et dessert en alternance Fort Blanc et Fort Rouge. | | | | | | | | |
| 20    | Autre : | | | | | | | | |
| 20    | Dernière actualisation : 1er mai 2023 | | | | | | | | |
| 36A/B | Toulon — Bonnes Herbes ou Toulon — Sainte-Roseline ⥋ Toulon — Ameniers | Toulon — Bonnes Herbes ou Toulon — Sainte-Roseline ⥋ Toulon — Ameniers                                                                            | Toulon — Bonnes Herbes ou Toulon — Sainte-Roseline ⥋ Toulon — Ameniers                                                                            | Toulon — Bonnes Herbes ou Toulon — Sainte-Roseline ⥋ Toulon — Ameniers                                                                            | Toulon — Bonnes Herbes ou Toulon — Sainte-Roseline ⥋ Toulon — Ameniers                                                                            | Toulon — Bonnes Herbes ou Toulon — Sainte-Roseline ⥋ Toulon — Ameniers                                                                            | Toulon — Bonnes Herbes ou Toulon — Sainte-Roseline ⥋ Toulon — Ameniers                                                                            | Toulon — Bonnes Herbes ou Toulon — Sainte-Roseline ⥋ Toulon — Ameniers                                                                            | Toulon — Bonnes Herbes ou Toulon — Sainte-Roseline ⥋ Toulon — Ameniers                                                                            |
| 36A/B | Ouverture / Fermeture — / — | Longueur — | Durée 41 à 47 min | Nb. d’arrêts 47 à 52 | Matériel Standards | Jours de fonctionnement L, Ma, Me, J, V, S, D | Jour / Soir / Nuit / Fêtes O / N / N / O | Voy. / an — | Exploitant RD TPM |
| 36A/B | Desserte : - Communes : Toulon - Principaux arrêts desservis : Sainte-Roseline • Place Bouzigues • Museum • Bonnes Herbes • Macé • Pont des Routes • Rodeilhac • Serre (Pont Du Las) • Bonnier • Foch • Liberté • Champ de Mars • Pélican • Béguin • Ameniers - Particularités : les lignes 36A et 36B fonctionnent en alternance avec au total une fréquence moyenne de 15 min en semaine scolaire. | | | | | | | | |
| 36A/B | Autre : | | | | | | | | |
| 36A/B | Dernière actualisation : 1er mai 2023 | | | | | | | | |
| 40    | Toulon — Mas du Faron / Super Toulon ⥋ Toulon — La Barre | Toulon — Mas du Faron / Super Toulon ⥋ Toulon — La Barre                                                                                          | Toulon — Mas du Faron / Super Toulon ⥋ Toulon — La Barre                                                                                          | Toulon — Mas du Faron / Super Toulon ⥋ Toulon — La Barre                                                                                          | Toulon — Mas du Faron / Super Toulon ⥋ Toulon — La Barre                                                                                          | Toulon — Mas du Faron / Super Toulon ⥋ Toulon — La Barre                                                                                          | Toulon — Mas du Faron / Super Toulon ⥋ Toulon — La Barre                                                                                          | Toulon — Mas du Faron / Super Toulon ⥋ Toulon — La Barre                                                                                          | Toulon — Mas du Faron / Super Toulon ⥋ Toulon — La Barre                                                                                          |
| 40    | Ouverture / Fermeture — / — | Longueur — | Durée 34 min | Nb. d’arrêts 38 | Matériel Midibus | Jours de fonctionnement L, Ma, Me, J, V, S, D | Jour / Soir / Nuit / Fêtes O / N / N / O | Voy. / an — | Exploitant RD TPM |
| 40    | Desserte : - Communes : Toulon - Principaux arrêts desservis : Mas du Faron • Super Toulon • Téléphérique • Sainte-Anne • Préfecture • Barnier • Vauban • Liberté • Préfecture Maritime • Rue d'Alger • Port Marchand • Thierry • La Barre - Particularités : Mas du Faron n'est desservie qu'à certaines heures. La ligne fonctionne avec une fréquence de 15 à 20 min en semaine scolaire. | | | | | | | | |
| 40    | Autre : | | | | | | | | |
| 40    | Dernière actualisation : 1er mai 2023 | | | | | | | | |
| 70    | Toulon — Gare Routière ⥋ Six-Fours-les-Plages — Bonnegrâce | Toulon — Gare Routière ⥋ Six-Fours-les-Plages — Bonnegrâce                                                                                        | Toulon — Gare Routière ⥋ Six-Fours-les-Plages — Bonnegrâce                                                                                        | Toulon — Gare Routière ⥋ Six-Fours-les-Plages — Bonnegrâce                                                                                        | Toulon — Gare Routière ⥋ Six-Fours-les-Plages — Bonnegrâce                                                                                        | Toulon — Gare Routière ⥋ Six-Fours-les-Plages — Bonnegrâce                                                                                        | Toulon — Gare Routière ⥋ Six-Fours-les-Plages — Bonnegrâce                                                                                        | Toulon — Gare Routière ⥋ Six-Fours-les-Plages — Bonnegrâce                                                                                        | Toulon — Gare Routière ⥋ Six-Fours-les-Plages — Bonnegrâce                                                                                        |
| 70    | Ouverture / Fermeture Septembre 2003 / — | Longueur — | Durée 34 minutes min | Nb. d’arrêts 39 | Matériel Standards | Jours de fonctionnement L, Ma, Me, J, V, S, D | Jour / Soir / Nuit / Fêtes O / O / N / O | Voy. / an — | Exploitant : Littoral Cars - Les Lignes du Var |
| 70    | Desserte : Communes : Toulon, La Seyne-sur-Mer, Six-Fours-les-Plages Principaux arrêts desservis : Gare Routière • Péri/Obs • Castigneau • Bon Rencontre • Pontcarral • Pyrotechnie • Curie • Gare de La Seyne - Six-Fours • Centre Commercial • Espace Santé • Stade du Verger • Hôtel de Ville (Six Fours) • Pont du Brusc • Rayon de Soleil • Bonnegrâce | | | | | | | | |
| 70    | Évolution : La ligne a été créée à la création du Réseau Mistral (09/2003), elle portait un autre numéro, elle était assurée par l'ancien réseau départemental Autre : | | | | | | | | |
| 70    | Dernière actualisation : 10 novembre 2023 | | | | | | | | |
| 81    | La Seyne-sur-Mer — Le Mai / Fabrégas ⥋ La Seyne-sur-Mer — Langevin | La Seyne-sur-Mer — Le Mai / Fabrégas ⥋ La Seyne-sur-Mer — Langevin                                                                                | La Seyne-sur-Mer — Le Mai / Fabrégas ⥋ La Seyne-sur-Mer — Langevin                                                                                | La Seyne-sur-Mer — Le Mai / Fabrégas ⥋ La Seyne-sur-Mer — Langevin                                                                                | La Seyne-sur-Mer — Le Mai / Fabrégas ⥋ La Seyne-sur-Mer — Langevin                                                                                | La Seyne-sur-Mer — Le Mai / Fabrégas ⥋ La Seyne-sur-Mer — Langevin                                                                                | La Seyne-sur-Mer — Le Mai / Fabrégas ⥋ La Seyne-sur-Mer — Langevin                                                                                | La Seyne-sur-Mer — Le Mai / Fabrégas ⥋ La Seyne-sur-Mer — Langevin                                                                                | La Seyne-sur-Mer — Le Mai / Fabrégas ⥋ La Seyne-sur-Mer — Langevin                                                                                |
| 81    | Ouverture / Fermeture — / — | Longueur — | Durée 46 / 42 min | Nb. d’arrêts 43 / 38 | Matériel Standards, Midibus | Jours de fonctionnement L, Ma, Me, J, V, S, D | Jour / Soir / Nuit / Fêtes O / N / N / O | Voy. / an — | Exploitant RD TPM |
| 81    | Desserte : - Communes : La Seyne-sur-Mer - Principaux arrêts desservis : Langevin • Médiathèque Seyne • Curie • Mairie (La Seyne) • Seyne Centre • Pas du loup • Croix de Palun • Fabrégas • Le Mai - Particularités : La ligne circule avec une fréquence de 20 min du lundi au samedi. Fabrégas et Le Mai sont desservis en alternance. Le dimanche matin la ligne circule uniquement sur sa portion ND de la Mer ↔ Langevin. | | | | | | | | |
| 81    | Autre : | | | | | | | | |
| 81    | Dernière actualisation : 1er mai 2023 | | | | | | | | |
| 129   | La Garde — Gare ⥋ La Valette-du-Var — De Gaulle | La Garde — Gare ⥋ La Valette-du-Var — De Gaulle                                                                                                   | La Garde — Gare ⥋ La Valette-du-Var — De Gaulle                                                                                                   | La Garde — Gare ⥋ La Valette-du-Var — De Gaulle                                                                                                   | La Garde — Gare ⥋ La Valette-du-Var — De Gaulle                                                                                                   | La Garde — Gare ⥋ La Valette-du-Var — De Gaulle                                                                                                   | La Garde — Gare ⥋ La Valette-du-Var — De Gaulle                                                                                                   | La Garde — Gare ⥋ La Valette-du-Var — De Gaulle                                                                                                   | La Garde — Gare ⥋ La Valette-du-Var — De Gaulle                                                                                                   |
| 129   | Ouverture / Fermeture — / — | Longueur — | Durée 26 min | Nb. d’arrêts 30 | Matériel Standards | Jours de fonctionnement L, Ma, Me, J, V, S | Jour / Soir / Nuit / Fêtes O / N / N / N | Voy. / an — | Exploitant RD TPM |
| 129   | Desserte : - Communes : La Garde, La Valette-du-Var - Principaux arrêts desservis : Gare (La Garde) • Garde Centre • Jardin Veyret • Campus La Garde/La Valette • Av. de l'Université • Thouar • 11-Novembre • De Gaulle - Particularités : Depuis septembre 2017, la ligne 129 effectue son terminus à Gare (La Garde) et non plus à Pont de Suve (Toulon). La ligne fonctionne avec une fréquence de 20 min du lundi au samedi matin et 30 min le samedi après-midi. Le Thouar est desservi uniquement toutes les 60 min. | | | | | | | | |
| 129   | Évolution : La ligne 129 faisait terminus à Pont de Suve, mais à la suite des travaux du rond-point du Pont de Suve, le retournement de l'arret "Pont de Suve" a été définitivement supprimé, la ligne 129 s'est donc retranchée vers la Gare SNCF de la Garde Depuis le 06 Janvier 2025, la ligne 129 ne dessert plus Rocher, Garde Centre, Gardanne, Daudet, Beauséjour, Rolland, et Duclos (anciennement Gymnase), mais dessert le Collège Cousteau, Castelles, Langevin, Roosevelt, et le Stade (trajet de l'ancienne ligne 19) Autre : Elle était souvent équipé du 795 (Seul Man Lion's City A37 du Réseau Mistral) mais il est parti sur les lignes Base Navale | | | | | | | | |
| 129   | Dernière actualisation : 1er mai 2023 | | | | | | | | |

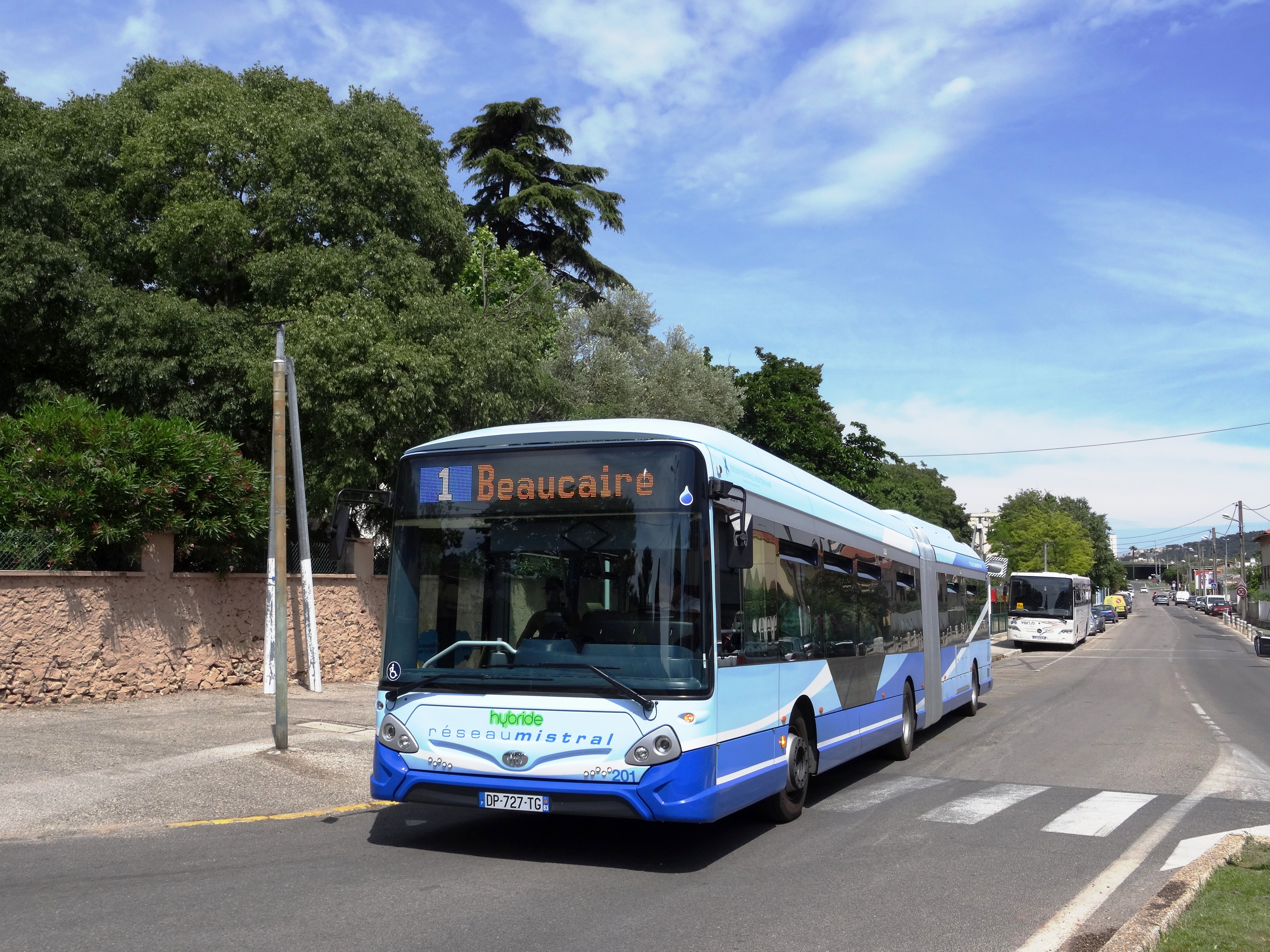
HeuliezBus GX437 Hybride no 201 sur la ligne 1.
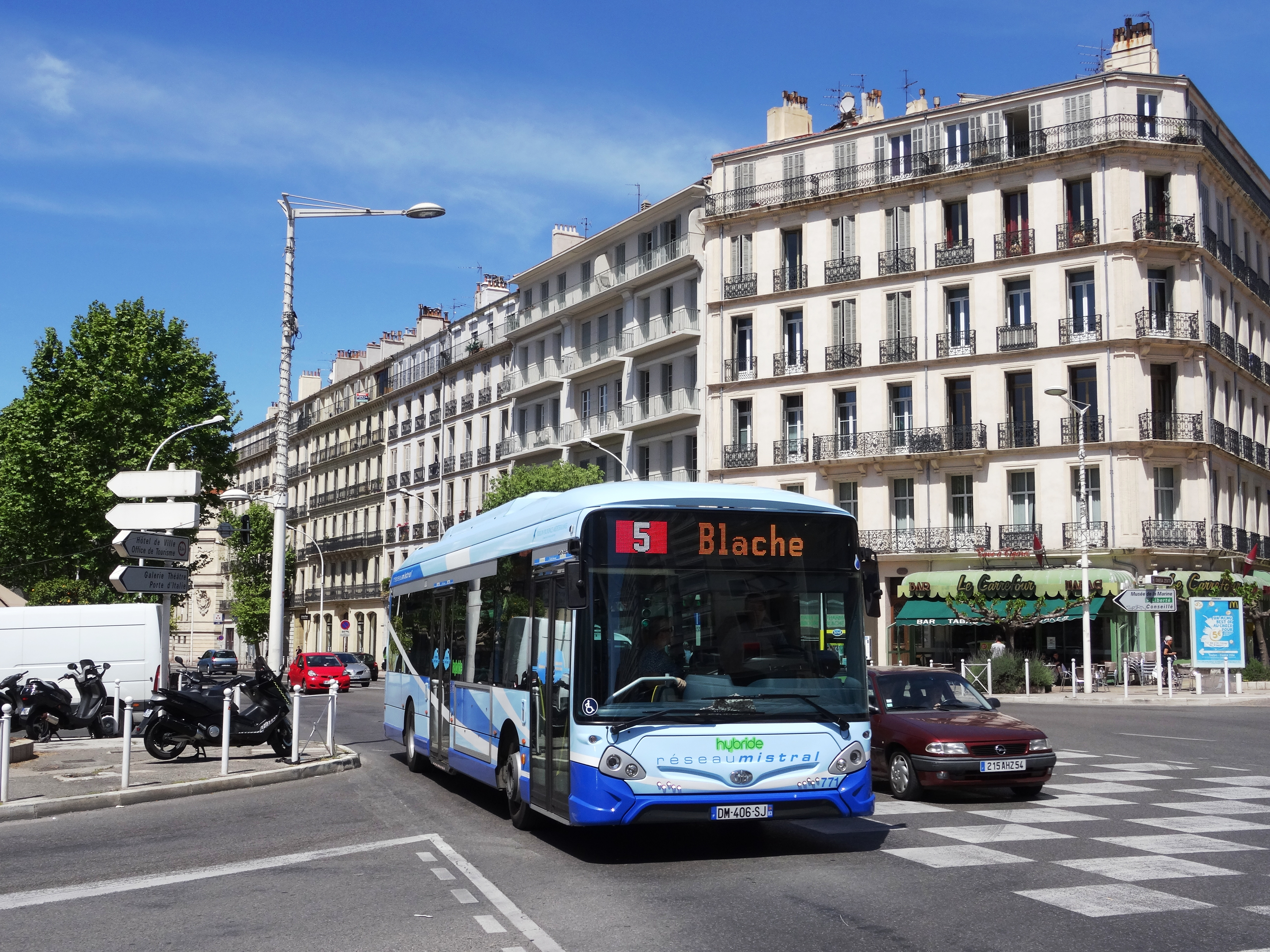
HeuliezBus GX337 hybride sur la ligne 5 (aujourd'hui ligne 6).
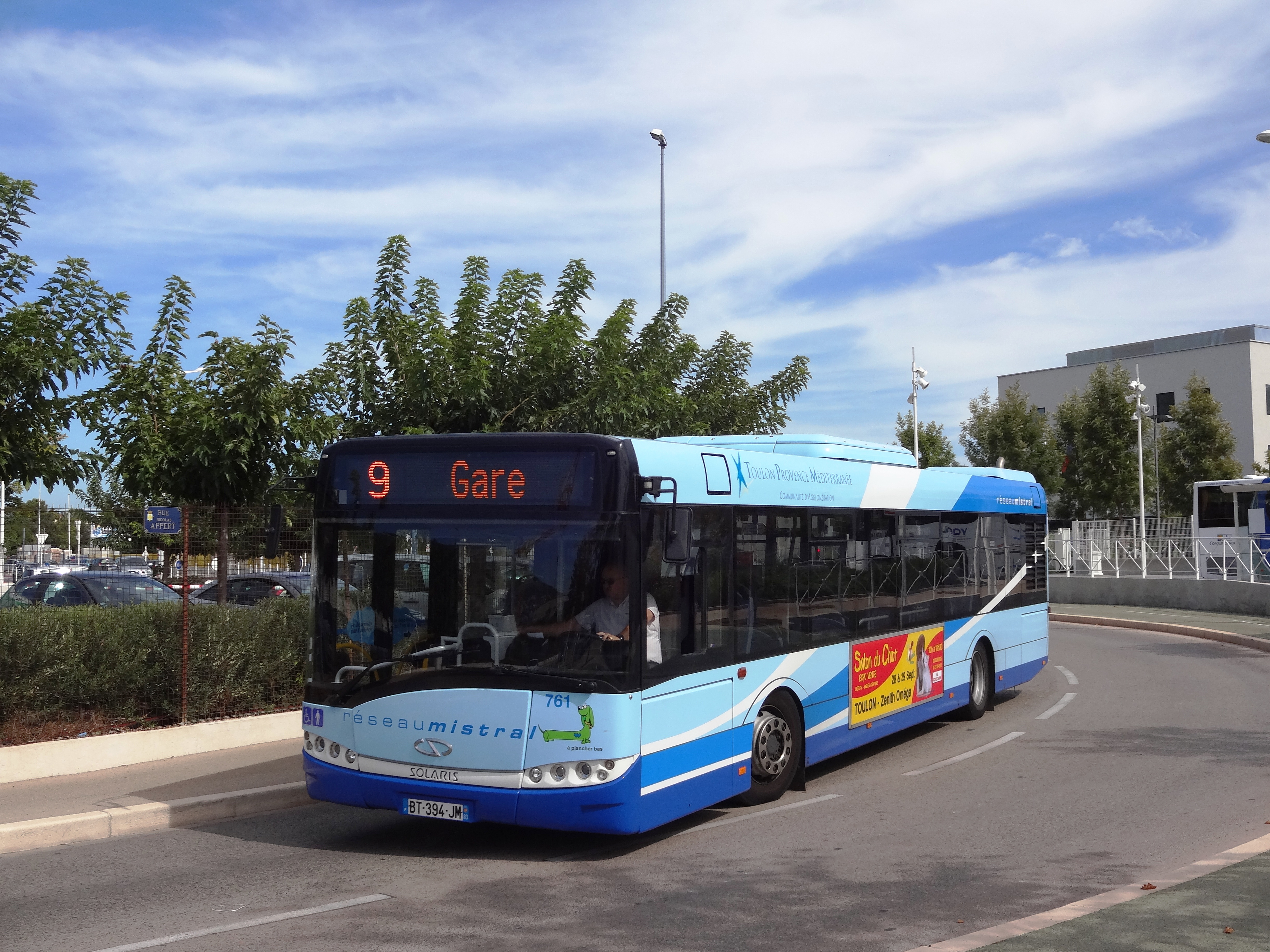
Solaris Urbino III 12 hybride sur la ligne 9.
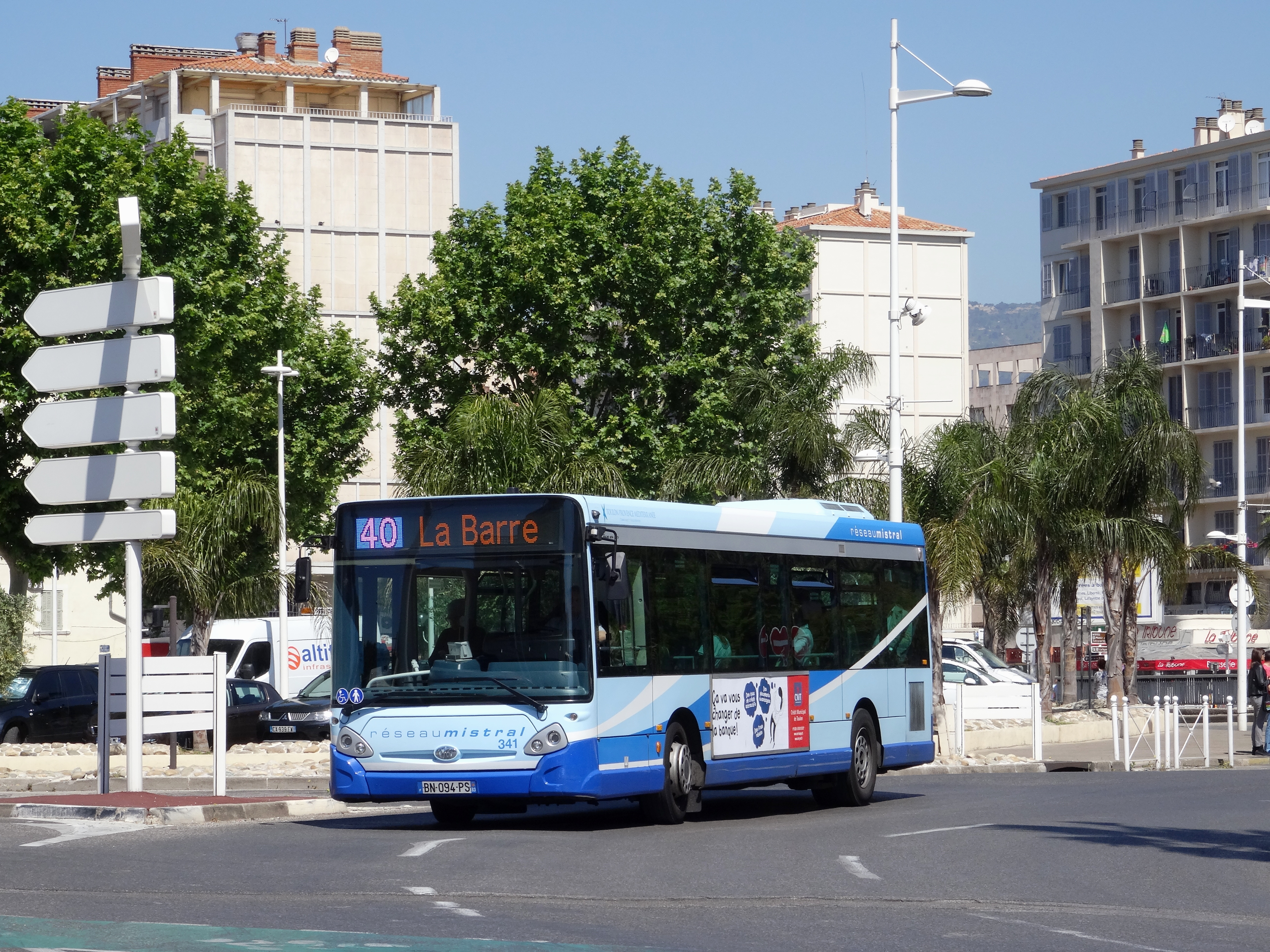
HeuliezBus GX127L sur la ligne 40.
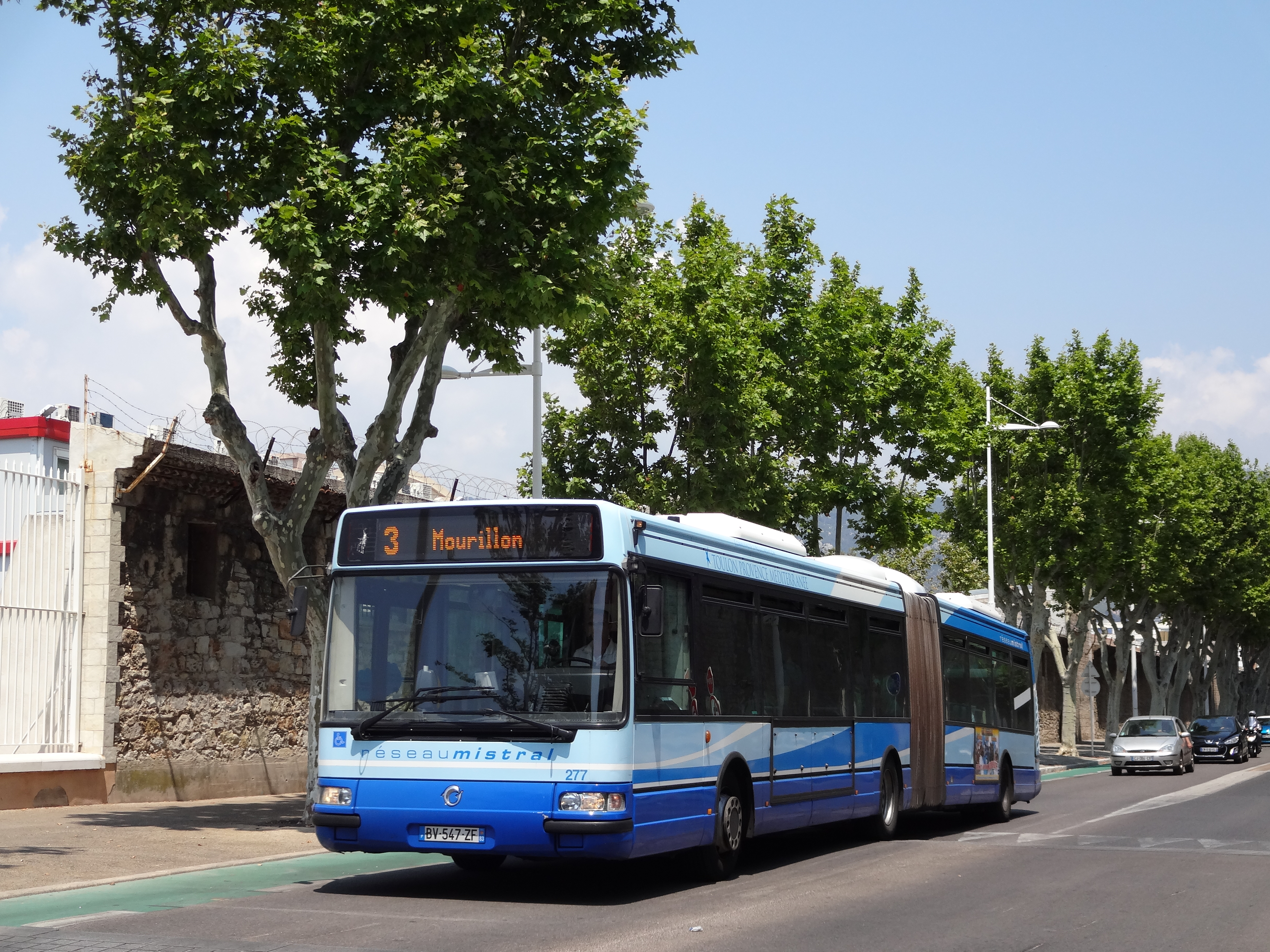
Irisbus Agora L sur la ligne 3.

### Autres lignes
Ces lignes circulent avec une fréquence moyenne de plus de 20 minutes en semaine scolaire.
| Ligne | Caractéristiques | Caractéristiques                                                                                    | Caractéristiques                                                                                        | Caractéristiques | Caractéristiques                                                                                    | Caractéristiques                                                                                    | Caractéristiques                                                                                    | Caractéristiques                                                                                    | Caractéristiques                                                                                    |
| 10    | Toulon — Observatoire ⥋ Toulon — Darboussèdes | Toulon — Observatoire ⥋ Toulon — Darboussèdes                                                       | Toulon — Observatoire ⥋ Toulon — Darboussèdes                                                           | Toulon — Observatoire ⥋ Toulon — Darboussèdes                                                                                               | Toulon — Observatoire ⥋ Toulon — Darboussèdes                                                       | Toulon — Observatoire ⥋ Toulon — Darboussèdes                                                       | Toulon — Observatoire ⥋ Toulon — Darboussèdes                                                       | Toulon — Observatoire ⥋ Toulon — Darboussèdes                                                       | Toulon — Observatoire ⥋ Toulon — Darboussèdes                                                       |
| ----- | --- | --------------------------------------------------------------------------------------------------- | --- | --- | --------------------------------------------------------------------------------------------------- | --------------------------------------------------------------------------------------------------- | --------------------------------------------------------------------------------------------------- | --------------------------------------------------------------------------------------------------- | --------------------------------------------------------------------------------------------------- |
| 10    | Ouverture / Fermeture — / — | Longueur —                                                                                          | Durée 17 min                                                                                            | Nb. d’arrêts 19 | Matériel Midibus                                                                                    | Jours de fonctionnement L, Ma, Me, J, V, S                                                          | Jour / Soir / Nuit / Fêtes O / N / N / N                                                            | Voy. / an —                                                                                         | Exploitant RD TPM                                                                                   |
| 10    | Desserte : - Commune : Toulon. - Principaux arrêts desservis : Observatoire • Liberté • Strasbourg • Champ de Mars • Dunant • Ortolan • Darboussèdes. | | | | | | | | |
| 10    | Évolution : La ligne 10 jusqu'en 2007 pouvait faire terminus (à certains horaires) à l'arret Ste-Cecile (La Valette-du-Var) en passant par Darboussèdes Depuis le 6 Janvier 2025, et la fusion des lignes 8 et 19 pour la ligne 2, seule la ligne 191 fait terminus à Observatoire, elle n'a pas beaucoup d'horaires, ce qui a permis à la ligne 10 de "déménager" de terminus pour se réinstaller comme avant à l'Observatoire Autre : - Amplitudes horaires : Desserte en semaine scolaire de 6h30 à 19h50. - Fréquence de passage : 30 min. | | | | | | | | |
| 10    | Dernière actualisation : 6 janvier 2025 | | | | | | | | |
| 11    | Toulon — Montserrat ⥋ Toulon — Blache | Toulon — Montserrat ⥋ Toulon — Blache                                                               | Toulon — Montserrat ⥋ Toulon — Blache                                                                   | Toulon — Montserrat ⥋ Toulon — Blache | Toulon — Montserrat ⥋ Toulon — Blache                                                               | Toulon — Montserrat ⥋ Toulon — Blache                                                               | Toulon — Montserrat ⥋ Toulon — Blache                                                               | Toulon — Montserrat ⥋ Toulon — Blache                                                               | Toulon — Montserrat ⥋ Toulon — Blache                                                               |
| 11    | Ouverture / Fermeture — / — | Longueur —                                                                                          | Durée 19 min                                                                                            | Nb. d’arrêts 26 | Matériel Standards                                                                                  | Jours de fonctionnement L, Ma, Me, J, V, S, D                                                       | Jour / Soir / Nuit / Fêtes O / N / N / O                                                            | Voy. / an —                                                                                         | Exploitant RD TPM                                                                                   |
| 11    | Desserte : - Commune : Toulon. - Principaux arrêts desservis : Montserrat • Bonnus • Forgentier • Minorque • Bon Rencontre • Castigneau • Liberté • Blache. | | | | | | | | |
| 11    | Évolution : La ligne 11 est renforcé par la ligne 9 depuis le 6 Janvier 2025 Autre : - Amplitudes horaires : Desserte de 5h30 à 19h50 en semaine. - Fréquence de passage : 30 min. - Particularités : Le dimanche la ligne dessert le Pont du Las. | | | | | | | | |
| 11    | Dernière actualisation : 6 janvier 2025 | | | | | | | | |
| 11B   | Ollioules — La Baume ⥋ Toulon — Blache | Ollioules — La Baume ⥋ Toulon — Blache                                                              | Ollioules — La Baume ⥋ Toulon — Blache                                                                  | Ollioules — La Baume ⥋ Toulon — Blache | Ollioules — La Baume ⥋ Toulon — Blache                                                              | Ollioules — La Baume ⥋ Toulon — Blache                                                              | Ollioules — La Baume ⥋ Toulon — Blache                                                              | Ollioules — La Baume ⥋ Toulon — Blache                                                              | Ollioules — La Baume ⥋ Toulon — Blache                                                              |
| 11B   | Ouverture / Fermeture — / — | Longueur —                                                                                          | Durée 38 min                                                                                            | Nb. d’arrêts 39 | Matériel Standards                                                                                  | Jours de fonctionnement L, Ma, Me, J, V, S                                                          | Jour / Soir / Nuit / Fêtes O / N / N / N                                                            | Voy. / an —                                                                                         | Exploitant RD TPM                                                                                   |
| 11B   | Desserte : 30 min - Communes : Ollioules, Toulon - Principaux arrêts desservis : La Baume • Ollioules Centre • Mairie (Ollioules) • JAS De Ville • St Laze • Seigneur • Cordeille • Bonnus • Pont de Bois • Bon Rencontre • Bonnier • Foch • Castigneau • Liberté • Campus Porte d'Italie • Blache | | | | | | | | |
| 11B   | Évolution : La ligne 11B est renforcé (de Pont du Las à Cordeille) par la ligne 9 depuis le 6 Janvier 2025 Autre : Desserte de 5h55 à 20h40 en semaine. Ne circule pas le Dimanche (remplacé au Pont-du-Las par la ligne 11) | | | | | | | | |
| 11B   | Dernière actualisation : 6 janvier 2025 | | | | | | | | |
| 17    | Hyères — L'Oratoire / Golf Hôtel / Centre ⥋ Hyères — Lycée Costebelle | Hyères — L'Oratoire / Golf Hôtel / Centre ⥋ Hyères — Lycée Costebelle                               | Hyères — L'Oratoire / Golf Hôtel / Centre ⥋ Hyères — Lycée Costebelle                                   | Hyères — L'Oratoire / Golf Hôtel / Centre ⥋ Hyères — Lycée Costebelle                                                                       | Hyères — L'Oratoire / Golf Hôtel / Centre ⥋ Hyères — Lycée Costebelle                               | Hyères — L'Oratoire / Golf Hôtel / Centre ⥋ Hyères — Lycée Costebelle                               | Hyères — L'Oratoire / Golf Hôtel / Centre ⥋ Hyères — Lycée Costebelle                               | Hyères — L'Oratoire / Golf Hôtel / Centre ⥋ Hyères — Lycée Costebelle                               | Hyères — L'Oratoire / Golf Hôtel / Centre ⥋ Hyères — Lycée Costebelle                               |
| 17    | Ouverture / Fermeture — / — | Longueur —                                                                                          | Durée 38 min                                                                                            | Nb. d’arrêts 45 | Matériel Midibus, Standards                                                                         | Jours de fonctionnement L, Ma, Me, J, V, S, D                                                       | Jour / Soir / Nuit / Fêtes O / N / N / O                                                            | Voy. / an —                                                                                         | Exploitant SNT Suma                                                                                 |
| 17    | Desserte : 20 min aux heures de pointe / 1 h aux heures creuses - Communes : Toulon - Principaux arrêts desservis : L'Oratoire • Golf Hôtel • Bellevue • Poste du VdR • Coubertin • Hyères Centre • Collège Jules-Ferry • Capucines • Lycée Costebelle | | | | | | | | |
| 17    | Autre : Desserte de 6h10 à 19h20 en semaine. | | | | | | | | |
| 17    | Dernière actualisation : 6 janvier 2025 | | | | | | | | |
| 23    | Toulon — Gare ⥋ Hyères — Espace 3000 | Toulon — Gare ⥋ Hyères — Espace 3000                                                                | Toulon — Gare ⥋ Hyères — Espace 3000                                                                    | Toulon — Gare ⥋ Hyères — Espace 3000 | Toulon — Gare ⥋ Hyères — Espace 3000                                                                | Toulon — Gare ⥋ Hyères — Espace 3000                                                                | Toulon — Gare ⥋ Hyères — Espace 3000                                                                | Toulon — Gare ⥋ Hyères — Espace 3000                                                                | Toulon — Gare ⥋ Hyères — Espace 3000                                                                |
| 23    | Ouverture / Fermeture — / — | Longueur —                                                                                          | Durée 40 min                                                                                            | Nb. d’arrêts 48 | Matériel Standards                                                                                  | Jours de fonctionnement L, Ma, Me, J, V, S                                                          | Jour / Soir / Nuit / Fêtes O / N / N / N                                                            | Voy. / an —                                                                                         | Exploitants RD TPM et SNT Suma                                                                      |
| 23    | Desserte : - Communes : Toulon, La Garde, La Crau, Le Pradet, Carqueiranne - Principaux arrêts desservis : Gare • Préfecture Maritime • Station Maritime • Cours Lafayette • Port de Commerce • Port de Plaisance • Fort Saint-Louis • Ste Hélène • Mourillon • Magaud • Terre Promise • Pont de la Clue • Flamencq • 4 Saisons • Camping Beau Vézé • Moutonne • Gare (Hyères) • Espace 3000 | | | | | | | | |
| 23    | Évolution : La ligne faisait terminus jusqu'en 2015 (date de création de la ligne 6) à Siblas, et jusqu'en 2017 à 4 Saisons (toujours le terminus du 23 scolaire de BA/FE) et allait parfois à Carthage (Carqueiranne) Autre : 1 aller-retour dessert Carqueiranne au départ de la gare de Toulon en période scolaire. Au départ de 4 Saisons, 1 départ avec son retour dessert l'établissement Bon Accueil. | | | | | | | | |
| 23    | Dernière actualisation : 1er mai 2023 | | | | | | | | |
| 28    | La Seyne-sur-Mer — Sablettes ou Seyne Centre ⥋ Saint-Mandrier-sur-Mer — Hauts de St Mandrier | La Seyne-sur-Mer — Sablettes ou Seyne Centre ⥋ Saint-Mandrier-sur-Mer — Hauts de St Mandrier        | La Seyne-sur-Mer — Sablettes ou Seyne Centre ⥋ Saint-Mandrier-sur-Mer — Hauts de St Mandrier            | La Seyne-sur-Mer — Sablettes ou Seyne Centre ⥋ Saint-Mandrier-sur-Mer — Hauts de St Mandrier                                                | La Seyne-sur-Mer — Sablettes ou Seyne Centre ⥋ Saint-Mandrier-sur-Mer — Hauts de St Mandrier        | La Seyne-sur-Mer — Sablettes ou Seyne Centre ⥋ Saint-Mandrier-sur-Mer — Hauts de St Mandrier        | La Seyne-sur-Mer — Sablettes ou Seyne Centre ⥋ Saint-Mandrier-sur-Mer — Hauts de St Mandrier        | La Seyne-sur-Mer — Sablettes ou Seyne Centre ⥋ Saint-Mandrier-sur-Mer — Hauts de St Mandrier        | La Seyne-sur-Mer — Sablettes ou Seyne Centre ⥋ Saint-Mandrier-sur-Mer — Hauts de St Mandrier        |
| 28    | Ouverture / Fermeture — / — | Longueur —                                                                                          | Durée —                                                                                                 | Nb. d’arrêts 25 de Seyne centre à Hauts de st Mandrier - 23 de Seyne centre à Hauts de St Mandrier - 14 de Sablettes à Hauts de st Mandrier | Matériel Midibus - Minibus                                                                          | Jours de fonctionnement L, Ma, Me, J, V, S                                                          | Jour / Soir / Nuit / Fêtes O / N / N / N                                                            | Voy. / an —                                                                                         | Exploitant RD TPM                                                                                   |
| 28    | Desserte : - Communes : La Seyne-sur-Mer, Saint-Mandrier-sur-Mer - Principaux arrêts desservis : Sablettes • Marégau • Pin Rolland • Président • E. d'Orves • Clément • St Georges • Hauts de St Mandrier | | | | | | | | |
| 28    | Autre : Certains services sont prolongés a Seyne Centre par le trajet de la ligne 18. Le terminus Hauts de St-Mandrier a été rénové et remplacé par un abribus depuis 2022. La ligne est assurée par des GX137 (ou GX137L). | | | | | | | | |
| 28    | Dernière actualisation : 1er mai 2023 | | | | | | | | |
| 29    | Toulon — Gare Routière ⥋ Hyères — Lycée Costebelle | Toulon — Gare Routière ⥋ Hyères — Lycée Costebelle                                                  | Toulon — Gare Routière ⥋ Hyères — Lycée Costebelle                                                      | Toulon — Gare Routière ⥋ Hyères — Lycée Costebelle                                                                                          | Toulon — Gare Routière ⥋ Hyères — Lycée Costebelle                                                  | Toulon — Gare Routière ⥋ Hyères — Lycée Costebelle                                                  | Toulon — Gare Routière ⥋ Hyères — Lycée Costebelle                                                  | Toulon — Gare Routière ⥋ Hyères — Lycée Costebelle                                                  | Toulon — Gare Routière ⥋ Hyères — Lycée Costebelle                                                  |
| 29    | Ouverture / Fermeture — / — | Longueur —                                                                                          | Durée ~1H08 min                                                                                         | Nb. d’arrêts ~80 | Matériel Standards                                                                                  | Jours de fonctionnement L, Ma, Me, J, V, S, D                                                       | Jour / Soir / Nuit / Fêtes O / N / N / O                                                            | Voy. / an —                                                                                         | Exploitant SNT Suma / RD TPM (renfort)                                                              |
| 29    | Desserte : - Communes : Toulon, La Garde - Principaux arrêts desservis : Gare Routière • Liberté • Champ de Mars • Pont Saint-Jean • Pont de Suve • Garde Centre • Université Sud • La Gare (La Crau) • Cimetière (La Crau) • Maurric • La Bayorre • Jean Aicard • Hôtel de Ville (Hyères) • Soldat Bellon • Gare (Hyères) • Espace 3000 • Colline Mimosas • Lycée Costebelle | | | | | | | | |
| 29    | Évolution : La ligne faisait terminus jusqu'en 2017 à Hyères-Centre (Joffre) tout comme la 39 La ligne a été renforcée par la ligne 16 depuis Septembre 2024 Autre : Service Partiels de la ligne Toulon ↔ Hyères. Les services « Le Clos » sont assurés par la Sodetrav. Les services « Université Sud » sont assurés par la RMTT. Le matin 1 départ origine Université Sud est assuré en articulés. Les partiels ne fonctionnent pas le samedi et dimanche (exception d'un aller-retour Université sud le dimanche matin). | | | | | | | | |
| 29    | Dernière actualisation : 2 septembre 2024 | | | | | | | | |
| 31    | La Valette-du-Var — Sainte-Claire ⥋ Toulon — Artillerie de Marine | La Valette-du-Var — Sainte-Claire ⥋ Toulon — Artillerie de Marine                                   | La Valette-du-Var — Sainte-Claire ⥋ Toulon — Artillerie de Marine                                       | La Valette-du-Var — Sainte-Claire ⥋ Toulon — Artillerie de Marine                                                                           | La Valette-du-Var — Sainte-Claire ⥋ Toulon — Artillerie de Marine                                   | La Valette-du-Var — Sainte-Claire ⥋ Toulon — Artillerie de Marine                                   | La Valette-du-Var — Sainte-Claire ⥋ Toulon — Artillerie de Marine                                   | La Valette-du-Var — Sainte-Claire ⥋ Toulon — Artillerie de Marine                                   | La Valette-du-Var — Sainte-Claire ⥋ Toulon — Artillerie de Marine                                   |
| 31    | Ouverture / Fermeture — / — | Longueur —                                                                                          | Durée 26 min                                                                                            | Nb. d’arrêts 35 | Matériel Standards                                                                                  | Jours de fonctionnement L, Ma, Me, J, V, S                                                          | Jour / Soir / Nuit / Fêtes O / N / N / N                                                            | Voy. / an —                                                                                         | Exploitant RD TPM                                                                                   |
| 31    | Desserte : - Communes : La Valette-du-Var, Toulon - Principaux arrêts desservis : Sainte-Claire • Espaluns • Thouar • Covoiturage Ste-Musse • Lycée Rouvière • Hôpital Ste-Musse • Brunet • Eglise • Mermoz • Poste (La Rode) • Aicard • Bazeilles • Artillerie de Marine | | | | | | | | |
| 31    | Évolution : Nouvel itinéraire depuis le 5 mars 2012. Autre : Ligne exploitée en majorité avec des bus hybrides (notamment Linium) La ligne 31 avait fait terminus en 2012 à la Tour Royal pour une expérimentation Nouveau terminus à Sainte-Claire, depuis 2018 ; un abribus a été installé à Artillerie de Marine, en 2020. | | | | | | | | |
| 31    | Dernière actualisation : 1er mai 2023 | | | | | | | | |
| 33    | Navette Mourillon | Navette Mourillon                                                                                   | Navette Mourillon                                                                                       | Navette Mourillon | Navette Mourillon                                                                                   | Navette Mourillon                                                                                   | Navette Mourillon                                                                                   | Navette Mourillon                                                                                   | Navette Mourillon                                                                                   |
| 33    | (Circulaire) Toulon — Bazeilles ⥋ Toulon — Bazeilles | | | | | | | | |
| 33    | Ouverture / Fermeture 30 Août 2004 / — | Longueur —                                                                                          | Durée 22 min                                                                                            | Nb. d’arrêts 15 | Matériel Minibus                                                                                    | Jours de fonctionnement L, Ma, Me, J, V, S                                                          | Jour / Soir / Nuit / Fêtes O / N / N / N                                                            | Voy. / an —                                                                                         | Exploitant RD TPM                                                                                   |
| 33    | Desserte : - Communes : Toulon - Principaux arrêts desservis : Bazeilles • C.N.M.S.S • Fort Lamalgue • Jardin Mistral | | | | | | | | |
| 33    | Autre : La ligne est assurée principalement par un Mercedes Dietrich Sprinter no 503. La ligne fait une pause entre 12h30 et 13h, la ligne circule le samedi uniquement le matin (jusqu'à 12h30). La ligne 33 est menacé de fermeture (transformation en Appel Bus) | | | | | | | | |
| 33    | Dernière actualisation : 1er mai 2023 | | | | | | | | |
| 39    | Toulon — Gare Routière ⥋ Hyères — Lycée Golf-Hôtel | Toulon — Gare Routière ⥋ Hyères — Lycée Golf-Hôtel                                                  | Toulon — Gare Routière ⥋ Hyères — Lycée Golf-Hôtel                                                      | Toulon — Gare Routière ⥋ Hyères — Lycée Golf-Hôtel                                                                                          | Toulon — Gare Routière ⥋ Hyères — Lycée Golf-Hôtel                                                  | Toulon — Gare Routière ⥋ Hyères — Lycée Golf-Hôtel                                                  | Toulon — Gare Routière ⥋ Hyères — Lycée Golf-Hôtel                                                  | Toulon — Gare Routière ⥋ Hyères — Lycée Golf-Hôtel                                                  | Toulon — Gare Routière ⥋ Hyères — Lycée Golf-Hôtel                                                  |
| 39    | Ouverture / Fermeture — / — | Longueur —                                                                                          | Durée 60 min                                                                                            | Nb. d’arrêts 79 | Matériel Standards                                                                                  | Jours de fonctionnement L, Ma, Me, J, V, S, D                                                       | Jour / Soir / Nuit / Fêtes O / O / N / O                                                            | Voy. / an —                                                                                         | Exploitant RD TPM et SNT Suma                                                                       |
| 39    | Desserte : - Communes : Toulon, La Garde, Le Pradet, Carqueiranne, Hyères - Principaux arrêts desservis : Gare Routière • Liberté • Campus Porte d'Italie • Pont de Suve • Meunier • Flamencq • Traversier • Oursinières • Diligence • Carqueiranne • Gare (Hyères) • Jean Aicard • Soldat Bellon • Hôtel de Ville (Hyères) • Agricampus • Moulin 1er | | | | | | | | |
| 39    | Évolution : La ligne faisait terminus jusqu'en 2017 à Hyères-Centre (Joffre) tout comme la 29 La ligne a récemment été prolongé de Moulin 1er (Ligne 103) au Lycée Golf-Hôtel Autre : Itinéraire vers les Oursinières en période scolaire ; le Lycée Costebelle en période scolaire et pour le Collège Joliot Cuire en période scolaire. La ligne est susceptible de changer de terminus et de suivre le Lycée Golf-Hôtel, qui doit être reconstruit ailleurs, étant donné que le terrain actuel est en zone inondable | | | | | | | | |
| 39    | Dernière actualisation : 1er mai 2023 | | | | | | | | |
| 55    | Le Revest-les-Eaux — Revest ⥋ La Garde — Campus La Garde/La Valette | Le Revest-les-Eaux — Revest ⥋ La Garde — Campus La Garde/La Valette                                 | Le Revest-les-Eaux — Revest ⥋ La Garde — Campus La Garde/La Valette                                     | Le Revest-les-Eaux — Revest ⥋ La Garde — Campus La Garde/La Valette                                                                         | Le Revest-les-Eaux — Revest ⥋ La Garde — Campus La Garde/La Valette                                 | Le Revest-les-Eaux — Revest ⥋ La Garde — Campus La Garde/La Valette                                 | Le Revest-les-Eaux — Revest ⥋ La Garde — Campus La Garde/La Valette                                 | Le Revest-les-Eaux — Revest ⥋ La Garde — Campus La Garde/La Valette                                 | Le Revest-les-Eaux — Revest ⥋ La Garde — Campus La Garde/La Valette                                 |
| 55    | Ouverture / Fermeture — / — | Longueur —                                                                                          | Durée 24 min                                                                                            | Nb. d’arrêts 30 | Matériel Midibus                                                                                    | Jours de fonctionnement L, Ma, Me, J, V, S                                                          | Jour / Soir / Nuit / Fêtes O / N / N / N                                                            | Voy. / an —                                                                                         | Exploitant RD TPM                                                                                   |
| 55    | Desserte : - Communes : Le Revest-les-Eaux, Toulon, La Valette-du-Var, La Garde - Principaux arrêts desservis : Revest • Hameau Dardennes • Daudet • Leclerc • Campus La Garde/La Valette | | | | | | | | |
| 55    | Autre : En période scolaire, durant l'heure de pointe, le 55 peut être assuré par des standards (remplacement au terminus ou en cours de route) | | | | | | | | |
| 55    | Dernière actualisation : 1er mai 2023 | | | | | | | | |
| 63    | Hyères — Moulin Premier ⥋ Hyères — Aéroport Toulon-Hyères | Hyères — Moulin Premier ⥋ Hyères — Aéroport Toulon-Hyères                                           | Hyères — Moulin Premier ⥋ Hyères — Aéroport Toulon-Hyères                                               | Hyères — Moulin Premier ⥋ Hyères — Aéroport Toulon-Hyères                                                                                   | Hyères — Moulin Premier ⥋ Hyères — Aéroport Toulon-Hyères                                           | Hyères — Moulin Premier ⥋ Hyères — Aéroport Toulon-Hyères                                           | Hyères — Moulin Premier ⥋ Hyères — Aéroport Toulon-Hyères                                           | Hyères — Moulin Premier ⥋ Hyères — Aéroport Toulon-Hyères                                           | Hyères — Moulin Premier ⥋ Hyères — Aéroport Toulon-Hyères                                           |
| 63    | Ouverture / Fermeture 4 septembre 2023 / — | Longueur —                                                                                          | Durée 16 min                                                                                            | Nb. d’arrêts 37 | Matériel Standards, midibus                                                                         | Jours de fonctionnement L, Ma, Me, J, V, S, D                                                       | Jour / Soir / Nuit / Fêtes O / N / N / O                                                            | Voy. / an —                                                                                         | Exploitant SNT Suma                                                                                 |
| 63    | Desserte : - Communes : Hyères - Principaux arrêts desservis : Moulin Premier • Capricorne • Les Salins • Ayguade • Skate park • Beauséjour • Olbius Riquier • Gymnase Rougières • Jean d'Agrève • Port Saint Pierre • Aéroport Toulon-Hyères - Horaires : la ligne fonctionne du lundi au samedi de 7h00 à 19h00 (20h00 le samedi) et de 7h30 à 19h00 le dimanche. - Particularités : la fréquence de la ligne 63 est d'un bus toutes les heures du lundi au vendredi, toutes les 2 heures le samedi et 6 allers-retours le dimanche. | | | | | | | | |
| 63    | Autre : Depuis le 4 septembre 2023, l'ancienne ligne 63 (Hyères-Centre Denis ↔ Aéroport Toulon-Hyères) et la ligne 66 (Hyères-Centre Denis ↔ Les Salins) ont fusionné pour créer la nouvelle ligne 63. Depuis le 4 septembre 2023, l'ancien terminus « Hyères-Centre (Denis) » est desservi uniquement par l'AB61, où il a son terminus, les lignes de Hyères, se fusionnent beaucoup depuis 2019, avec les lignes 64 (Hyères-Centre Denis ↔ 3es Borrels) et ligne-navette 69 (Hyères-Centre Denis ↔ Cimetière Ritorte) ont fusionné pour créer l'AB61. | | | | | | | | |
| 63    | Dernière actualisation : 1er septembre 2023 | | | | | | | | |
| 65    | 65 L'Estivale | 65 L'Estivale                                                                                       | 65 L'Estivale                                                                                           | 65 L'Estivale | 65 L'Estivale                                                                                       | 65 L'Estivale                                                                                       | 65 L'Estivale                                                                                       | 65 L'Estivale                                                                                       | 65 L'Estivale                                                                                       |
| 65    | Hyères — Plage Almanare ⥋ Hyères — Les Salins | | | | | | | | |
| 65    | Ouverture / Fermeture 31 mai 2021 / — | Longueur —                                                                                          | Durée ~25 min                                                                                           | Nb. d’arrêts 16 - 14 | Matériel Standards                                                                                  | Jours de fonctionnement L, Ma, Me, J, V, S, D                                                       | Jour / Soir / Nuit / Fêtes O / O / O / O                                                            | Voy. / an —                                                                                         | Exploitant SNT Suma                                                                                 |
| 65    | Desserte : - Communes : Hyères - Principaux arrêts desservis : • Arromanches • Jean d’Agrève • Port St Pierre • Aéroport • Daviddi • Les Salins | | | | | | | | |
| 65    | Évolution : Le Mardi 14 Mai 2024, le Réseau Mistral a annoncé les nouveautés et modifications pour l'été 2024, il a été annoncé que la ligne E65 ferait terminus à un tout nouvel arrêt "Plage Almanare" Autre : En journée la ligne fait terminus à Plage Almanare, tout comme en Nocturne Ligne circulant uniquement de fin-mai à début-octobre (période été). Depuis quelques années, la navette Arromanches (Arromanches ↔ Port St-Gavine) est devenu la ligne 65 - L'Estivale | | | | | | | | |
| 65    | Dernière actualisation : 10 mai 2024 | | | | | | | | |
| 67    | Hyères — Hyères-Centre (Joffre) ⥋ Hyères — Tour Fondue | Hyères — Hyères-Centre (Joffre) ⥋ Hyères — Tour Fondue                                              | Hyères — Hyères-Centre (Joffre) ⥋ Hyères — Tour Fondue                                                  | Hyères — Hyères-Centre (Joffre) ⥋ Hyères — Tour Fondue                                                                                      | Hyères — Hyères-Centre (Joffre) ⥋ Hyères — Tour Fondue                                              | Hyères — Hyères-Centre (Joffre) ⥋ Hyères — Tour Fondue                                              | Hyères — Hyères-Centre (Joffre) ⥋ Hyères — Tour Fondue                                              | Hyères — Hyères-Centre (Joffre) ⥋ Hyères — Tour Fondue                                              | Hyères — Hyères-Centre (Joffre) ⥋ Hyères — Tour Fondue                                              |
| 67    | Ouverture / Fermeture — / — | Longueur —                                                                                          | Durée ~27 min                                                                                           | Nb. d’arrêts 31 | Matériel Standards                                                                                  | Jours de fonctionnement L, Ma, Me, J, V, S, D                                                       | Jour / Soir / Nuit / Fêtes O / N / N / O                                                            | Voy. / an —                                                                                         | Exploitant SNT Suma                                                                                 |
| 67    | Desserte : - Communes : Hyères - Principaux arrêts desservis : Hyères Centre • B.A.N. • Port La Gavine • La Capte • Giens • Presqu'île • Tour Fondue - Horaires : 6h30 à 19h30 (16h40 le dimanche) - Particularités : en hiver (mi-septembre à mi-mai), la ligne à une fréquence d'un bus par heure avec des renforts aux heures scolaires du lundi au samedi. Le dimanche, 6 allers-retours sont disponibles. Lors de la saison estivale, la ligne a une fréquence de 20 minutes du lundi au dimanche sur son itinéraire classique et des renforts "L'estivale 67" sont mis en place toutes les 20 minutes de P+R Arromanches 1 à Tour Fondue en mode "express".                                | | | | | | | | |
| 67    | Autre : La ligne connait une très forte affluence en période estivale avec son itinéraire desservant les plages ainsi que son accès à l'embarcadère pour aller à Porquerolles. | | | | | | | | |
| 67    | Dernière actualisation : 10 mai 2024 | | | | | | | | |
| E67   | Estivale E67 | Estivale E67                                                                                        | Estivale E67                                                                                            | Estivale E67 | Estivale E67                                                                                        | Estivale E67                                                                                        | Estivale E67                                                                                        | Estivale E67                                                                                        | Estivale E67                                                                                        |
| E67   | P+R Arromanches 2 ⥋ Tour Fondue | | | | | | | | |
| E67   | Ouverture / Fermeture 8 juillet 2024 / 1er septembre 2024 | Longueur —                                                                                          | Durée —                                                                                                 | Nb. d’arrêts — | Matériel Standards                                                                                  | Jours de fonctionnement {jour de fonctionnement\|l\|ma\|me\|j\|v}}                                  | Jour / Soir / Nuit / Fêtes O / N / N / N                                                            | Voy. / an Chiffres non communiqués                                                                  | Exploitant : SNT Suma (Hyères)                                                                      |
| E67   | Desserte : Ne dessert pas le centre du village de Giens, et le Port La Gavine | | | | | | | | |
| E67   | Autre : La ligne E67 s'est arrêtée au début du mois de septembre 2024, aucune information si la ligne va continuer à être exploitée l'été prochain | | | | | | | | |
| E67   | Dernière actualisation : 8 septembre 2024 | | | | | | | | |
| 68    | Hyères — Parc Chevaliers ⥋ Hyères — Badine | Hyères — Parc Chevaliers ⥋ Hyères — Badine                                                          | Hyères — Parc Chevaliers ⥋ Hyères — Badine                                                              | Hyères — Parc Chevaliers ⥋ Hyères — Badine                                                                                                  | Hyères — Parc Chevaliers ⥋ Hyères — Badine                                                          | Hyères — Parc Chevaliers ⥋ Hyères — Badine                                                          | Hyères — Parc Chevaliers ⥋ Hyères — Badine                                                          | Hyères — Parc Chevaliers ⥋ Hyères — Badine                                                          | Hyères — Parc Chevaliers ⥋ Hyères — Badine                                                          |
| 68    | Ouverture / Fermeture Période estivale / Période hivernale | Longueur —                                                                                          | Durée 13 min                                                                                            | Nb. d’arrêts 17 | Matériel Minibus                                                                                    | Jours de fonctionnement L, Ma, Me, J, V, S, D                                                       | Jour / Soir / Nuit / Fêtes O / N / N / N                                                            | Voy. / an —                                                                                         | Exploitant SNT Suma                                                                                 |
| 68    | Desserte : - Communes : Hyères - Principaux arrêts desservis : Parc Chevalier • Renée Sabran • Cap Estérel • Tour Fondue | | | | | | | | |
| 68    | Évolution : Jusqu'en 2018, la ligne 68 circulait entre Parc Chevaliers et Tour Fondue avec quelques passages au village vacances (à l'est de la presqu'ile), et elle circulait toute l'année Le Mardi 14 Mai 2024, le Réseau Mistral a annoncé les nouveautés et modifications pour l'été 2024, il a été annoncé que la ligne 68 (été) aurait une fréquence d'un bus toutes les 45 minutes Autre : Fonctionne uniquement en été En hiver l'Appel Bus 68 prend le relais | | | | | | | | |
| 68    | Dernière actualisation : 10 mai 2024 | | | | | | | | |
| 72    | La Seyne-sur-Mer — Langevin/Lery ⥋ Six-Fours-les-Plages — Bonnegrâce / Gare Ollioules/Sanary | La Seyne-sur-Mer — Langevin/Lery ⥋ Six-Fours-les-Plages — Bonnegrâce / Gare Ollioules/Sanary        | La Seyne-sur-Mer — Langevin/Lery ⥋ Six-Fours-les-Plages — Bonnegrâce / Gare Ollioules/Sanary            | La Seyne-sur-Mer — Langevin/Lery ⥋ Six-Fours-les-Plages — Bonnegrâce / Gare Ollioules/Sanary                                                | La Seyne-sur-Mer — Langevin/Lery ⥋ Six-Fours-les-Plages — Bonnegrâce / Gare Ollioules/Sanary        | La Seyne-sur-Mer — Langevin/Lery ⥋ Six-Fours-les-Plages — Bonnegrâce / Gare Ollioules/Sanary        | La Seyne-sur-Mer — Langevin/Lery ⥋ Six-Fours-les-Plages — Bonnegrâce / Gare Ollioules/Sanary        | La Seyne-sur-Mer — Langevin/Lery ⥋ Six-Fours-les-Plages — Bonnegrâce / Gare Ollioules/Sanary        | La Seyne-sur-Mer — Langevin/Lery ⥋ Six-Fours-les-Plages — Bonnegrâce / Gare Ollioules/Sanary        |
| 72    | Ouverture / Fermeture septembre 2003 / — | Longueur —                                                                                          | Durée 29 min                                                                                            | Nb. d’arrêts 35 | Matériel Standards, midibus                                                                         | Jours de fonctionnement L, Ma, Me, J, V, S, D                                                       | Jour / Soir / Nuit / Fêtes O / N / N / O                                                            | Voy. / an —                                                                                         | Exploitant Lignes du Var - Littoral Cars                                                            |
| 72    | Desserte : - Communes : La Seyne-sur-Mer, Six-Fours-les-Plages - Principaux arrêts desservis : Langevin • Lery • Denans • Stade du Verger • Hôtel de Ville (Six Fours) • Pt du Brusc • Le Mail • Baigneurs • Plage Bonnegrâce | | | | | | | | |
| 72    | Évolution : La ligne a été créée à la création du Réseau Mistral (09/2003), elle portait un autre numéro, elle était assurée par l'ancien réseau départemental Depuis septembre 2017, la ligne 72 fait terminus à Langevin (La Seyne-sur-Mer) et non plus à Gare Routière (Toulon). La ligne 70 assure le relais pour rejoindre Toulon, accessible en correspondance entre les arrêts Pont du Brusc (Six-Fours-les-Plages) et Espace Santé (La Seyne-sur-Mer). Le Mardi 14 Mai 2024, le Réseau Mistral a annoncé les nouveautés et modifications pour l'été 2024, il a été annoncé que la ligne 72 (pour l'été) serait prolongé à la Gare d'Ollioules / Sanary (Terminus de la ligne 83) Autre : | | | | | | | | |
| 72    | Dernière actualisation : 1er mai 2023 | | | | | | | | |
| 82    | La Seyne-sur-Mer — Gare Seyne/Six-Fours ⥋ La Seyne-sur-Mer — Mont des Oiseaux / Bar Tabac (Tamaris) | La Seyne-sur-Mer — Gare Seyne/Six-Fours ⥋ La Seyne-sur-Mer — Mont des Oiseaux / Bar Tabac (Tamaris) | La Seyne-sur-Mer — Gare Seyne/Six-Fours ⥋ La Seyne-sur-Mer — Mont des Oiseaux / Bar Tabac (Tamaris)     | La Seyne-sur-Mer — Gare Seyne/Six-Fours ⥋ La Seyne-sur-Mer — Mont des Oiseaux / Bar Tabac (Tamaris)                                         | La Seyne-sur-Mer — Gare Seyne/Six-Fours ⥋ La Seyne-sur-Mer — Mont des Oiseaux / Bar Tabac (Tamaris) | La Seyne-sur-Mer — Gare Seyne/Six-Fours ⥋ La Seyne-sur-Mer — Mont des Oiseaux / Bar Tabac (Tamaris) | La Seyne-sur-Mer — Gare Seyne/Six-Fours ⥋ La Seyne-sur-Mer — Mont des Oiseaux / Bar Tabac (Tamaris) | La Seyne-sur-Mer — Gare Seyne/Six-Fours ⥋ La Seyne-sur-Mer — Mont des Oiseaux / Bar Tabac (Tamaris) | La Seyne-sur-Mer — Gare Seyne/Six-Fours ⥋ La Seyne-sur-Mer — Mont des Oiseaux / Bar Tabac (Tamaris) |
| 82    | Ouverture / Fermeture — / — | Longueur —                                                                                          | Durée 24 (Gare Seyne/Six-Fours - Bar Tabac (Tamaris) / 18 (Gare Seyne/Six Fours - Mont des Oiseaux) min | Nb. d’arrêts 22 | Matériel Minibus                                                                                    | Jours de fonctionnement L, Ma, Me, J, V, S                                                          | Jour / Soir / Nuit / Fêtes O / N / N / N                                                            | Voy. / an —                                                                                         | Exploitant RD TPM                                                                                   |
| 82    | Desserte : - Communes : La Seyne-sur-Mer - Principaux arrêts desservis : Gare de La Seyne - Six-Fours • Gagarine • Seyne Centre • Carmille • Oiseaux • Tourterelle • Mont des Oiseaux • Collines Tamaris • Terrasses Tamaris • Bar Tabac (Tamaris) | | | | | | | | |
| 82    | Autre : | | | | | | | | |
| 82    | Dernière actualisation : 1er mai 2023 | | | | | | | | |
| 83    | La Seyne-sur-Mer — Gare Ollioules / Sanary ⥋ La Seyne-sur-Mer — Sablettes | La Seyne-sur-Mer — Gare Ollioules / Sanary ⥋ La Seyne-sur-Mer — Sablettes                           | La Seyne-sur-Mer — Gare Ollioules / Sanary ⥋ La Seyne-sur-Mer — Sablettes                               | La Seyne-sur-Mer — Gare Ollioules / Sanary ⥋ La Seyne-sur-Mer — Sablettes                                                                   | La Seyne-sur-Mer — Gare Ollioules / Sanary ⥋ La Seyne-sur-Mer — Sablettes                           | La Seyne-sur-Mer — Gare Ollioules / Sanary ⥋ La Seyne-sur-Mer — Sablettes                           | La Seyne-sur-Mer — Gare Ollioules / Sanary ⥋ La Seyne-sur-Mer — Sablettes                           | La Seyne-sur-Mer — Gare Ollioules / Sanary ⥋ La Seyne-sur-Mer — Sablettes                           | La Seyne-sur-Mer — Gare Ollioules / Sanary ⥋ La Seyne-sur-Mer — Sablettes                           |
| 83    | Ouverture / Fermeture 4 septembre 2023 / — | Longueur —                                                                                          | Durée ~30 min                                                                                           | Nb. d’arrêts 49 | Matériel Midibus - Standards                                                                        | Jours de fonctionnement L, Ma, Me, J, V, S                                                          | Jour / Soir / Nuit / Fêtes O / N / N / N                                                            | Voy. / an —                                                                                         | Exploitant RD TPM                                                                                   |
| 83    | Desserte : 40 min - Communes : La Seyne-sur-Mer - Principaux arrêts desservis : Sablettes • Tamaris • Pagnol • Régina • La Seyne • Seyne Centre • Curie • Stalingrad • Parc Aquatique • Lery • Z.A. Playes • Négadoux • Rocade des Playes • Square des Bains • Square Cesnat • Plage Bonnegrâce • Coopérative • Gare d'Ollioules - Sanary | | | | | | | | |
| 83    | Évolution : Depuis le 4 septembre 2023, la ligne 71 (Bonnegrâce ↔ Curie) et l'ancienne ligne 83 (Lery ↔ Sablettes) ont fusionné pour créer la nouvelle ligne 83. Autre : | | | | | | | | |
| 83    | Dernière actualisation : 1er septembre 2024 | | | | | | | | |
| 84    | La Seyne-sur-Mer — Sablettes / Croix de Palun ⥋ Six-Fours-les-Plages — Reppe | La Seyne-sur-Mer — Sablettes / Croix de Palun ⥋ Six-Fours-les-Plages — Reppe                        | La Seyne-sur-Mer — Sablettes / Croix de Palun ⥋ Six-Fours-les-Plages — Reppe                            | La Seyne-sur-Mer — Sablettes / Croix de Palun ⥋ Six-Fours-les-Plages — Reppe                                                                | La Seyne-sur-Mer — Sablettes / Croix de Palun ⥋ Six-Fours-les-Plages — Reppe                        | La Seyne-sur-Mer — Sablettes / Croix de Palun ⥋ Six-Fours-les-Plages — Reppe                        | La Seyne-sur-Mer — Sablettes / Croix de Palun ⥋ Six-Fours-les-Plages — Reppe                        | La Seyne-sur-Mer — Sablettes / Croix de Palun ⥋ Six-Fours-les-Plages — Reppe                        | La Seyne-sur-Mer — Sablettes / Croix de Palun ⥋ Six-Fours-les-Plages — Reppe                        |
| 84    | Ouverture / Fermeture septembre 2003 / — | Longueur —                                                                                          | Durée 24 min                                                                                            | Nb. d’arrêts 43 | Matériel Minibus                                                                                    | Jours de fonctionnement L, Ma, Me, J, V, S                                                          | Jour / Soir / Nuit / Fêtes O / N / N / N                                                            | Voy. / an —                                                                                         | Exploitant Lignes du Var - Littoral Cars                                                            |
| 84    | Desserte : 25min en moyenne - Communes : La Seyne-sur-Mer, Six-Fours-les-Plages - Principaux arrêts desservis : Reppe • Chapelle (six fours) • Aussel • Font de Fillol • Hôtel de Ville (Six Fours) • Stade du Verger • Mouton • Croix de Palun • Sablettes | | | | | | | | |
| 84    | Évolution : En Septembre 2023, la ligne 84 a fait terminus aux Sablettes mais à certains horaires, elle s'arrête à Croix de Palun Autre : Existe aussi l'AB84 qui dessert les secteurs de Brémond, Lery et Pétugue Depuis le 4 septembre 2023, la ligne 84 remplace la ligne 87 aux Sablettes et y fait terminus. | | | | | | | | |
| 84    | Dernière actualisation : 1er mai 2023 | | | | | | | | |
| 87    | La Seyne-sur-Mer — Seyne Centre ⥋ Six-Fours-les-Plages — Le Brusc | La Seyne-sur-Mer — Seyne Centre ⥋ Six-Fours-les-Plages — Le Brusc                                   | La Seyne-sur-Mer — Seyne Centre ⥋ Six-Fours-les-Plages — Le Brusc                                       | La Seyne-sur-Mer — Seyne Centre ⥋ Six-Fours-les-Plages — Le Brusc                                                                           | La Seyne-sur-Mer — Seyne Centre ⥋ Six-Fours-les-Plages — Le Brusc                                   | La Seyne-sur-Mer — Seyne Centre ⥋ Six-Fours-les-Plages — Le Brusc                                   | La Seyne-sur-Mer — Seyne Centre ⥋ Six-Fours-les-Plages — Le Brusc                                   | La Seyne-sur-Mer — Seyne Centre ⥋ Six-Fours-les-Plages — Le Brusc                                   | La Seyne-sur-Mer — Seyne Centre ⥋ Six-Fours-les-Plages — Le Brusc                                   |
| 87    | Ouverture / Fermeture — / — | Longueur —                                                                                          | Durée 32 min                                                                                            | Nb. d’arrêts — | Matériel Midibus                                                                                    | Jours de fonctionnement L, Ma, Me, J, V, S                                                          | Jour / Soir / Nuit / Fêtes O / N / N / N                                                            | Voy. / an —                                                                                         | Exploitants RD TPM                                                                                  |
| 87    | Desserte : - Communes : La Seyne-sur-Mer, Six-Fours-les-Plages - Principaux arrêts desservis : Le Brusc • Le Mail • Pont du Brusc • Hôtel de Ville (Six Fours) • Stade du Verger • CCAS • Beaugency • Seyne Centre | | | | | | | | |
| 87    | Autre : Depuis le 4 septembre 2023, la ligne 87 fait trajet unique entre Seyne Centre et Le Brusc. | | | | | | | | |
| 87    | Dernière actualisation : 1er mai 2023 | | | | | | | | |
| 91    | Le Pradet — Oursinières ⥋ La Garde — Planquette | Le Pradet — Oursinières ⥋ La Garde — Planquette                                                     | Le Pradet — Oursinières ⥋ La Garde — Planquette                                                         | Le Pradet — Oursinières ⥋ La Garde — Planquette                                                                                             | Le Pradet — Oursinières ⥋ La Garde — Planquette                                                     | Le Pradet — Oursinières ⥋ La Garde — Planquette                                                     | Le Pradet — Oursinières ⥋ La Garde — Planquette                                                     | Le Pradet — Oursinières ⥋ La Garde — Planquette                                                     | Le Pradet — Oursinières ⥋ La Garde — Planquette                                                     |
| 91    | Ouverture / Fermeture — / — | Longueur —                                                                                          | Durée 22 min                                                                                            | Nb. d’arrêts 24 | Matériel Standards ; Midibus                                                                        | Jours de fonctionnement L, Ma, Me, J, V, S                                                          | Jour / Soir / Nuit / Fêtes O / N / N / N                                                            | Voy. / an —                                                                                         | Exploitant RD TPM                                                                                   |
| 91    | Desserte : - Communes : Le Pradet, La Garde - Principaux arrêts desservis : Oursinières • Flamencq • Stade • Hôtel de Ville • Garde Centre • Planquette | | | | | | | | |
| 91    | Évolution : Le Mardi 14 Mai 2024, le Réseau Mistral a annoncé les nouveautés et modifications pour l'été 2024, il a été annoncé qu'un Appel Bus (l'AB91) serait crée uniquement l'été pour "renforcer" la ligne 91 Autre : | | | | | | | | |
| 91    | Dernière actualisation : 1er octobre 2024 | | | | | | | | |
| 92    | Carqueiranne — Carthage ⥋ La Garde — Planquette | Carqueiranne — Carthage ⥋ La Garde — Planquette                                                     | Carqueiranne — Carthage ⥋ La Garde — Planquette                                                         | Carqueiranne — Carthage ⥋ La Garde — Planquette                                                                                             | Carqueiranne — Carthage ⥋ La Garde — Planquette                                                     | Carqueiranne — Carthage ⥋ La Garde — Planquette                                                     | Carqueiranne — Carthage ⥋ La Garde — Planquette                                                     | Carqueiranne — Carthage ⥋ La Garde — Planquette                                                     | Carqueiranne — Carthage ⥋ La Garde — Planquette                                                     |
| 92    | Ouverture / Fermeture — / — | Longueur —                                                                                          | Durée 19 min                                                                                            | Nb. d’arrêts 27 | Matériel Standards                                                                                  | Jours de fonctionnement L, Ma, Me, J, V, S                                                          | Jour / Soir / Nuit / Fêtes O / N / N / N                                                            | Voy. / an —                                                                                         | Exploitant RD TPM                                                                                   |
| 92    | Desserte : - Communes : Carqueiranne, Le Pradet, La Garde - Principaux arrêts desservis : Carthage • Collège Joliot Curie • Diligence • Flamencq • Stade • Hôtel de Ville • Garde Centre • Planquette | | | | | | | | |
| 92    | Autre : | | | | | | | | |
| 92    | Dernière actualisation : 1er mai 2023 | | | | | | | | |
| 98    | La Garde — Terre Promise ⥋ La Garde — Tourrache | La Garde — Terre Promise ⥋ La Garde — Tourrache                                                     | La Garde — Terre Promise ⥋ La Garde — Tourrache                                                         | La Garde — Terre Promise ⥋ La Garde — Tourrache                                                                                             | La Garde — Terre Promise ⥋ La Garde — Tourrache                                                     | La Garde — Terre Promise ⥋ La Garde — Tourrache                                                     | La Garde — Terre Promise ⥋ La Garde — Tourrache                                                     | La Garde — Terre Promise ⥋ La Garde — Tourrache                                                     | La Garde — Terre Promise ⥋ La Garde — Tourrache                                                     |
| 98    | Ouverture / Fermeture — / — | Longueur —                                                                                          | Durée 33 min                                                                                            | Nb. d’arrêts 41 | Matériel Minibus                                                                                    | Jours de fonctionnement L, Ma, Me, J, V, S                                                          | Jour / Soir / Nuit / Fêtes O / N / N / N                                                            | Voy. / an —                                                                                         | Exploitant RD TPM                                                                                   |
| 98    | Desserte : - Communes : La Garde, Le Pradet - Principaux arrêts desservis : Terre Promise • Pont de la Clue • Beauséjour • Hôtel de Ville • Tristan • Parc des Sports • Tourrache | | | | | | | | |
| 98    | Évolution : La ligne 98 faisait avant (jusqu'en 2009) terminus à la Gare SNCF de la Pauline-Hyères Autre : La ligne dessert des quartiers résidentiels à La Garde (Sully, Le Mas…), pour les étudiants étudiant au Campus de la Grande Tourrache. | | | | | | | | |
| 98    | Dernière actualisation : 1er mai 2023 | | | | | | | | |
| 101   | Toulon — Gare Routière ⥋ La Garde — Planquette | Toulon — Gare Routière ⥋ La Garde — Planquette                                                      | Toulon — Gare Routière ⥋ La Garde — Planquette                                                          | Toulon — Gare Routière ⥋ La Garde — Planquette                                                                                              | Toulon — Gare Routière ⥋ La Garde — Planquette                                                      | Toulon — Gare Routière ⥋ La Garde — Planquette                                                      | Toulon — Gare Routière ⥋ La Garde — Planquette                                                      | Toulon — Gare Routière ⥋ La Garde — Planquette                                                      | Toulon — Gare Routière ⥋ La Garde — Planquette                                                      |
| 101   | Ouverture / Fermeture 7 juillet 2025 / — | Longueur —                                                                                          | Durée 25 min                                                                                            | Nb. d’arrêts 29 | Matériel Minibus, Midibus                                                                           | Jours de fonctionnement L, Ma, Me, J, V                                                             | Jour / Soir / Nuit / Fêtes O / N / N / N                                                            | Voy. / an —                                                                                         | Exploitant : RD TPM (Brunet)                                                                        |
| 101   | Desserte : - Communes : Toulon, La Valette-du-Var, La Garde - Principaux arrêts desservis : Gare Routière • CDT Nicolas • Loubière • Dunant • Eglise (St-Jean-du-Var) • Pont St-Jean • Brunet • Font Pré (correspondance Ste-Musse A57, Halte Ferroviaire de Toulon Ste-Musse et Hôpital Ste-Musse) • Chemin de Ste-Musse • Louis Masson • Delage • Garde Centre • Rocher • Jardin Veyret • Hôpital Clémenceau • Planquette (La Garde) | | | | | | | | |
| 101   | Autre : | | | | | | | | |
| 101   | Dernière actualisation : 7 juillet 2025 | | | | | | | | |
| 102   | Toulon — Gare Routière ⥋ Hyères — Aéroport Toulon-Hyères | Toulon — Gare Routière ⥋ Hyères — Aéroport Toulon-Hyères                                            | Toulon — Gare Routière ⥋ Hyères — Aéroport Toulon-Hyères                                                | Toulon — Gare Routière ⥋ Hyères — Aéroport Toulon-Hyères                                                                                    | Toulon — Gare Routière ⥋ Hyères — Aéroport Toulon-Hyères                                            | Toulon — Gare Routière ⥋ Hyères — Aéroport Toulon-Hyères                                            | Toulon — Gare Routière ⥋ Hyères — Aéroport Toulon-Hyères                                            | Toulon — Gare Routière ⥋ Hyères — Aéroport Toulon-Hyères                                            | Toulon — Gare Routière ⥋ Hyères — Aéroport Toulon-Hyères                                            |
| 102   | Ouverture / Fermeture — / — | Longueur —                                                                                          | Durée 40 min                                                                                            | Nb. d’arrêts 28 | Matériel Standards                                                                                  | Jours de fonctionnement L, Ma, Me, J, V, S, D                                                       | Jour / Soir / Nuit / Fêtes O / N / N / O                                                            | Voy. / an —                                                                                         | Exploitant SNT Suma                                                                                 |
| 102   | Desserte : - Communes : Toulon, A57 A570, Hyères - Principaux arrêts desservis : Gare Routière • Vauban • Liberté • Champ de Mars • Malon • Ste-Musse A57 • Clinique Sainte-Marguerite • Jean Aicard • Hôtel de Ville (Hyères) • Soldat Bellon • Simenon • Ayguade • Aéroport Toulon - Hyères | | | | | | | | |
| 102   | Autre : La ligne est assez particulière vu sa fréquence, car c'est une ligne aéroportuaire. | | | | | | | | |
| 102   | Dernière actualisation : 28 juin 2025 | | | | | | | | |
| 103   | Toulon — Gare Routière ⥋ Hyères — Moulin Premier / Saint-Nicolas | Toulon — Gare Routière ⥋ Hyères — Moulin Premier / Saint-Nicolas                                    | Toulon — Gare Routière ⥋ Hyères — Moulin Premier / Saint-Nicolas                                        | Toulon — Gare Routière ⥋ Hyères — Moulin Premier / Saint-Nicolas                                                                            | Toulon — Gare Routière ⥋ Hyères — Moulin Premier / Saint-Nicolas                                    | Toulon — Gare Routière ⥋ Hyères — Moulin Premier / Saint-Nicolas                                    | Toulon — Gare Routière ⥋ Hyères — Moulin Premier / Saint-Nicolas                                    | Toulon — Gare Routière ⥋ Hyères — Moulin Premier / Saint-Nicolas                                    | Toulon — Gare Routière ⥋ Hyères — Moulin Premier / Saint-Nicolas                                    |
| 103   | Ouverture / Fermeture — / — | Longueur —                                                                                          | Durée 45 min                                                                                            | Nb. d’arrêts 44 | Matériel Standards                                                                                  | Jours de fonctionnement L, Ma, Me, J, V, S, D                                                       | Jour / Soir / Nuit / Fêtes O / N / N / O                                                            | Voy. / an —                                                                                         | Exploitant SNT Suma                                                                                 |
| 103   | Desserte : - Communes : Toulon, La Valette-du-Var, La Garde (Var), La Crau, Hyères - Principaux arrêts desservis : Gare Routière • Vauban • Liberté • Champ de Mars • Malon • Ste-Musse A57 • Av de l'Université • Campus La Garde/La Valette • Gendarmerie • Marie des Lions • Hôtel de Ville • Caserne 54e RA • Moulin Premier • Saint-Nicolas | | | | | | | | |
| 103   | Autre : La ligne dessert les arrêts entre Moulin premier (exclu) et Saint-Nicolas (inclus) qu'à certaines heures de la journée. | | | | | | | | |
| 103   | Dernière actualisation : 28 juin 2025 | | | | | | | | |
| 111   | Toulon — Bouzigues 2 / Muséum ⥋ Toulon — Cézanne | Toulon — Bouzigues 2 / Muséum ⥋ Toulon — Cézanne                                                    | Toulon — Bouzigues 2 / Muséum ⥋ Toulon — Cézanne                                                        | Toulon — Bouzigues 2 / Muséum ⥋ Toulon — Cézanne                                                                                            | Toulon — Bouzigues 2 / Muséum ⥋ Toulon — Cézanne                                                    | Toulon — Bouzigues 2 / Muséum ⥋ Toulon — Cézanne                                                    | Toulon — Bouzigues 2 / Muséum ⥋ Toulon — Cézanne                                                    | Toulon — Bouzigues 2 / Muséum ⥋ Toulon — Cézanne                                                    | Toulon — Bouzigues 2 / Muséum ⥋ Toulon — Cézanne                                                    |
| 111   | Ouverture / Fermeture — / — | Longueur —                                                                                          | Durée 14 min                                                                                            | Nb. d’arrêts 22 | Matériel Minibus, Midibus                                                                           | Jours de fonctionnement L, Ma, Me, J, V, S                                                          | Jour / Soir / Nuit / Fêtes O / N / N / N                                                            | Voy. / an —                                                                                         | Exploitant RD TPM                                                                                   |
| 111   | Desserte : - Communes : Toulon - Principaux arrêts desservis : Bouzigues • Les Pins • Bonnes Herbes • Beaucaire • Acacias • Cézanne | | | | | | | | |
| 111   | Autre : La ligne 111 dessert Muséum à certains horaires et uniquement en midibus. | | | | | | | | |
| 111   | Dernière actualisation : 1er mai 2023 | | | | | | | | |
| 112   | Toulon — Beaucaire ⥋ Toulon — La Marquisanne | Toulon — Beaucaire ⥋ Toulon — La Marquisanne                                                        | Toulon — Beaucaire ⥋ Toulon — La Marquisanne                                                            | Toulon — Beaucaire ⥋ Toulon — La Marquisanne                                                                                                | Toulon — Beaucaire ⥋ Toulon — La Marquisanne                                                        | Toulon — Beaucaire ⥋ Toulon — La Marquisanne                                                        | Toulon — Beaucaire ⥋ Toulon — La Marquisanne                                                        | Toulon — Beaucaire ⥋ Toulon — La Marquisanne                                                        | Toulon — Beaucaire ⥋ Toulon — La Marquisanne                                                        |
| 112   | Ouverture / Fermeture 29 août 2011 / — | Longueur —                                                                                          | Durée 08 min                                                                                            | Nb. d’arrêts 13 | Matériel Minibus, Midibus                                                                           | Jours de fonctionnement L, Ma, Me, J, V                                                             | Jour / Soir / Nuit / Fêtes O / N / N / N                                                            | Voy. / an —                                                                                         | Exploitant RD TPM                                                                                   |
| 112   | Desserte : - Communes : Toulon - Principaux arrêts desservis : Beaucaire • Cerisiers • Chemin Mon Paradis • Collège Marquisanne • La Marquisanne | | | | | | | | |
| 112   | Autre : La ligne est fermée pendant les vacances scolaires et l'été La ligne est menacée de fermeture (transformation en Appel Bus) pour le manque de demandes et de voyageurs | | | | | | | | |
| 112   | Dernière actualisation : 1er mai 2023 | | | | | | | | |
| 120   | La Seyne-sur-Mer — Gare (La Seyne) ⥋ Ollioules — Gare (Ollioules) | La Seyne-sur-Mer — Gare (La Seyne) ⥋ Ollioules — Gare (Ollioules)                                   | La Seyne-sur-Mer — Gare (La Seyne) ⥋ Ollioules — Gare (Ollioules)                                       | La Seyne-sur-Mer — Gare (La Seyne) ⥋ Ollioules — Gare (Ollioules)                                                                           | La Seyne-sur-Mer — Gare (La Seyne) ⥋ Ollioules — Gare (Ollioules)                                   | La Seyne-sur-Mer — Gare (La Seyne) ⥋ Ollioules — Gare (Ollioules)                                   | La Seyne-sur-Mer — Gare (La Seyne) ⥋ Ollioules — Gare (Ollioules)                                   | La Seyne-sur-Mer — Gare (La Seyne) ⥋ Ollioules — Gare (Ollioules)                                   | La Seyne-sur-Mer — Gare (La Seyne) ⥋ Ollioules — Gare (Ollioules)                                   |
| 120   | Ouverture / Fermeture — / — | Longueur —                                                                                          | Durée 24 min                                                                                            | Nb. d’arrêts 21 | Matériel Midibus                                                                                    | Jours de fonctionnement L, Ma, Me, J, V, S                                                          | Jour / Soir / Nuit / Fêtes O / N / N / N                                                            | Voy. / an —                                                                                         | Exploitant Lignes du Var - Littoral Cars                                                            |
| 120   | Desserte : - Communes : Ollioules - Principaux arrêts desservis : Gare de La Seyne - Six-Fours • Astégiano • Centre Commercial Ollioules • Rue Nationale • Gare d'Ollioules - Sanary | | | | | | | | |
| 120   | Autre : Depuis le 4 septembre 2023, à la gare d'Ollioules - Sanary, il est possible de prendre (un peu plus bas), la ligne 83 qui dessert Sanary, les plages Bonnegrâce, Lery, Curie, La Seyne, Tamaris et Sablettes. | | | | | | | | |
| 120   | Dernière actualisation : 1er septembre 2024 | | | | | | | | |
| 191   | Toulon — Observatoire ⥋ La Garde — Tourrache / La Farlède — CAT Vert | Toulon — Observatoire ⥋ La Garde — Tourrache / La Farlède — CAT Vert                                | Toulon — Observatoire ⥋ La Garde — Tourrache / La Farlède — CAT Vert                                    | Toulon — Observatoire ⥋ La Garde — Tourrache / La Farlède — CAT Vert                                                                        | Toulon — Observatoire ⥋ La Garde — Tourrache / La Farlède — CAT Vert                                | Toulon — Observatoire ⥋ La Garde — Tourrache / La Farlède — CAT Vert                                | Toulon — Observatoire ⥋ La Garde — Tourrache / La Farlède — CAT Vert                                | Toulon — Observatoire ⥋ La Garde — Tourrache / La Farlède — CAT Vert                                | Toulon — Observatoire ⥋ La Garde — Tourrache / La Farlède — CAT Vert                                |
| 191   | Ouverture / Fermeture — / — | Longueur —                                                                                          | Durée 27 min                                                                                            | Nb. d’arrêts 23 | Matériel Standards, Articulés                                                                       | Jours de fonctionnement L, Ma, Me, J, V, S, D                                                       | Jour / Soir / Nuit / Fêtes O / N / N / O                                                            | Voy. / an —                                                                                         | Exploitants RD TPM                                                                                  |
| 191   | Desserte : - Communes : Toulon, La Valette-du-Var, La Garde, La Farlède - Principaux arrêts desservis : Observatoire • Liberté • Strasbourg • Champ de Mars • Bir Hakeim • Av. de l'Université • Campus La Garde/La Valette • Pôle d'Activité Toulon Est • ZI Toulon Est • Tourrache • CAT Vert | | | | | | | | |
| 191   | Autre : Depuis le 31 août 2015, la ligne 191B a perdu son « B » pour devenir 191 (à la suite de l'apparition de la ligne U). La ligne dessert le Bowling du lundi au samedi, lors de son premier départ en direction de Tourrache. | | | | | | | | |
| 191   | Dernière actualisation : 6 janvier 2025 | | | | | | | | |

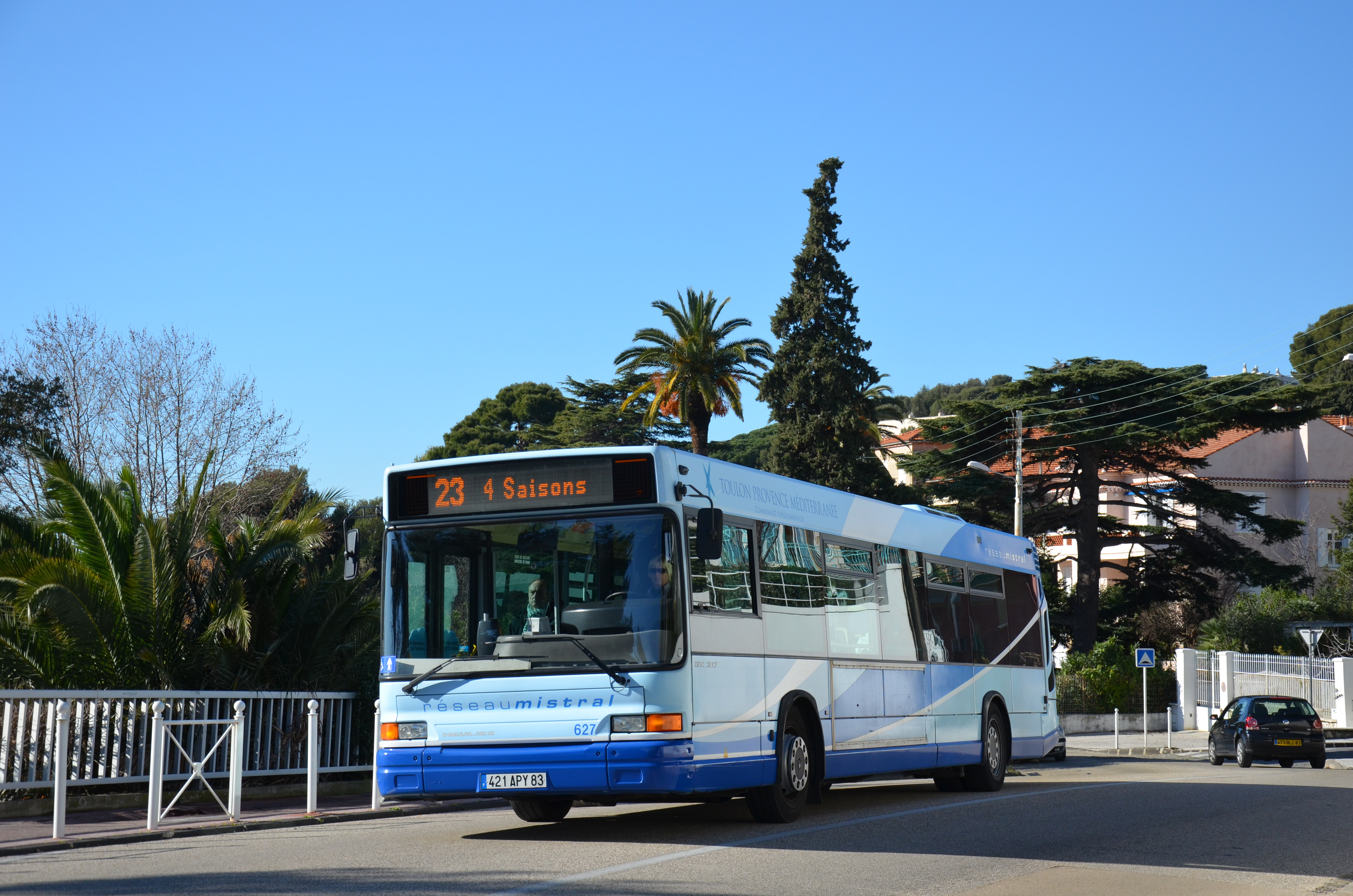
HeuliezBus GX317 sur la ligne 23.
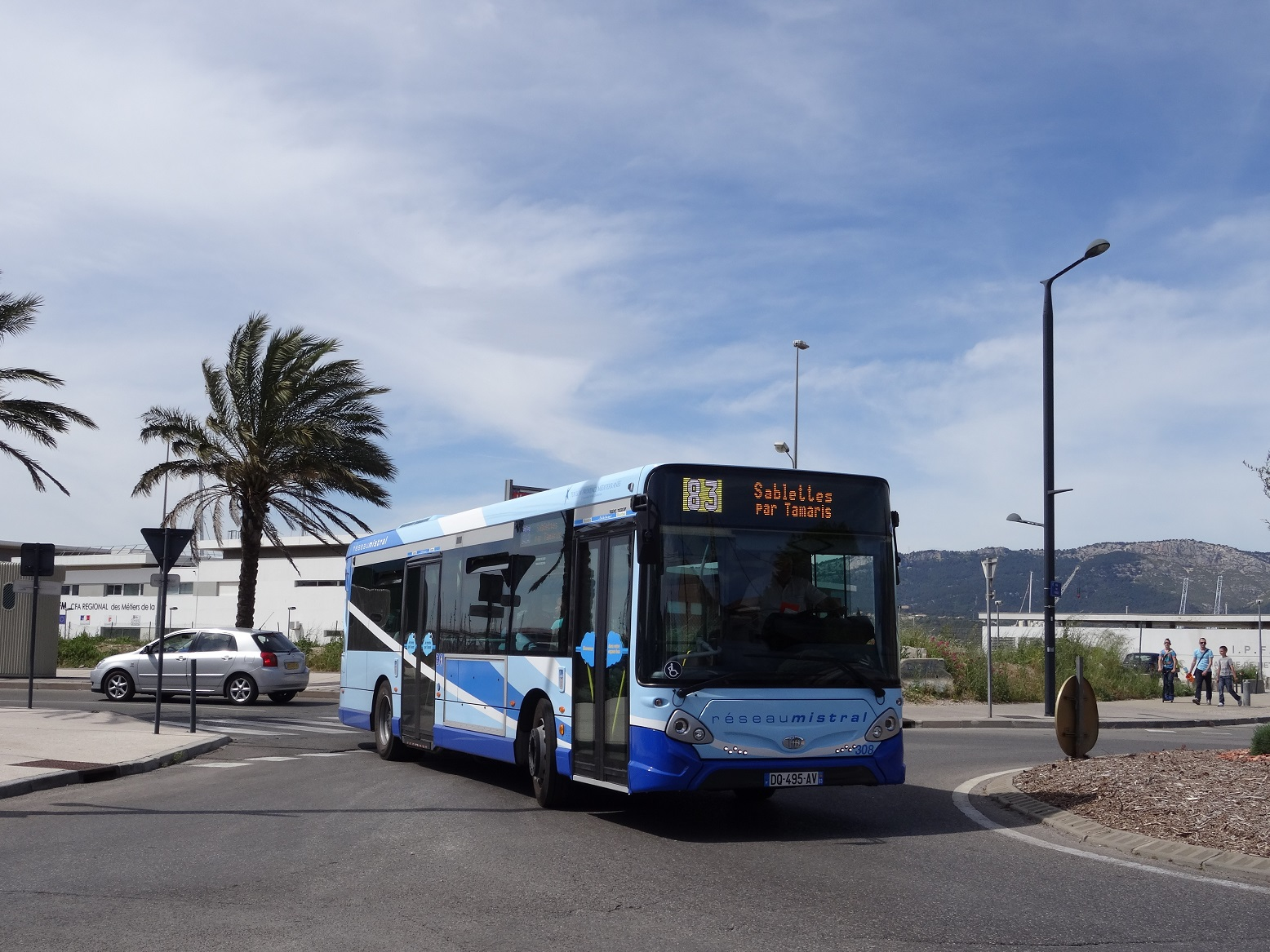
HeuliezBus GX137 sur la ligne 83.
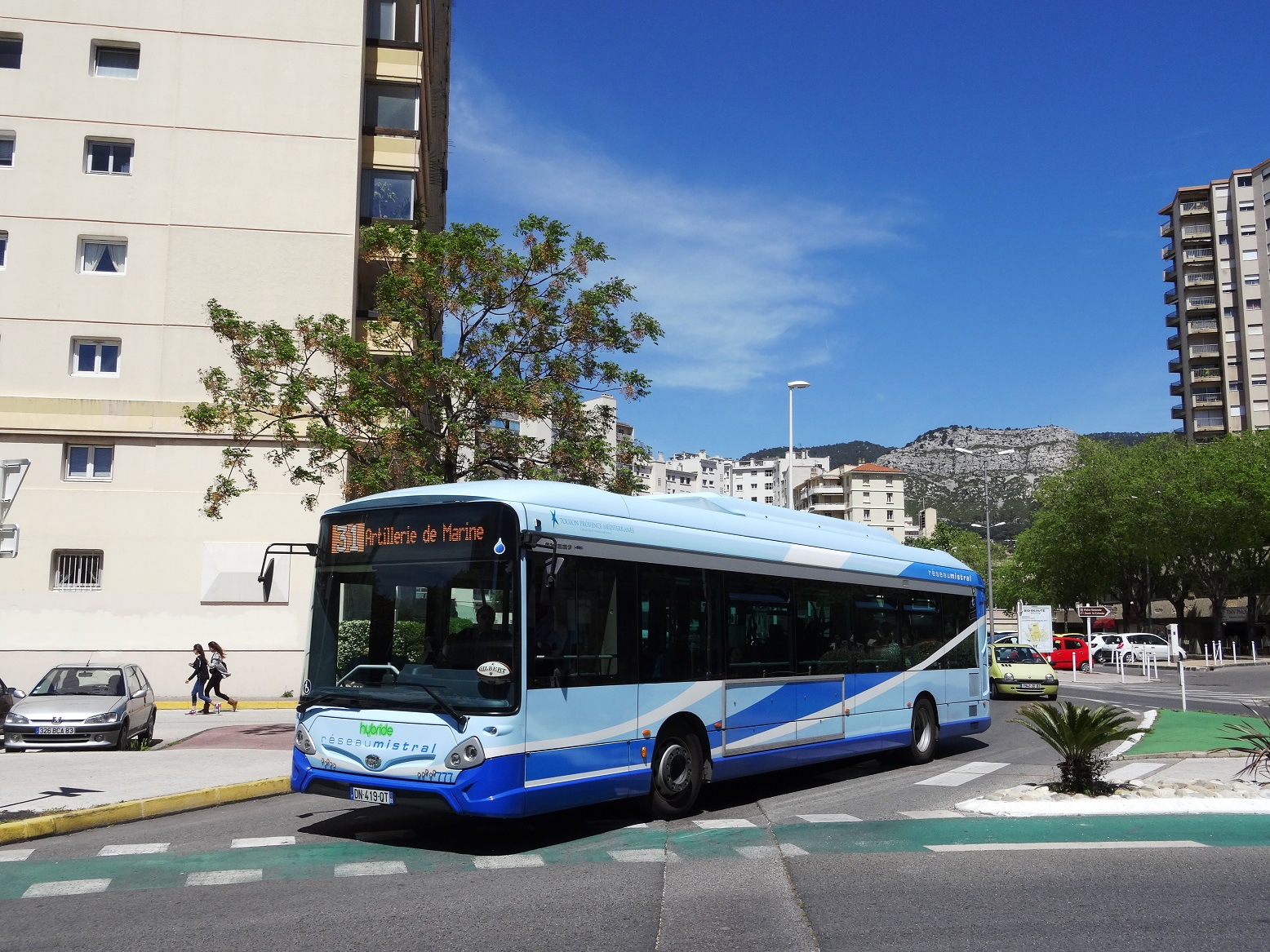
HeuliezBus GX337 hybride sur la ligne 31.
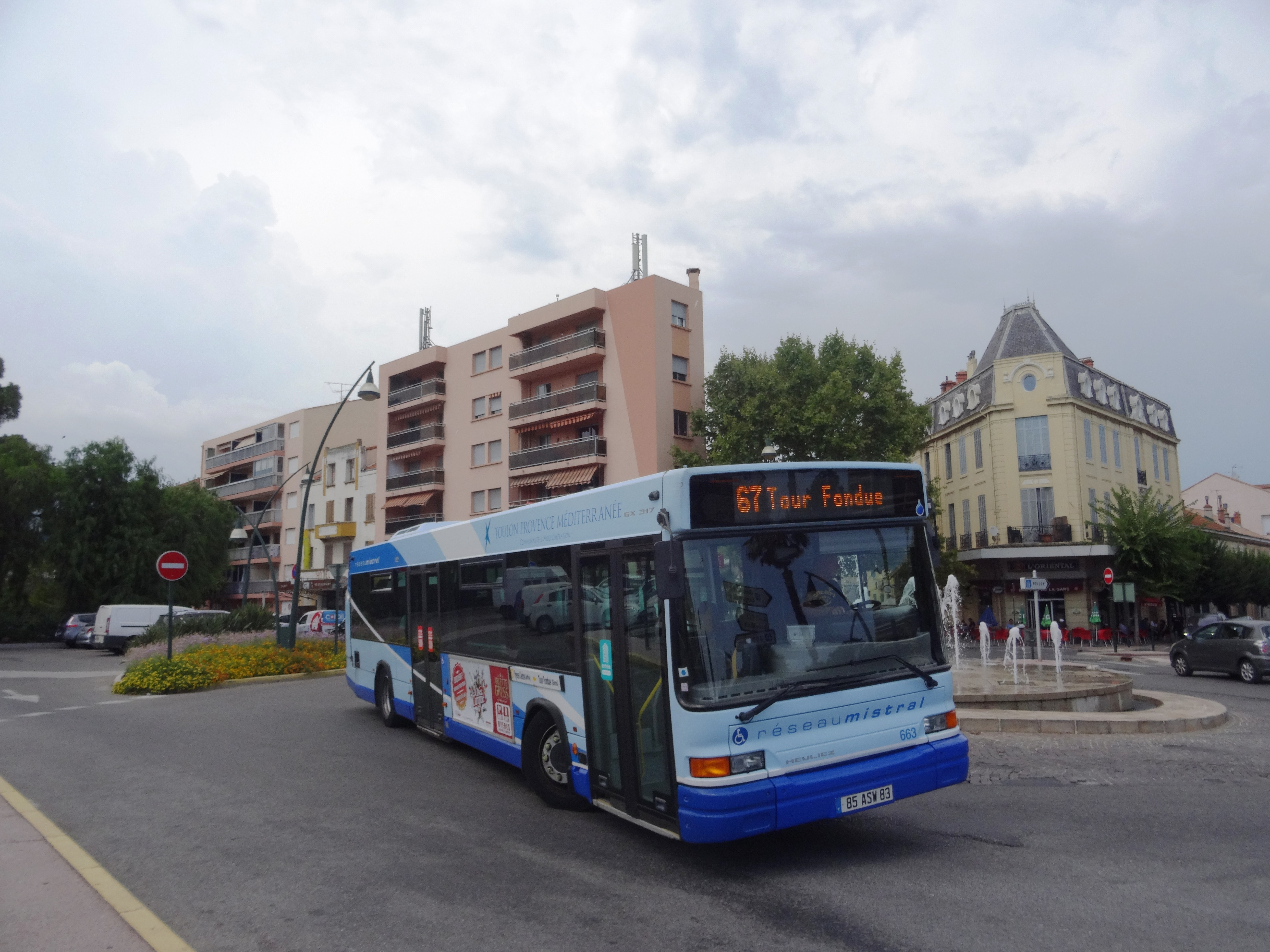
HeuliezBus GX317 sur la ligne 67.
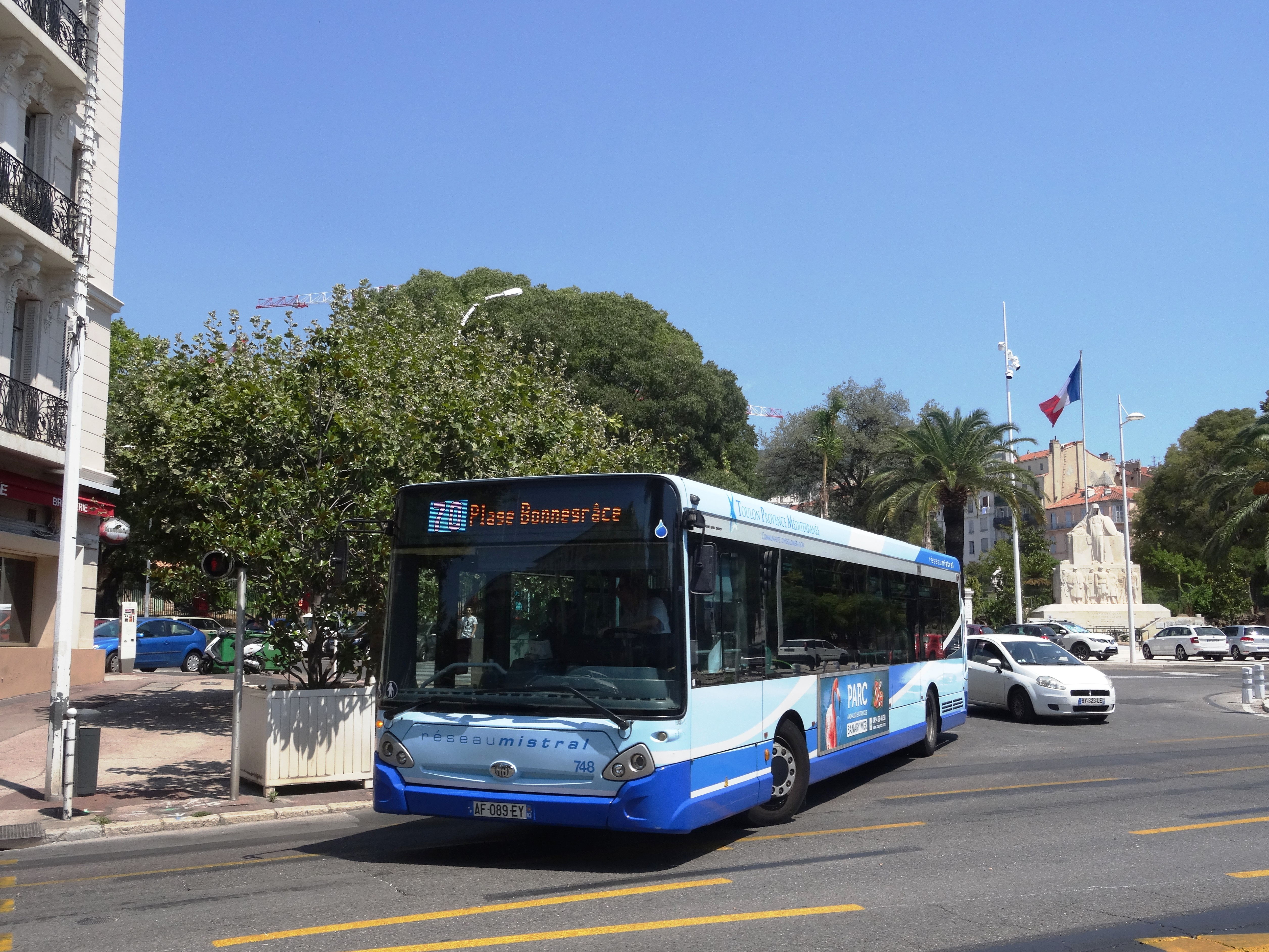
HeuliezBus GX327 sur la ligne 70.

## Lignes maritimes
Les navettes maritimes (surnommées « bateaux-bus ») relient les villes de La Seyne-sur-Mer et Saint-Mandrier-sur-Mer à Toulon grâce à trois lignes maritimes (3 diurnes et 1 nocturne - ligne de jour prolongée en soirée le jeudi, vendredi et le samedi).
| Ligne | Caractéristiques | Caractéristiques                                                               | Caractéristiques                                                               | Caractéristiques                                                               | Caractéristiques                                                               | Caractéristiques                                                               | Caractéristiques                                                               | Caractéristiques                                                               | Caractéristiques                                                               |
| 8M    | Toulon — Ponton Toulon ⥋ La Seyne — Ponton Seyne | Toulon — Ponton Toulon ⥋ La Seyne — Ponton Seyne                               | Toulon — Ponton Toulon ⥋ La Seyne — Ponton Seyne                               | Toulon — Ponton Toulon ⥋ La Seyne — Ponton Seyne                               | Toulon — Ponton Toulon ⥋ La Seyne — Ponton Seyne                               | Toulon — Ponton Toulon ⥋ La Seyne — Ponton Seyne                               | Toulon — Ponton Toulon ⥋ La Seyne — Ponton Seyne                               | Toulon — Ponton Toulon ⥋ La Seyne — Ponton Seyne                               | Toulon — Ponton Toulon ⥋ La Seyne — Ponton Seyne                               |
| ----- | --- | ------------------------------------------------------------------------------ | ------------------------------------------------------------------------------ | ------------------------------------------------------------------------------ | ------------------------------------------------------------------------------ | ------------------------------------------------------------------------------ | ------------------------------------------------------------------------------ | ------------------------------------------------------------------------------ | ------------------------------------------------------------------------------ |
| 8M    | Ouverture / Fermeture — / — | Longueur —                                                                     | Durée 20 min                                                                   | Nb. d’arrêts 3                                                                 | Matériel Bateau                                                                | Jours de fonctionnement L, Ma, Me, J, V, S, D                                  | Jour / Soir / Nuit / Fêtes O / N / N / O                                       | Voy. / an —                                                                    | Exploitant RD TPM                                                              |
| 8M    | Desserte : - Communes : Toulon, La Seyne-sur-Mer - Principaux arrêts desservis : Ponton Toulon • Ponton Espace Marine • Ponton Seyne                                                                                      |                                                                                |                                                                                |                                                                                |                                                                                |                                                                                |                                                                                |                                                                                |                                                                                |
| 8M    | Évolution : La ligne a desservi la Base Navale lors de nombreuses expérimentations (2023-2025, 2014) Autre : |                                                                                |                                                                                |                                                                                |                                                                                |                                                                                |                                                                                |                                                                                |                                                                                |
| 8M    | Dernière actualisation : 14 février 2025 |                                                                                |                                                                                |                                                                                |                                                                                |                                                                                |                                                                                |                                                                                |                                                                                |
| 18M   | Toulon — Ponton Toulon ⥋ La Seyne — Ponton Sablettes | Toulon — Ponton Toulon ⥋ La Seyne — Ponton Sablettes                           | Toulon — Ponton Toulon ⥋ La Seyne — Ponton Sablettes                           | Toulon — Ponton Toulon ⥋ La Seyne — Ponton Sablettes                           | Toulon — Ponton Toulon ⥋ La Seyne — Ponton Sablettes                           | Toulon — Ponton Toulon ⥋ La Seyne — Ponton Sablettes                           | Toulon — Ponton Toulon ⥋ La Seyne — Ponton Sablettes                           | Toulon — Ponton Toulon ⥋ La Seyne — Ponton Sablettes                           | Toulon — Ponton Toulon ⥋ La Seyne — Ponton Sablettes                           |
| 18M   | Ouverture / Fermeture — / — | Longueur —                                                                     | Durée 30 min                                                                   | Nb. d’arrêts 3                                                                 | Matériel Bateau                                                                | Jours de fonctionnement L, Ma, Me, J, V, S, D                                  | Jour / Soir / Nuit / Fêtes O / O / N / O                                       | Voy. / an —                                                                    | Exploitant RD TPM                                                              |
| 18M   | Desserte : - Communes : Toulon, La Seyne-sur-Mer - Principaux arrêts desservis : Ponton Toulon • Ponton Tamaris • Ponton Sablettes                                                                                        |                                                                                |                                                                                |                                                                                |                                                                                |                                                                                |                                                                                |                                                                                |                                                                                |
| 18M   | Autre : |                                                                                |                                                                                |                                                                                |                                                                                |                                                                                |                                                                                |                                                                                |                                                                                |
| 18M   | Dernière actualisation : 8 septembre 2024 |                                                                                |                                                                                |                                                                                |                                                                                |                                                                                |                                                                                |                                                                                |                                                                                |
| 28M   | Toulon — Ponton Toulon ⥋ Saint-Mandrier-sur-Mer — Ponton St. Mandrier | Toulon — Ponton Toulon ⥋ Saint-Mandrier-sur-Mer — Ponton St. Mandrier          | Toulon — Ponton Toulon ⥋ Saint-Mandrier-sur-Mer — Ponton St. Mandrier          | Toulon — Ponton Toulon ⥋ Saint-Mandrier-sur-Mer — Ponton St. Mandrier          | Toulon — Ponton Toulon ⥋ Saint-Mandrier-sur-Mer — Ponton St. Mandrier          | Toulon — Ponton Toulon ⥋ Saint-Mandrier-sur-Mer — Ponton St. Mandrier          | Toulon — Ponton Toulon ⥋ Saint-Mandrier-sur-Mer — Ponton St. Mandrier          | Toulon — Ponton Toulon ⥋ Saint-Mandrier-sur-Mer — Ponton St. Mandrier          | Toulon — Ponton Toulon ⥋ Saint-Mandrier-sur-Mer — Ponton St. Mandrier          |
| 28M   | Ouverture / Fermeture — / — | Longueur —                                                                     | Durée 30 min                                                                   | Nb. d’arrêts 4                                                                 | Matériel Bateau                                                                | Jours de fonctionnement L, Ma, Me, J, V, S, D                                  | Jour / Soir / Nuit / Fêtes O / N / N / O                                       | Voy. / an —                                                                    | Exploitant RD TPM                                                              |
| 28M   | Desserte : - Communes : Toulon, Saint-Mandrier-sur-Mer - Principaux arrêts desservis : Ponton Toulon • Darse CIN • Ponton Président • Ponton St Mandrier                                                                  |                                                                                |                                                                                |                                                                                |                                                                                |                                                                                |                                                                                |                                                                                |                                                                                |
| 28M   | Autre : La traversée est gratuite uniquement pour le personnel de la Défense affecté au CIN, présentant un badge avec contre-marque rouge notée : « Élève Stagiaire » ou « Cadre Élève », avec date en cours de validité. |                                                                                |                                                                                |                                                                                |                                                                                |                                                                                |                                                                                |                                                                                |                                                                                |
| 28M   | Dernière actualisation : 8 septembre 2024 |                                                                                |                                                                                |                                                                                |                                                                                |                                                                                |                                                                                |                                                                                |                                                                                |
| 38M   | La Seyne — Ponton Seyne ⥋ La Seyne — Ponton Sablettes | La Seyne — Ponton Seyne ⥋ La Seyne — Ponton Sablettes                          | La Seyne — Ponton Seyne ⥋ La Seyne — Ponton Sablettes                          | La Seyne — Ponton Seyne ⥋ La Seyne — Ponton Sablettes                          | La Seyne — Ponton Seyne ⥋ La Seyne — Ponton Sablettes                          | La Seyne — Ponton Seyne ⥋ La Seyne — Ponton Sablettes                          | La Seyne — Ponton Seyne ⥋ La Seyne — Ponton Sablettes                          | La Seyne — Ponton Seyne ⥋ La Seyne — Ponton Sablettes                          | La Seyne — Ponton Seyne ⥋ La Seyne — Ponton Sablettes                          |
| 38M   | Ouverture / Fermeture 8 juillet 2024 / 7 juillet 2025 (Saison estivale) / 1er septembre 2024 / 1er septembre 2025 | Longueur —                                                                     | Durée —                                                                        | Nb. d’arrêts —                                                                 | Matériel Bateaux-bus                                                           | Jours de fonctionnement {{jour de fonctionnement\|l\|ma\|me\|j\|v}             | Jour / Soir / Nuit / Fêtes O / N / N / N                                       | Voy. / an —                                                                    | Exploitant : RD TPM                                                            |
| 38M   | Desserte : - Communes : La Seyne-sur-Mer - Principaux arrêts desservis : Ponton La Seyne • Ponton Espace Marine • Ponton Sablettes                                                                                        |                                                                                |                                                                                |                                                                                |                                                                                |                                                                                |                                                                                |                                                                                |                                                                                |
| 38M   | Autre : La ligne 38M a été reconduite pour l'été 2025 |                                                                                |                                                                                |                                                                                |                                                                                |                                                                                |                                                                                |                                                                                |                                                                                |
| 38M   | Dernière actualisation : 7 juillet 2025 |                                                                                |                                                                                |                                                                                |                                                                                |                                                                                |                                                                                |                                                                                |                                                                                |
| 65M   | Hyères — Port La Capte / Port St-Pierre ⥋ Hyères — Port Pothuau / Port Ayguade | Hyères — Port La Capte / Port St-Pierre ⥋ Hyères — Port Pothuau / Port Ayguade | Hyères — Port La Capte / Port St-Pierre ⥋ Hyères — Port Pothuau / Port Ayguade | Hyères — Port La Capte / Port St-Pierre ⥋ Hyères — Port Pothuau / Port Ayguade | Hyères — Port La Capte / Port St-Pierre ⥋ Hyères — Port Pothuau / Port Ayguade | Hyères — Port La Capte / Port St-Pierre ⥋ Hyères — Port Pothuau / Port Ayguade | Hyères — Port La Capte / Port St-Pierre ⥋ Hyères — Port Pothuau / Port Ayguade | Hyères — Port La Capte / Port St-Pierre ⥋ Hyères — Port Pothuau / Port Ayguade | Hyères — Port La Capte / Port St-Pierre ⥋ Hyères — Port Pothuau / Port Ayguade |
| 65M   | Ouverture / Fermeture 7 juillet 2025 / 31 août 2025 | Longueur —                                                                     | Durée 60 min                                                                   | Nb. d’arrêts 4                                                                 | Matériel Bateaux-bus                                                           | Jours de fonctionnement L, Ma, Me, J, V, S, D                                  | Jour / Soir / Nuit / Fêtes O / N / N / O                                       | Voy. / an —                                                                    | Exploitant : Inconnu (pour le moment)                                          |
| 65M   | Desserte : - Communes : Hyères-Les-Palmiers - Principaux arrêts desservis : Port La Capte • Port Saint-Pierre • Port Ayguade• Port Pothuau                                                                                |                                                                                |                                                                                |                                                                                |                                                                                |                                                                                |                                                                                |                                                                                |                                                                                |
| 65M   | Autre : La ligne 65M n'est pas accessible aux PMR (Personnes à Mobilité Réduite) et aux poussettes. Les navettes ont une capacité de 8 personnes !                                                                        |                                                                                |                                                                                |                                                                                |                                                                                |                                                                                |                                                                                |                                                                                |                                                                                |
| 65M   | Dernière actualisation : 7 juillet 2025 |                                                                                |                                                                                |                                                                                |                                                                                |                                                                                |                                                                                |                                                                                |                                                                                |

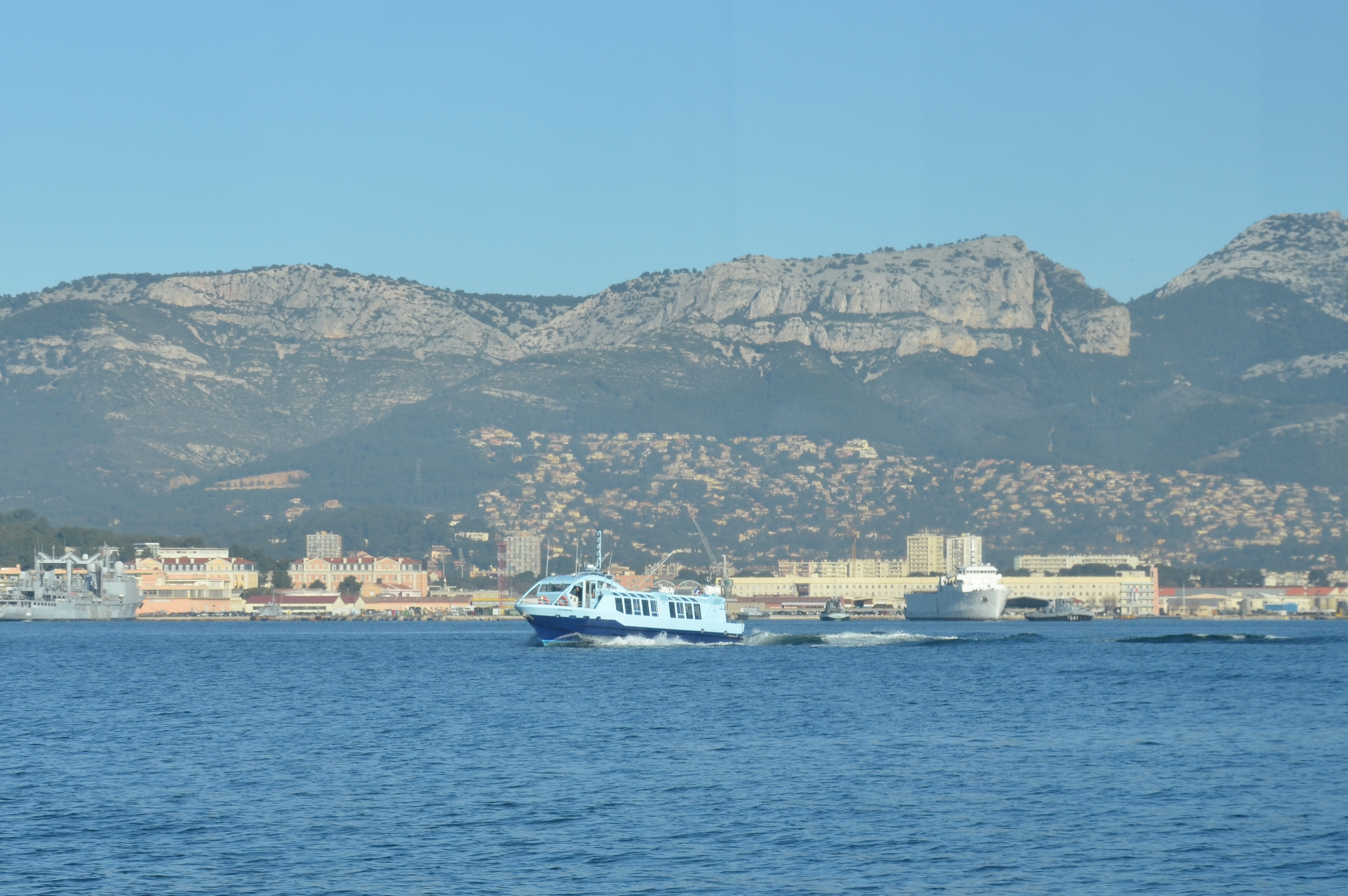
Bateau-bus sur la ligne 8M, dans la baie de Petite Rade.
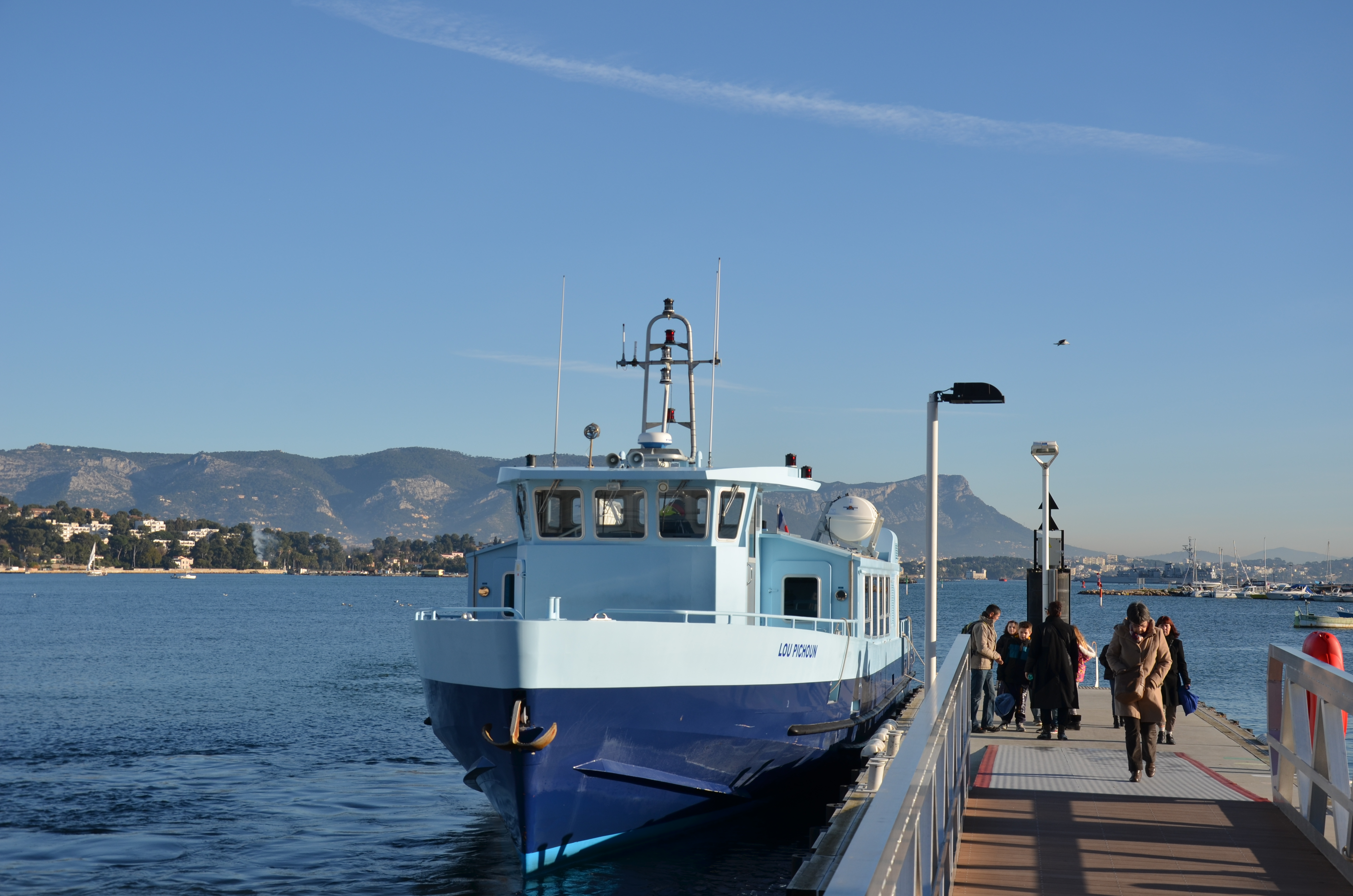
Bateau-bus sur la ligne 18M, à Sablettes.
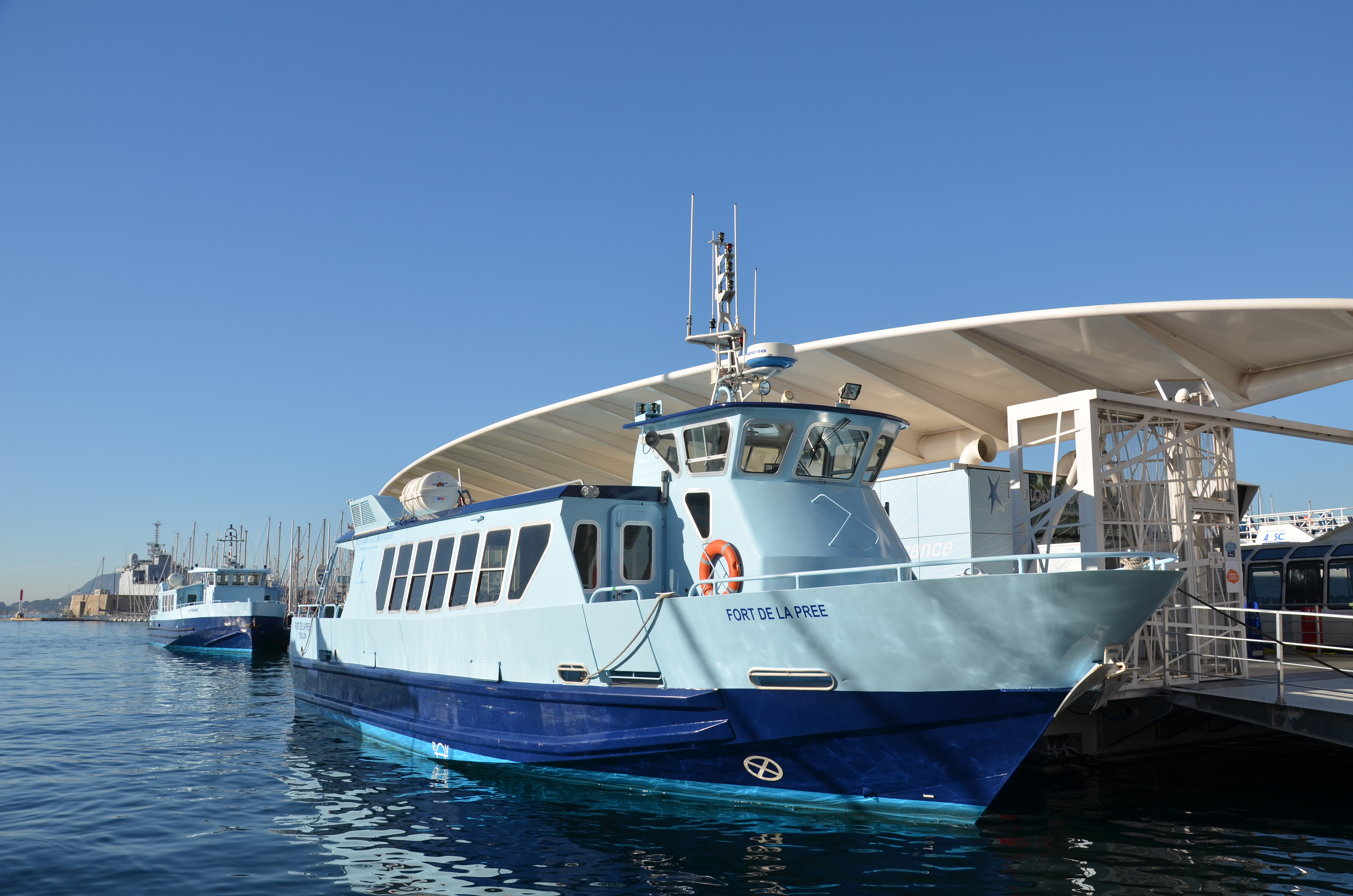
Bateau-bus à la Station Maritime de Toulon.

## Lignes de la base navale
| Ligne | Caractéristiques | Caractéristiques                                  | Caractéristiques                                  | Caractéristiques                                  | Caractéristiques                                  | Caractéristiques                                  | Caractéristiques                                  | Caractéristiques                                  | Caractéristiques                                  |
| BN1   | Toulon — Milhaud 6 ⥋ Toulon — Vauban | Toulon — Milhaud 6 ⥋ Toulon — Vauban              | Toulon — Milhaud 6 ⥋ Toulon — Vauban              | Toulon — Milhaud 6 ⥋ Toulon — Vauban              | Toulon — Milhaud 6 ⥋ Toulon — Vauban              | Toulon — Milhaud 6 ⥋ Toulon — Vauban              | Toulon — Milhaud 6 ⥋ Toulon — Vauban              | Toulon — Milhaud 6 ⥋ Toulon — Vauban              | Toulon — Milhaud 6 ⥋ Toulon — Vauban              |
| ----- | --- | ------------------------------------------------- | ------------------------------------------------- | ------------------------------------------------- | ------------------------------------------------- | ------------------------------------------------- | ------------------------------------------------- | ------------------------------------------------- | ------------------------------------------------- |
| BN1   | Ouverture / Fermeture 31 Aout 2014 / — | Longueur —                                        | Durée —                                           | Nb. d’arrêts 16                                   | Matériel —                                        | Jours de fonctionnement L, Ma, Me, J, V           | Jour / Soir / Nuit / Fêtes O / N / N / O          | Voy. / an —                                       | Exploitant RD TPM                                 |
| BN1   | Desserte : - Communes : Toulon - Principaux arrêts desservis : Vauban • Milhaud 6 • Porte principale • Porte Castigneau |                                                   |                                                   |                                                   |                                                   |                                                   |                                                   |                                                   |                                                   |
| BN1   | Autre : Ligne interne à la base navale de Toulon. Accessible uniquement aux personnels de la base navale. |                                                   |                                                   |                                                   |                                                   |                                                   |                                                   |                                                   |                                                   |
| BN1   | Dernière actualisation : 1er mai 2023 |                                                   |                                                   |                                                   |                                                   |                                                   |                                                   |                                                   |                                                   |
| BN2   | Toulon — Milhaud 6 ⥋ Toulon — Hôpital Sainte Anne | Toulon — Milhaud 6 ⥋ Toulon — Hôpital Sainte Anne | Toulon — Milhaud 6 ⥋ Toulon — Hôpital Sainte Anne | Toulon — Milhaud 6 ⥋ Toulon — Hôpital Sainte Anne | Toulon — Milhaud 6 ⥋ Toulon — Hôpital Sainte Anne | Toulon — Milhaud 6 ⥋ Toulon — Hôpital Sainte Anne | Toulon — Milhaud 6 ⥋ Toulon — Hôpital Sainte Anne | Toulon — Milhaud 6 ⥋ Toulon — Hôpital Sainte Anne | Toulon — Milhaud 6 ⥋ Toulon — Hôpital Sainte Anne |
| BN2   | Ouverture / Fermeture 31 Aout 2014 / — | Longueur —                                        | Durée —                                           | Nb. d’arrêts 28                                   | Matériel —                                        | Jours de fonctionnement L, Ma, Me, J, V           | Jour / Soir / Nuit / Fêtes O / N / N / O          | Voy. / an —                                       | Exploitant RD TPM                                 |
| BN2   | Desserte : - Communes : Toulon - Principaux arrêts desservis : Vauban • Milhaud 6 • Porte Castigneau • Mayol • Liberté |                                                   |                                                   |                                                   |                                                   |                                                   |                                                   |                                                   |                                                   |
| BN2   | Autre : Ligne desservant la base navale de Toulon. La ligne dessert le sens Hôpital Sainte Anne vers Milhaud 6 uniquement le matin, et le sens Milhaud 6 vers Hôpital Sainte Anne uniquement le soir.                              |                                                   |                                                   |                                                   |                                                   |                                                   |                                                   |                                                   |                                                   |
| BN2   | Dernière actualisation : 1er mai 2023 |                                                   |                                                   |                                                   |                                                   |                                                   |                                                   |                                                   |                                                   |
| BN3   | Toulon — Vauban ⥋ Toulon — Quai Noël | Toulon — Vauban ⥋ Toulon — Quai Noël              | Toulon — Vauban ⥋ Toulon — Quai Noël              | Toulon — Vauban ⥋ Toulon — Quai Noël              | Toulon — Vauban ⥋ Toulon — Quai Noël              | Toulon — Vauban ⥋ Toulon — Quai Noël              | Toulon — Vauban ⥋ Toulon — Quai Noël              | Toulon — Vauban ⥋ Toulon — Quai Noël              | Toulon — Vauban ⥋ Toulon — Quai Noël              |
| BN3   | Ouverture / Fermeture 31 Aout 2014 / — | Longueur —                                        | Durée —                                           | Nb. d’arrêts 13                                   | Matériel —                                        | Jours de fonctionnement L, Ma, Me, J, V           | Jour / Soir / Nuit / Fêtes O / N / N / O          | Voy. / an —                                       | Exploitant RD TPM                                 |
| BN3   | Desserte : - Communes : Toulon - Principaux arrêts desservis : Porte Castigneau • Porte principale • Vauban |                                                   |                                                   |                                                   |                                                   |                                                   |                                                   |                                                   |                                                   |
| BN3   | Autre : Ligne qui dessert la base navale de Toulon. La ligne BN3 a été refaite le 2 mai 2023 et redevient une ligne interne à la base navale, elle comprend une nouvelle correspondance à Bassin Castigneau (à certains horaires). |                                                   |                                                   |                                                   |                                                   |                                                   |                                                   |                                                   |                                                   |
| BN3   | Dernière actualisation : 8 février 2025 |                                                   |                                                   |                                                   |                                                   |                                                   |                                                   |                                                   |                                                   |

,
Les lignes Base Navale ont été créées en 2014. Elles restaient « provisoires » et internes à la BN, sauf qu'en 2021, une décision a été prise. La BN2 ira à l'hôpital Ste-Anne (reprend le trajet de la 15), et la BN3 aux Portes d'Ollioules et de Toulon. La BN2 trouve son public mais la BN3 ne séduit pas, alors en mai 2023 (Transdev et Keolis-Sodetrav passent la main à RATP Dev et SNT Suma), la BN3 redevient interne, elle devait limiter la surcharge de la ligne U (beaucoup trop surchargée), mais elle sert à une autre correspondance, elle aussi, intéressante, la correspondance à Bassin Castigneau avec la ligne maritime 8M, qui depuis janvier 2025, ne dessert plus la Base Navale, faute de voyageurs. À noter que l'ABN1 a été créé en 2021, et que depuis février 2024, elle fonctionne aussi le vendredi et le samedi jusqu'à 1h du matin.

## Téléphérique

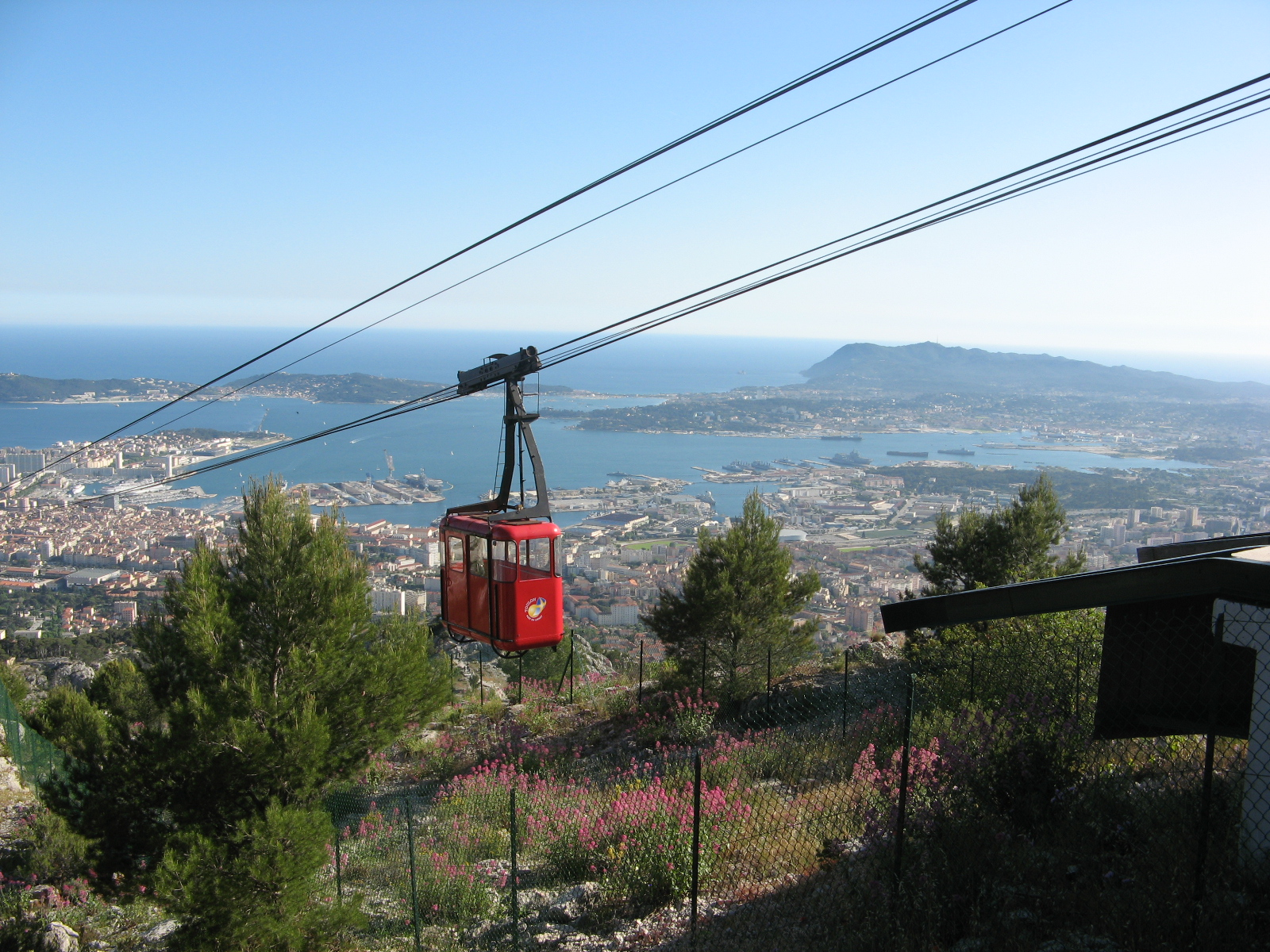
Une des deux cabines du téléphérique.

Le téléphérique toulonnais n'est pas à proprement parler un téléphérique urbain. Il s'agit plus d'un outil touristique visant à faciliter l'accès au mont Faron autrement que par la voiture. Ouvert en 1959[réf. nécessaire], le téléphérique de Toulon permet de relier le haut du centre-ville au plateau du Faron à quelque 500 mètres d'altitude, en 10 minutes. L'accès en bus à la station de téléphérique se fait par la ligne 40. Le téléphérique est fermé en hiver,.
| Ligne | Caractéristiques | Caractéristiques                                             | Caractéristiques                                             | Caractéristiques                                             | Caractéristiques                                             | Caractéristiques                                             | Caractéristiques                                             | Caractéristiques                                             | Caractéristiques                                             |
| T     | Téléphérique du Mont-Faron | Téléphérique du Mont-Faron                                   | Téléphérique du Mont-Faron                                   | Téléphérique du Mont-Faron                                   | Téléphérique du Mont-Faron                                   | Téléphérique du Mont-Faron                                   | Téléphérique du Mont-Faron                                   | Téléphérique du Mont-Faron                                   | Téléphérique du Mont-Faron                                   |
| T     | Toulon — Station Basse ⥋ Toulon — Station Haute (Mont-Faron) | Toulon — Station Basse ⥋ Toulon — Station Haute (Mont-Faron) | Toulon — Station Basse ⥋ Toulon — Station Haute (Mont-Faron) | Toulon — Station Basse ⥋ Toulon — Station Haute (Mont-Faron) | Toulon — Station Basse ⥋ Toulon — Station Haute (Mont-Faron) | Toulon — Station Basse ⥋ Toulon — Station Haute (Mont-Faron) | Toulon — Station Basse ⥋ Toulon — Station Haute (Mont-Faron) | Toulon — Station Basse ⥋ Toulon — Station Haute (Mont-Faron) | Toulon — Station Basse ⥋ Toulon — Station Haute (Mont-Faron) |
| ----- | --- | ------------------------------------------------------------ | ------------------------------------------------------------ | ------------------------------------------------------------ | ------------------------------------------------------------ | ------------------------------------------------------------ | ------------------------------------------------------------ | ------------------------------------------------------------ | ------------------------------------------------------------ |
| T     | Ouverture / Fermeture 1959 / — | Longueur —                                                   | Durée 10 min                                                 | Nb. d’arrêts 2                                               | Matériel Cabine                                              | Jours de fonctionnement L, Ma, Me, J, V, S, D                | Jour / Soir / Nuit / Fêtes O / O / N / O                     | Voy. / an —                                                  | Exploitant REDIF                                             |
| T     | Desserte : - Communes : Toulon - Principaux arrêts desservis : Super Toulon • Mont-Faron |                                                              |                                                              |                                                              |                                                              |                                                              |                                                              |                                                              |                                                              |
| T     | Autre : Fermé de 12 h à 14 h d'octobre à mai, il est nocturne le 14 juillet et le 24 août. Le téléphérique est en service de février à novembre selon les horaires. Pour prendre le téléphérique en bus, il faut prendre le bus 40 et descendre à l'arrêt "Téléphérique" ; le Réseau Mistral a mis en place un titre de transport à 10€, avec 24 heures (activé à la 1ère validation) de bus et bateaux-bus du Réseau Mistral et un aller-retour en téléphérique |                                                              |                                                              |                                                              |                                                              |                                                              |                                                              |                                                              |                                                              |
| T     | Dernière actualisation : 6 janvier 2025 |                                                              |                                                              |                                                              |                                                              |                                                              |                                                              |                                                              |                                                              |

## Nocturnes

### Nocturnes terrestres
Depuis le 2 septembre 2016, les anciennes lignes Nocturnes (au nombre de 12 de N1 à N12) ont disparu pour laisser place au nouveau service de soirée. Certains secteurs auparavant desservis par le service des nocturnes ne le sont plus comme Ollioules et La Crau. Selon Toulon Provence Méditerranée, les Nocturnes changent afin de mieux répondre aux attentes des usagers avec des itinéraires clairs, identiques de jour comme de nuit, à l'aller comme au retour. Ainsi, 7 lignes de jours sont prolongées en soirée du jeudi au samedi de 21h à 01h00 : 6 lignes terrestres et 1 ligne maritime. La fréquence est généralement portée à 30 minutes
| Ligne | Caractéristiques | Caractéristiques                                                         | Caractéristiques                                                         | Caractéristiques                                                         | Caractéristiques                                                         | Caractéristiques                                                         | Caractéristiques                                                         | Caractéristiques                                                         | Caractéristiques                                                         |
| 1     | Toulon — Portes d'Ollioules et de Toulon ⥋ Toulon — Hôpital Sainte-Musse | Toulon — Portes d'Ollioules et de Toulon ⥋ Toulon — Hôpital Sainte-Musse | Toulon — Portes d'Ollioules et de Toulon ⥋ Toulon — Hôpital Sainte-Musse | Toulon — Portes d'Ollioules et de Toulon ⥋ Toulon — Hôpital Sainte-Musse | Toulon — Portes d'Ollioules et de Toulon ⥋ Toulon — Hôpital Sainte-Musse | Toulon — Portes d'Ollioules et de Toulon ⥋ Toulon — Hôpital Sainte-Musse | Toulon — Portes d'Ollioules et de Toulon ⥋ Toulon — Hôpital Sainte-Musse | Toulon — Portes d'Ollioules et de Toulon ⥋ Toulon — Hôpital Sainte-Musse | Toulon — Portes d'Ollioules et de Toulon ⥋ Toulon — Hôpital Sainte-Musse |
| ----- | --- | ------------------------------------------------------------------------ | ------------------------------------------------------------------------ | ------------------------------------------------------------------------ | ------------------------------------------------------------------------ | ------------------------------------------------------------------------ | ------------------------------------------------------------------------ | ------------------------------------------------------------------------ | ------------------------------------------------------------------------ |
| 1     | Ouverture / Fermeture 2 septembre 2016 / — | Longueur —                                                               | Durée 38 min                                                             | Nb. d’arrêts 46                                                          | Matériel Standards ; Articulés                                           | Jours de fonctionnement J, V, S                                          | Jour / Soir / Nuit / Fêtes N / O / N / N                                 | Voy. / an —                                                              | Exploitant RD TPM                                                        |
| 1     | Desserte : - Communes : Toulon, La Valette-du-Var - Principaux arrêts desservis : Hôpital Sainte-Musse • Lycée Rouvière • Coupiane • Liberté • Champ de Mars • Pont Saint-Jean • Valette (Jaurès) • Marché de Gros • Champ de Mars • Bon Rencontre • Brosset • Passerelle • Portes D'Ollioules Et De Toulon |                                                                          |                                                                          |                                                                          |                                                                          |                                                                          |                                                                          |                                                                          |                                                                          |
| 1     | Évolution : La ligne fait terminus à l'Hôpital Sainte-Musse depuis Septembre 2024, et à tous les voyages (contrairement à la ligne de jour), elle a desservi Beaucaire également en Septembre 2024, mais le Réseau Mistral a annoncé 4 jours après la desserte de la Beaucaire en Nocturne, que la ligne ferait de nouveau terminus à Portes d'Ollioules et de Toulon sans donner de raison. Autre : 6 départs espacés de 30 minutes de 22 h 35 à 1 h 10 (dernier départ de la Beaucaire à 22 h 00).                                                          |                                                                          |                                                                          |                                                                          |                                                                          |                                                                          |                                                                          |                                                                          |                                                                          |
| 1     | Dernière actualisation : 10 septembre 2024 |                                                                          |                                                                          |                                                                          |                                                                          |                                                                          |                                                                          |                                                                          |                                                                          |
| 2     | La Seyne-sur-Mer - La Seyne ⥋ La Valette-du-Var — Valgora | La Seyne-sur-Mer - La Seyne ⥋ La Valette-du-Var — Valgora                | La Seyne-sur-Mer - La Seyne ⥋ La Valette-du-Var — Valgora                | La Seyne-sur-Mer - La Seyne ⥋ La Valette-du-Var — Valgora                | La Seyne-sur-Mer - La Seyne ⥋ La Valette-du-Var — Valgora                | La Seyne-sur-Mer - La Seyne ⥋ La Valette-du-Var — Valgora                | La Seyne-sur-Mer - La Seyne ⥋ La Valette-du-Var — Valgora                | La Seyne-sur-Mer - La Seyne ⥋ La Valette-du-Var — Valgora                | La Seyne-sur-Mer - La Seyne ⥋ La Valette-du-Var — Valgora                |
| 2     | Ouverture / Fermeture 6 Janvier 2025 / — | Longueur —                                                               | Durée 56 min                                                             | Nb. d’arrêts 62                                                          | Matériel Standards, Articulés                                            | Jours de fonctionnement J, V, S                                          | Jour / Soir / Nuit / Fêtes N / O / N / O                                 | Voy. / an —                                                              | Exploitant : RD TPM                                                      |
| 2     | Desserte : - Communes : La Seyne-sur-Mer, Toulon, La Garde, La Valette-du-Var - Principaux arrêts desservis : La Seyne • Seyne-Centre • Port de Brégaillon • Pontcarral • Bon Rencontre • Palais des Sports • Foch • Liberte • Champ de Mars • Pont Saint-Jean • Pont de Suve • Patinoire • Gymnase/Gare (La garde) • Hôtel de Ville • P+R Gérard Phillipe • Jardin Veyret • Hôpital Clemenceau • 4 Chemins • Campus La Garde La Valette • Valgora |                                                                          |                                                                          |                                                                          |                                                                          |                                                                          |                                                                          |                                                                          |                                                                          |
| 2     | Évolution : La ligne 2 est le fruit de la fusion des lignes 8 et 19 le 6 Janvier 2025, elle remplace la Nocturne 18 sur le tracé La Seyne-Liberté Autre : |                                                                          |                                                                          |                                                                          |                                                                          |                                                                          |                                                                          |                                                                          |                                                                          |
| 2     | Dernière actualisation : 6 janvier 2025 |                                                                          |                                                                          |                                                                          |                                                                          |                                                                          |                                                                          |                                                                          |                                                                          |
| 3     | Toulon — 4 Chemins des Routes ⥋ Toulon — Mourillon | Toulon — 4 Chemins des Routes ⥋ Toulon — Mourillon                       | Toulon — 4 Chemins des Routes ⥋ Toulon — Mourillon                       | Toulon — 4 Chemins des Routes ⥋ Toulon — Mourillon                       | Toulon — 4 Chemins des Routes ⥋ Toulon — Mourillon                       | Toulon — 4 Chemins des Routes ⥋ Toulon — Mourillon                       | Toulon — 4 Chemins des Routes ⥋ Toulon — Mourillon                       | Toulon — 4 Chemins des Routes ⥋ Toulon — Mourillon                       | Toulon — 4 Chemins des Routes ⥋ Toulon — Mourillon                       |
| 3     | Ouverture / Fermeture 2 septembre 2016 / — | Longueur —                                                               | Durée 23 min                                                             | Nb. d’arrêts 34                                                          | Matériel —                                                               | Jours de fonctionnement J, V, S                                          | Jour / Soir / Nuit / Fêtes N / O / N / N                                 | Voy. / an —                                                              | Exploitant RD TPM                                                        |
| 3     | Desserte : - Communes : Toulon - Principaux arrêts desservis : Mourillon • Lamalgue • Mayol • Liberté • Gare de Toulon • Barbés • Jonquet • Macé • 4 Ch. des Routes |                                                                          |                                                                          |                                                                          |                                                                          |                                                                          |                                                                          |                                                                          |                                                                          |
| 3     | Autre : 6 départs espacés de 30 minutes de 22 h 20 à 0 h 50 et passe par le port de Toulon Lors de la période dite d'été (de mai à octobre), une ligne nocturne se rajoute, la 3 étoiles, qui relie la gare SNCF de Toulon aux Plages du Mourillon, passant par la station Maritime, elle peut donc accueillir des Liniums, sur le "tronçon commun" de la N3 et de la N3*, la fréquence est de 15 minutes |                                                                          |                                                                          |                                                                          |                                                                          |                                                                          |                                                                          |                                                                          |                                                                          |
| 3     | Dernière actualisation : 2 septembre 2024 |                                                                          |                                                                          |                                                                          |                                                                          |                                                                          |                                                                          |                                                                          |                                                                          |
| 18    | La Seyne-sur-Mer — Seyne-Centre ⥋ La Seyne-sur-Mer — Sablettes | La Seyne-sur-Mer — Seyne-Centre ⥋ La Seyne-sur-Mer — Sablettes           | La Seyne-sur-Mer — Seyne-Centre ⥋ La Seyne-sur-Mer — Sablettes           | La Seyne-sur-Mer — Seyne-Centre ⥋ La Seyne-sur-Mer — Sablettes           | La Seyne-sur-Mer — Seyne-Centre ⥋ La Seyne-sur-Mer — Sablettes           | La Seyne-sur-Mer — Seyne-Centre ⥋ La Seyne-sur-Mer — Sablettes           | La Seyne-sur-Mer — Seyne-Centre ⥋ La Seyne-sur-Mer — Sablettes           | La Seyne-sur-Mer — Seyne-Centre ⥋ La Seyne-sur-Mer — Sablettes           | La Seyne-sur-Mer — Seyne-Centre ⥋ La Seyne-sur-Mer — Sablettes           |
| 18    | Ouverture / Fermeture 2 septembre 2016 / — | Longueur —                                                               | Durée 12 min                                                             | Nb. d’arrêts 12                                                          | Matériel Standards, articulés                                            | Jours de fonctionnement J, V, S                                          | Jour / Soir / Nuit / Fêtes N / O / N / N                                 | Voy. / an —                                                              | Exploitant : RD TPM                                                      |
| 18    | Desserte : - Communes : La Seyne-sur-Mer - Principaux arrêts desservis : Seyne Centre • Pas du Loup • Rives d'Or • Sablettes |                                                                          |                                                                          |                                                                          |                                                                          |                                                                          |                                                                          |                                                                          |                                                                          |
| 18    | Autre : 8 départs espacés de 30 minutes de 20 h 50 à 0 h 35 Lors de la période estivale, des bus articulés peuvent être mis en service sur la ligne nocturne. |                                                                          |                                                                          |                                                                          |                                                                          |                                                                          |                                                                          |                                                                          |                                                                          |
| 18    | Dernière actualisation : 6 janvier 2025 |                                                                          |                                                                          |                                                                          |                                                                          |                                                                          |                                                                          |                                                                          |                                                                          |
| 39    | Toulon — Gare routière ⥋ Hyères — Centre (Joffre) | Toulon — Gare routière ⥋ Hyères — Centre (Joffre)                        | Toulon — Gare routière ⥋ Hyères — Centre (Joffre)                        | Toulon — Gare routière ⥋ Hyères — Centre (Joffre)                        | Toulon — Gare routière ⥋ Hyères — Centre (Joffre)                        | Toulon — Gare routière ⥋ Hyères — Centre (Joffre)                        | Toulon — Gare routière ⥋ Hyères — Centre (Joffre)                        | Toulon — Gare routière ⥋ Hyères — Centre (Joffre)                        | Toulon — Gare routière ⥋ Hyères — Centre (Joffre)                        |
| 39    | Ouverture / Fermeture 2 septembre 2016 / — | Longueur —                                                               | Durée 40 min                                                             | Nb. d’arrêts 66                                                          | Matériel —                                                               | Jours de fonctionnement J, V, S                                          | Jour / Soir / Nuit / Fêtes N / O / N / N                                 | Voy. / an —                                                              | Exploitant SNT Suma                                                      |
| 39    | Desserte : - Communes : Toulon, La Garde, Le Pradet, Carqueiranne, Hyères - Principaux arrêts desservis : Gare Routière (Toulon) • Liberté • Champ de Mars • Pont de Suve • Pont de la Clue • Flamencq • Diligence • Carqueiranne • Almanarre • Gare SNCF (Hyères) • Hyères Centre (Joffre) |                                                                          |                                                                          |                                                                          |                                                                          |                                                                          |                                                                          |                                                                          |                                                                          |
| 39    | Autre : 3 départs à 22 h 15, 23 h 05 et 0 h 35 depuis la gare routière de Toulon ; 3 départs à 22 h 20, 23 h 05 et 23 h 55 de Hyères Centre (Joffre). |                                                                          |                                                                          |                                                                          |                                                                          |                                                                          |                                                                          |                                                                          |                                                                          |
| 39    | Dernière actualisation : 1er mai 2023 |                                                                          |                                                                          |                                                                          |                                                                          |                                                                          |                                                                          |                                                                          |                                                                          |
| 65    | 65 - L'Estivale ☀️🌊 | 65 - L'Estivale ☀️🌊                                                     | 65 - L'Estivale ☀️🌊                                                     | 65 - L'Estivale ☀️🌊                                                     | 65 - L'Estivale ☀️🌊                                                     | 65 - L'Estivale ☀️🌊                                                     | 65 - L'Estivale ☀️🌊                                                     | 65 - L'Estivale ☀️🌊                                                     | 65 - L'Estivale ☀️🌊                                                     |
| 65    | Hyères — Plage Almanare ⥋ Hyères — Les Salins |                                                                          |                                                                          |                                                                          |                                                                          |                                                                          |                                                                          |                                                                          |                                                                          |
| 65    | Ouverture / Fermeture 31 Mai 2021 / — | Longueur —                                                               | Durée —                                                                  | Nb. d’arrêts —                                                           | Matériel Standards                                                       | Jours de fonctionnement J, V, S                                          | Jour / Soir / Nuit / Fêtes N / O / N / N                                 | Voy. / an —                                                              | Exploitant : SNT Suma (Hyères)                                           |
| 65    | Desserte : Les Salins, Vieux Salins, Victoire, Simone Berriau, Cabanes du Gapeau, St-Lazare, Daviddi, Ceinturon, Plein Sud, Pins Maritimes, Aéroport, Port St-Pierre, Yacht Club, Jean D'Agrève, Arromanches et Plage Almanare |                                                                          |                                                                          |                                                                          |                                                                          |                                                                          |                                                                          |                                                                          |                                                                          |
| 65    | Évolution : De Mai 2021 à Octobre 2023, elle desservait l'Espace 3000, elle a changé de terminus en Mai 2024, à la suite d'un changement de terminus pour la ligne de jour qui lui rend désormais impossible de se rendre à l'Espace 3000 donc elle reste à Plage Almanarre (terminus de la ligne de jour) Autre : La ligne ferme au mois d'Octobre pour réouvrir au mois de Mai |                                                                          |                                                                          |                                                                          |                                                                          |                                                                          |                                                                          |                                                                          |                                                                          |
| 65    | Dernière actualisation : 28 juin 2025 |                                                                          |                                                                          |                                                                          |                                                                          |                                                                          |                                                                          |                                                                          |                                                                          |
| 70    | Toulon — Gare Routière ⥋ Six-Fours-les-Plages — Bonnegrâce | Toulon — Gare Routière ⥋ Six-Fours-les-Plages — Bonnegrâce               | Toulon — Gare Routière ⥋ Six-Fours-les-Plages — Bonnegrâce               | Toulon — Gare Routière ⥋ Six-Fours-les-Plages — Bonnegrâce               | Toulon — Gare Routière ⥋ Six-Fours-les-Plages — Bonnegrâce               | Toulon — Gare Routière ⥋ Six-Fours-les-Plages — Bonnegrâce               | Toulon — Gare Routière ⥋ Six-Fours-les-Plages — Bonnegrâce               | Toulon — Gare Routière ⥋ Six-Fours-les-Plages — Bonnegrâce               | Toulon — Gare Routière ⥋ Six-Fours-les-Plages — Bonnegrâce               |
| 70    | Ouverture / Fermeture 2 septembre 2016 / — | Longueur —                                                               | Durée 18 min                                                             | Nb. d’arrêts 44                                                          | Matériel Standards                                                       | Jours de fonctionnement J, V, S                                          | Jour / Soir / Nuit / Fêtes N / O / N / N                                 | Voy. / an —                                                              | Exploitant : Les Lignes Du Var - Littoral Cars                           |
| 70    | Desserte : - Communes : Toulon, La Seyne-sur-Mer, Six-Fours-les-Plages - Principaux arrêts desservis : Gare Routière (Toulon) • Dardanelles • Liberté • Bon Rencontre • Pontcarral • Gare (La Seyne/Six-Fours) • Stade Marquet • Cuire • Stalingrad • Hôtel de Ville • Bonnegrâce |                                                                          |                                                                          |                                                                          |                                                                          |                                                                          |                                                                          |                                                                          |                                                                          |
| 70    | Autre : 8 départs espacés de 30 minutes de 21 h 20 à 0 h 50 La ligne ne desservait pas les arrêts entre "Barel" et "Gare Routière", elle faisait terminus à Seyne-Centre, pour se rendre à Toulon, il fallait prendre le N2 (ou le N19 jusqu'à Janvier 2025). Depuis le 7 Juillet, et cela hiver comme été, la ligne N70 réalise le même trajet qu'en journée pour éviter la correspondance avec la ligne N2 La ligne est en correspondance avec la ligne 2 qui relie La Seyne à Valgora (La Valette) en passant par les centres-villes de Toulon et la Garde |                                                                          |                                                                          |                                                                          |                                                                          |                                                                          |                                                                          |                                                                          |                                                                          |
| 70    | Dernière actualisation : 7 juillet 2025 |                                                                          |                                                                          |                                                                          |                                                                          |                                                                          |                                                                          |                                                                          |                                                                          |

,,

## Nocturnes maritimes
| Ligne | Caractéristiques | Caractéristiques                                             | Caractéristiques                                             | Caractéristiques                                             | Caractéristiques                                             | Caractéristiques                                             | Caractéristiques                                             | Caractéristiques                                             | Caractéristiques                                             |
| 18M   | Toulon — Ponton Toulon ⥋ La Seyne-sur-Mer — Ponton Sablettes | Toulon — Ponton Toulon ⥋ La Seyne-sur-Mer — Ponton Sablettes | Toulon — Ponton Toulon ⥋ La Seyne-sur-Mer — Ponton Sablettes | Toulon — Ponton Toulon ⥋ La Seyne-sur-Mer — Ponton Sablettes | Toulon — Ponton Toulon ⥋ La Seyne-sur-Mer — Ponton Sablettes | Toulon — Ponton Toulon ⥋ La Seyne-sur-Mer — Ponton Sablettes | Toulon — Ponton Toulon ⥋ La Seyne-sur-Mer — Ponton Sablettes | Toulon — Ponton Toulon ⥋ La Seyne-sur-Mer — Ponton Sablettes | Toulon — Ponton Toulon ⥋ La Seyne-sur-Mer — Ponton Sablettes |
| ----- | --- | ------------------------------------------------------------ | ------------------------------------------------------------ | ------------------------------------------------------------ | ------------------------------------------------------------ | ------------------------------------------------------------ | ------------------------------------------------------------ | ------------------------------------------------------------ | ------------------------------------------------------------ |
| 18M   | Ouverture / Fermeture 2 septembre 2016 / — | Longueur —                                                   | Durée 30 min                                                 | Nb. d’arrêts 4                                               | Matériel Bateau                                              | Jours de fonctionnement J, V, S                              | Jour / Soir / Nuit / Fêtes N / O / N / N                     | Voy. / an —                                                  | Exploitant RD TPM                                            |
| 18M   | Desserte : - Communes : Toulon, Saint-Mandrier-sur-Mer, La Seyne-sur-Mer - Principaux arrêts desservis : Ponton Toulon • Ponton Président • Ponton St Mandrier • Ponton Sablettes |                                                              |                                                              |                                                              |                                                              |                                                              |                                                              |                                                              |                                                              |
| 18M   | Autre : - Ligne 18M et 28M en journée - La traversée est gratuite uniquement pour le personnel de la Défense affecté au CIN, présentant un badge avec contre-marque rouge notée : « Élève Stagiaire » ou « Cadre Élève », avec date en cours de validité. La ligne assure la liaison entre le port de Toulon « Station Maritime », St Mandrier et Les Sablettes, de la même façon pour le service régulier que le service « Nocturnes ». |                                                              |                                                              |                                                              |                                                              |                                                              |                                                              |                                                              |                                                              |
| 18M   | Dernière actualisation : 1er mai 2023 |                                                              |                                                              |                                                              |                                                              |                                                              |                                                              |                                                              |                                                              |

,,

## Appel Bus
L'Appel Bus est un service permettant à une aux plusieurs personnes ayant réservé au moins une heure à l'avance de pouvoir avoir un minibus au lieu et à l'heure convenus. Il permet de rejoindre deux points s'ils sont tous deux sur le secteur de l'Appel Bus. Il existe sur le réseau 16 Appel Bus desservant des zones différentes .
En 2020, le Réseau Mistral a lancé l'AB25 reprenant les arrêts de l'ancienne ligne 14 (2009-2014) et en ajoutant d'autres, cet expérimentation s'est malheureusement soldé par un échec.
| Numéros | Secteurs et communes                  | Jours de fonctionnement | Points d'attente           | Arrêts Correspondances |
| ------- | ------------------------------------- | --- | -------------------------- | --- |
| AB BN1  | Base navale de Toulon                 | Du lundi au jeudi 6 h 30 - 20 h, vendredi de 6 h 30 à 01 h 00, samedi de 9 h à 01 h, dimanche de 9 h à 20 h (ou 6 h 15 - 20 h en période vacances scolaires sauf été). | Porte Castigneau           | Tous les arrêts actuels de la base navale + 12 nouveaux (32 arrêts)                                                                                          |
| AB3     | Baou (Toulon)                         | Du lundi au samedi 6 h 15 - 19 h 30 | Bouzigues                  | Pins d'Alep et Bouzigues |
| AB49    | La Crau                               | Du lundi au vendredi 6 h 30 - 19 h 40 et le samedi de 8h50 à 17h40 | Hôtel de ville (La Crau)   | Hôtel de ville et Gare (La Crau) |
| AB50    | Revest village (Toulon ; Le Revest)   | Du lundi au samedi 6 h - 19 h 45 | Pt Dardennes               | de Revest à hameau Dardennes + Ripelle + Pt Dardennes |
| AB51    | Orovida (Toulon ; Le Revest)          | Du lundi au samedi 6 h 30 - 19 h | Pt Dardennes               | Pt Dardennes |
| AB52    | Val d'Aigues (Toulon)                 | Du lundi au vendredi 8 h 30 - 12 h et 13 h 50 - 17 h | Val d'Aigues               | Pont des Gaux |
| AB61    | Hyères                                | Du lundi au vendredi 8 h 45 - 18h40 et le samedi 8 h 45 - 13 h | Hyères Centre (Denis)      | Hyères Centre (Denis), Moulin 1er, XVe Corps |
| AB68    | Presqu'île de Giens (Hyères)          | Du lundi au vendredi 9 h - 13 h en hiver uniquement | Chambre des métiers        | Chambre des métiers et Giens |
| AB80    | ZI Playes (La Seyne ; Six-fours)      | Du lundi au vendredi 6 h 30 - 9 h 50 et 13 h 50 - 17 h 20 | Langevin                   | Langevin, Bruxelles, Négadoux, Lery, Hôtels, Parc Aquatique                                                                                                  |
| AB84    | Six-Fours / Collège Reynier           | Du lundi au samedi 6 h - 19 h | Collège Reynier            | Collège Reynier, Collège Font de Fillol, Lery |
| AB91    | Pradet Sud                            | Du lundi au samedi 8h30 -19h10 | Mangot                     | Mangot (Correspondance avec Gabriel Péri), Cézanne, Bellevue, Bell'Estello, Traversier, Garonne, Collet Redon, Mine du Cap Garonne, Colle Noire, Oursinières |
| AB93    | Carqueiranne (Carqueiranne)           | Du lundi au samedi 9 h - 12 h et 14 h 50 - 17 h | Libération                 | Pins Penchés, Valérane, Californie |
| AB101   | Hôpital Sainte-Musse                  | Du lundi au samedi 6 h - 20 h 30 | Hôpital Sainte-Musse       | Hôpital Sainte-Musse - Brunet - Delage |
| AB121   | La Valette Nord (la Valette)          | Du lundi au samedi 6 h - 19 h 50 | De Gaulle                  | Favières, Uba, Terres Rouges, Minimes, Daudet, Char Verdun, De Gaulle                                                                                        |
| AB122   | Ste-Barbe, Faveyrolles, Châteauvallon | Du lundi au samedi 6h30 - 19h50 | Ollioules Centre           | Ollioules Centre, Rue Nationale, Mairie, St-Martin, Faveyrolles, Malartic, Portes d'Ollioules et de Toulon, Beaucaire, Cordeille, Florane                    |
| AB191   | Pôle d’Activité Toulon Est            | Du lundi au samedi 6h25 - 19h15 | Campus La Garde La Valette | Campus La Garde La Valette, 4 Chemins, Ste-Marie, Pôle d’Activité Toulon Est, Draguignan, ZI Toulon Est, Tourrache, Schweitzer                               |

## Services scolaires

### Carqueiranne
| Ligne | Caractéristiques | Caractéristiques                                                        | Caractéristiques                                                        | Caractéristiques                                                        | Caractéristiques                                                        | Caractéristiques                                                        | Caractéristiques                                                        | Caractéristiques                                                        | Caractéristiques                                                        |
| CAO1  | Port Carqueiranne vers Collège Joliot Curie | Port Carqueiranne vers Collège Joliot Curie                             | Port Carqueiranne vers Collège Joliot Curie                             | Port Carqueiranne vers Collège Joliot Curie                             | Port Carqueiranne vers Collège Joliot Curie                             | Port Carqueiranne vers Collège Joliot Curie                             | Port Carqueiranne vers Collège Joliot Curie                             | Port Carqueiranne vers Collège Joliot Curie                             | Port Carqueiranne vers Collège Joliot Curie                             |
| CAO1  | Carqueiranne — Port ⥋ Carqueiranne — Collège Joliot Curie | Carqueiranne — Port ⥋ Carqueiranne — Collège Joliot Curie               | Carqueiranne — Port ⥋ Carqueiranne — Collège Joliot Curie               | Carqueiranne — Port ⥋ Carqueiranne — Collège Joliot Curie               | Carqueiranne — Port ⥋ Carqueiranne — Collège Joliot Curie               | Carqueiranne — Port ⥋ Carqueiranne — Collège Joliot Curie               | Carqueiranne — Port ⥋ Carqueiranne — Collège Joliot Curie               | Carqueiranne — Port ⥋ Carqueiranne — Collège Joliot Curie               | Carqueiranne — Port ⥋ Carqueiranne — Collège Joliot Curie               |
| ----- | --- | ----------------------------------------------------------------------- | ----------------------------------------------------------------------- | ----------------------------------------------------------------------- | ----------------------------------------------------------------------- | ----------------------------------------------------------------------- | ----------------------------------------------------------------------- | ----------------------------------------------------------------------- | ----------------------------------------------------------------------- |
| CAO1  | Ouverture / Fermeture — / — | Longueur —                                                              | Durée 40 min                                                            | Nb. d’arrêts 26                                                         | Matériel —                                                              | Jours de fonctionnement L, Ma, Me, J, V                                 | Jour / Soir / Nuit / Fêtes O / N / N / N                                | Voy. / an —                                                             | Dépôt —                                                                 |
| CAO1  | Desserte : Carqueiranne |                                                                         |                                                                         |                                                                         |                                                                         |                                                                         |                                                                         |                                                                         |                                                                         |
| CAO1  | Autre : La ligne fonctionne uniquement du lundi au vendredi en période scolaire avec un passage chaque matin et un passage soit le mercredi midi ou en fin d'après-midi les autres jours. |                                                                         |                                                                         |                                                                         |                                                                         |                                                                         |                                                                         |                                                                         |                                                                         |
| CAO1  | Dernière actualisation : — |                                                                         |                                                                         |                                                                         |                                                                         |                                                                         |                                                                         |                                                                         |                                                                         |
| CAO2  | CA02 - Écoles J. Ferry - R. Rolland - St Exupéry - M.Pagnol (Circuit 1) | CA02 - Écoles J. Ferry - R. Rolland - St Exupéry - M.Pagnol (Circuit 1) | CA02 - Écoles J. Ferry - R. Rolland - St Exupéry - M.Pagnol (Circuit 1) | CA02 - Écoles J. Ferry - R. Rolland - St Exupéry - M.Pagnol (Circuit 1) | CA02 - Écoles J. Ferry - R. Rolland - St Exupéry - M.Pagnol (Circuit 1) | CA02 - Écoles J. Ferry - R. Rolland - St Exupéry - M.Pagnol (Circuit 1) | CA02 - Écoles J. Ferry - R. Rolland - St Exupéry - M.Pagnol (Circuit 1) | CA02 - Écoles J. Ferry - R. Rolland - St Exupéry - M.Pagnol (Circuit 1) | CA02 - Écoles J. Ferry - R. Rolland - St Exupéry - M.Pagnol (Circuit 1) |
| CAO2  | Carqueiranne — École J. Ferry ⥋ Carqueiranne — École St Exupéry |                                                                         |                                                                         |                                                                         |                                                                         |                                                                         |                                                                         |                                                                         |                                                                         |
| CAO2  | Ouverture / Fermeture — / — | Longueur —                                                              | Durée 45 / 1h15 min                                                     | Nb. d’arrêts 23                                                         | Matériel —                                                              | Jours de fonctionnement L, Ma, J, V                                     | Jour / Soir / Nuit / Fêtes O / N / N / N                                | Voy. / an —                                                             | Dépôt —                                                                 |
| CAO2  | Desserte : Carqueiranne |                                                                         |                                                                         |                                                                         |                                                                         |                                                                         |                                                                         |                                                                         |                                                                         |
| CAO2  | Autre : La ligne fonctionne uniquement du lundi au vendredi (sauf mercredi) en période scolaire avec un passage chaque matin et un passage en fin d'après-midi.                           |                                                                         |                                                                         |                                                                         |                                                                         |                                                                         |                                                                         |                                                                         |                                                                         |
| CAO2  | Dernière actualisation : — |                                                                         |                                                                         |                                                                         |                                                                         |                                                                         |                                                                         |                                                                         |                                                                         |
| CAO3  | Écoles J. Ferry - St Exupéry - M. Pagnol (Circuit 2) | Écoles J. Ferry - St Exupéry - M. Pagnol (Circuit 2)                    | Écoles J. Ferry - St Exupéry - M. Pagnol (Circuit 2)                    | Écoles J. Ferry - St Exupéry - M. Pagnol (Circuit 2)                    | Écoles J. Ferry - St Exupéry - M. Pagnol (Circuit 2)                    | Écoles J. Ferry - St Exupéry - M. Pagnol (Circuit 2)                    | Écoles J. Ferry - St Exupéry - M. Pagnol (Circuit 2)                    | Écoles J. Ferry - St Exupéry - M. Pagnol (Circuit 2)                    | Écoles J. Ferry - St Exupéry - M. Pagnol (Circuit 2)                    |
| CAO3  | Carqueiranne — École M. Pagnol ⥋ Carqueiranne — École St Exupéry |                                                                         |                                                                         |                                                                         |                                                                         |                                                                         |                                                                         |                                                                         |                                                                         |
| CAO3  | Ouverture / Fermeture — / — | Longueur —                                                              | Durée 1h05 / 1h15 min                                                   | Nb. d’arrêts 24                                                         | Matériel —                                                              | Jours de fonctionnement L, Ma, J, V                                     | Jour / Soir / Nuit / Fêtes O / N / N / N                                | Voy. / an —                                                             | Dépôt —                                                                 |
| CAO3  | Desserte : Carqueiranne |                                                                         |                                                                         |                                                                         |                                                                         |                                                                         |                                                                         |                                                                         |                                                                         |
| CAO3  | Autre : La ligne fonctionne uniquement du lundi au vendredi (sauf mercredi) en période scolaire avec un passage chaque matin et un passage en fin d'après-midi.                           |                                                                         |                                                                         |                                                                         |                                                                         |                                                                         |                                                                         |                                                                         |                                                                         |
| CAO3  | Dernière actualisation : — |                                                                         |                                                                         |                                                                         |                                                                         |                                                                         |                                                                         |                                                                         |                                                                         |

### La Crau
| Ligne   | Caractéristiques | Caractéristiques                                                           | Caractéristiques                                                           | Caractéristiques                                                           | Caractéristiques                                                           | Caractéristiques                                                           | Caractéristiques                                                           | Caractéristiques                                                           | Caractéristiques                                                           |
| CR01    | Maraval - Les Martins vers Collège Fenouillet et Écoles M. Mauron-J. Giono | Maraval - Les Martins vers Collège Fenouillet et Écoles M. Mauron-J. Giono | Maraval - Les Martins vers Collège Fenouillet et Écoles M. Mauron-J. Giono | Maraval - Les Martins vers Collège Fenouillet et Écoles M. Mauron-J. Giono | Maraval - Les Martins vers Collège Fenouillet et Écoles M. Mauron-J. Giono | Maraval - Les Martins vers Collège Fenouillet et Écoles M. Mauron-J. Giono | Maraval - Les Martins vers Collège Fenouillet et Écoles M. Mauron-J. Giono | Maraval - Les Martins vers Collège Fenouillet et Écoles M. Mauron-J. Giono | Maraval - Les Martins vers Collège Fenouillet et Écoles M. Mauron-J. Giono |
| CR01    | La Crau — École J. Giono ⥋ La Crau — Genévriers 1 | La Crau — École J. Giono ⥋ La Crau — Genévriers 1                          | La Crau — École J. Giono ⥋ La Crau — Genévriers 1                          | La Crau — École J. Giono ⥋ La Crau — Genévriers 1                          | La Crau — École J. Giono ⥋ La Crau — Genévriers 1                          | La Crau — École J. Giono ⥋ La Crau — Genévriers 1                          | La Crau — École J. Giono ⥋ La Crau — Genévriers 1                          | La Crau — École J. Giono ⥋ La Crau — Genévriers 1                          | La Crau — École J. Giono ⥋ La Crau — Genévriers 1                          |
| ------- | --- | -------------------------------------------------------------------------- | -------------------------------------------------------------------------- | -------------------------------------------------------------------------- | -------------------------------------------------------------------------- | -------------------------------------------------------------------------- | -------------------------------------------------------------------------- | -------------------------------------------------------------------------- | -------------------------------------------------------------------------- |
| CR01    | Ouverture / Fermeture — / — | Longueur —                                                                 | Durée —                                                                    | Nb. d’arrêts 26                                                            | Matériel —                                                                 | Jours de fonctionnement L, Ma, J, V                                        | Jour / Soir / Nuit / Fêtes O / N / N / N                                   | Voy. / an —                                                                | Dépôt —                                                                    |
| CR01    | Desserte : La Crau |                                                                            |                                                                            |                                                                            |                                                                            |                                                                            |                                                                            |                                                                            |                                                                            |
| CR01    | Autre : La ligne fonctionne uniquement du lundi au vendredi (sauf mercredi) en période scolaire avec un passage chaque matin et un passage en fin d'après-midi.                    |                                                                            |                                                                            |                                                                            |                                                                            |                                                                            |                                                                            |                                                                            |                                                                            |
| CR01    | Dernière actualisation : — |                                                                            |                                                                            |                                                                            |                                                                            |                                                                            |                                                                            |                                                                            |                                                                            |
| CR02/03 | Goys des Fourniers Ruytèle Les Tourraches - Écoles M. Mauron et J. Giono | Goys des Fourniers Ruytèle Les Tourraches - Écoles M. Mauron et J. Giono   | Goys des Fourniers Ruytèle Les Tourraches - Écoles M. Mauron et J. Giono   | Goys des Fourniers Ruytèle Les Tourraches - Écoles M. Mauron et J. Giono   | Goys des Fourniers Ruytèle Les Tourraches - Écoles M. Mauron et J. Giono   | Goys des Fourniers Ruytèle Les Tourraches - Écoles M. Mauron et J. Giono   | Goys des Fourniers Ruytèle Les Tourraches - Écoles M. Mauron et J. Giono   | Goys des Fourniers Ruytèle Les Tourraches - Écoles M. Mauron et J. Giono   | Goys des Fourniers Ruytèle Les Tourraches - Écoles M. Mauron et J. Giono   |
| CR02/03 | La Crau — Goys Fourniers ⥋ La Crau — École J. Giono |                                                                            |                                                                            |                                                                            |                                                                            |                                                                            |                                                                            |                                                                            |                                                                            |
| CR02/03 | Ouverture / Fermeture — / — | Longueur —                                                                 | Durée —                                                                    | Nb. d’arrêts 20                                                            | Matériel —                                                                 | Jours de fonctionnement L, Ma, J, V                                        | Jour / Soir / Nuit / Fêtes O / N / N / N                                   | Voy. / an —                                                                | Dépôt —                                                                    |
| CR02/03 | Desserte : La Crau |                                                                            |                                                                            |                                                                            |                                                                            |                                                                            |                                                                            |                                                                            |                                                                            |
| CR02/03 | Autre : La ligne fonctionne uniquement du lundi au vendredi (sauf mercredi) en période scolaire avec un passage chaque matin et un passage en fin d'après-midi.                    |                                                                            |                                                                            |                                                                            |                                                                            |                                                                            |                                                                            |                                                                            |                                                                            |
| CR02/03 | Dernière actualisation : — |                                                                            |                                                                            |                                                                            |                                                                            |                                                                            |                                                                            |                                                                            |                                                                            |
| CR04    | Terrimas - Estagnol vers Écoles J. Ferry et L. Palazy | Terrimas - Estagnol vers Écoles J. Ferry et L. Palazy                      | Terrimas - Estagnol vers Écoles J. Ferry et L. Palazy                      | Terrimas - Estagnol vers Écoles J. Ferry et L. Palazy                      | Terrimas - Estagnol vers Écoles J. Ferry et L. Palazy                      | Terrimas - Estagnol vers Écoles J. Ferry et L. Palazy                      | Terrimas - Estagnol vers Écoles J. Ferry et L. Palazy                      | Terrimas - Estagnol vers Écoles J. Ferry et L. Palazy                      | Terrimas - Estagnol vers Écoles J. Ferry et L. Palazy                      |
| CR04    | La Crau — Estagnol ⥋ La Crau — École L. Palazy |                                                                            |                                                                            |                                                                            |                                                                            |                                                                            |                                                                            |                                                                            |                                                                            |
| CR04    | Ouverture / Fermeture — / — | Longueur —                                                                 | Durée 35 min                                                               | Nb. d’arrêts 18                                                            | Matériel —                                                                 | Jours de fonctionnement L, Ma, J, V                                        | Jour / Soir / Nuit / Fêtes O / N / N / N                                   | Voy. / an —                                                                | Dépôt —                                                                    |
| CR04    | Desserte : La Crau (La Moutonne) |                                                                            |                                                                            |                                                                            |                                                                            |                                                                            |                                                                            |                                                                            |                                                                            |
| CR04    | Autre : La ligne fonctionne uniquement du lundi au vendredi (sauf mercredi) en période scolaire avec un passage chaque matin et un passage en fin d'après-midi.                    |                                                                            |                                                                            |                                                                            |                                                                            |                                                                            |                                                                            |                                                                            |                                                                            |
| CR04    | Dernière actualisation : — |                                                                            |                                                                            |                                                                            |                                                                            |                                                                            |                                                                            |                                                                            |                                                                            |
| CR06/09 | Campagne Bonifay-Terrimas-Moutonne-Goys Fourniers - Collège Fenouillet | Campagne Bonifay-Terrimas-Moutonne-Goys Fourniers - Collège Fenouillet     | Campagne Bonifay-Terrimas-Moutonne-Goys Fourniers - Collège Fenouillet     | Campagne Bonifay-Terrimas-Moutonne-Goys Fourniers - Collège Fenouillet     | Campagne Bonifay-Terrimas-Moutonne-Goys Fourniers - Collège Fenouillet     | Campagne Bonifay-Terrimas-Moutonne-Goys Fourniers - Collège Fenouillet     | Campagne Bonifay-Terrimas-Moutonne-Goys Fourniers - Collège Fenouillet     | Campagne Bonifay-Terrimas-Moutonne-Goys Fourniers - Collège Fenouillet     | Campagne Bonifay-Terrimas-Moutonne-Goys Fourniers - Collège Fenouillet     |
| CR06/09 | La Crau — Rond-Point Gavary ⥋ La Crau — Collège du Fenouillet |                                                                            |                                                                            |                                                                            |                                                                            |                                                                            |                                                                            |                                                                            |                                                                            |
| CR06/09 | Ouverture / Fermeture — / — | Longueur —                                                                 | Durée 30 min                                                               | Nb. d’arrêts 29                                                            | Matériel —                                                                 | Jours de fonctionnement L, Ma, Me, J, V                                    | Jour / Soir / Nuit / Fêtes O / N / N / N                                   | Voy. / an —                                                                | Dépôt —                                                                    |
| CR06/09 | Desserte : La Crau (dont La Moutonne) |                                                                            |                                                                            |                                                                            |                                                                            |                                                                            |                                                                            |                                                                            |                                                                            |
| CR06/09 | Autre : La ligne fonctionne uniquement du lundi au vendredi en période scolaire avec deux passages chaque matin et deux passage en fin d'après-midi ou bien deux le mercredi midi. |                                                                            |                                                                            |                                                                            |                                                                            |                                                                            |                                                                            |                                                                            |                                                                            |
| CR06/09 | Dernière actualisation : — |                                                                            |                                                                            |                                                                            |                                                                            |                                                                            |                                                                            |                                                                            |                                                                            |
| CR07    | Goys Fourniers - Gavary vers Collège Fenouillet | Goys Fourniers - Gavary vers Collège Fenouillet                            | Goys Fourniers - Gavary vers Collège Fenouillet                            | Goys Fourniers - Gavary vers Collège Fenouillet                            | Goys Fourniers - Gavary vers Collège Fenouillet                            | Goys Fourniers - Gavary vers Collège Fenouillet                            | Goys Fourniers - Gavary vers Collège Fenouillet                            | Goys Fourniers - Gavary vers Collège Fenouillet                            | Goys Fourniers - Gavary vers Collège Fenouillet                            |
| CR07    | La Crau — Les Pioux ⥋ La Crau — Collège du Fenouillet |                                                                            |                                                                            |                                                                            |                                                                            |                                                                            |                                                                            |                                                                            |                                                                            |
| CR07    | Ouverture / Fermeture — / — | Longueur —                                                                 | Durée 20 / 30 min                                                          | Nb. d’arrêts 15                                                            | Matériel —                                                                 | Jours de fonctionnement L, Ma, Me, J, V                                    | Jour / Soir / Nuit / Fêtes O / N / N / N                                   | Voy. / an —                                                                | Dépôt —                                                                    |
| CR07    | Desserte : La Crau |                                                                            |                                                                            |                                                                            |                                                                            |                                                                            |                                                                            |                                                                            |                                                                            |
| CR07    | Autre : La ligne fonctionne uniquement du lundi au vendredi en période scolaire avec un passages chaque matin et un passage en fin d'après-midi (sauf le mercredi).                |                                                                            |                                                                            |                                                                            |                                                                            |                                                                            |                                                                            |                                                                            |                                                                            |
| CR07    | Dernière actualisation : — |                                                                            |                                                                            |                                                                            |                                                                            |                                                                            |                                                                            |                                                                            |                                                                            |
| CR08    | Les Martins vers Collège du Fenouillet | Les Martins vers Collège du Fenouillet                                     | Les Martins vers Collège du Fenouillet                                     | Les Martins vers Collège du Fenouillet                                     | Les Martins vers Collège du Fenouillet                                     | Les Martins vers Collège du Fenouillet                                     | Les Martins vers Collège du Fenouillet                                     | Les Martins vers Collège du Fenouillet                                     | Les Martins vers Collège du Fenouillet                                     |
| CR08    | La Crau — Genévriers 1 ⥋ La Crau — Collège du Fenouillet |                                                                            |                                                                            |                                                                            |                                                                            |                                                                            |                                                                            |                                                                            |                                                                            |
| CR08    | Ouverture / Fermeture — / — | Longueur —                                                                 | Durée 25 min                                                               | Nb. d’arrêts 20                                                            | Matériel —                                                                 | Jours de fonctionnement L, Ma, Me, J, V                                    | Jour / Soir / Nuit / Fêtes O / N / N / N                                   | Voy. / an —                                                                | Dépôt —                                                                    |
| CR08    | Desserte : La Crau |                                                                            |                                                                            |                                                                            |                                                                            |                                                                            |                                                                            |                                                                            |                                                                            |
| CR08    | Autre : La ligne fonctionne uniquement du lundi au vendredi en période scolaire avec un passage chaque matin et un passage en fin d'après-midi ou bien le mercredi midi.           |                                                                            |                                                                            |                                                                            |                                                                            |                                                                            |                                                                            |                                                                            |                                                                            |
| CR08    | Dernière actualisation : — |                                                                            |                                                                            |                                                                            |                                                                            |                                                                            |                                                                            |                                                                            |                                                                            |
| CR11    | Les Martins vers Collège du Fenouillet | Les Martins vers Collège du Fenouillet                                     | Les Martins vers Collège du Fenouillet                                     | Les Martins vers Collège du Fenouillet                                     | Les Martins vers Collège du Fenouillet                                     | Les Martins vers Collège du Fenouillet                                     | Les Martins vers Collège du Fenouillet                                     | Les Martins vers Collège du Fenouillet                                     | Les Martins vers Collège du Fenouillet                                     |
| CR11    | Toulon — Gare routière de Toulon ⥋ La Crau — Collège La Navarre |                                                                            |                                                                            |                                                                            |                                                                            |                                                                            |                                                                            |                                                                            |                                                                            |
| CR11    | Ouverture / Fermeture — / — | Longueur —                                                                 | Durée —                                                                    | Nb. d’arrêts 53                                                            | Matériel —                                                                 | Jours de fonctionnement L, Ma, Me, J, V                                    | Jour / Soir / Nuit / Fêtes O / N / N / N                                   | Voy. / an —                                                                | Dépôt —                                                                    |
| CR11    | Desserte : Toulon, La Garde, La Crau, Hyères |                                                                            |                                                                            |                                                                            |                                                                            |                                                                            |                                                                            |                                                                            |                                                                            |
| CR11    | Autre : La ligne fonctionne uniquement du lundi au vendredi en période scolaire.                                                                                                   |                                                                            |                                                                            |                                                                            |                                                                            |                                                                            |                                                                            |                                                                            |                                                                            |
| CR11    | Dernière actualisation : — |                                                                            |                                                                            |                                                                            |                                                                            |                                                                            |                                                                            |                                                                            |                                                                            |

### La Garde
| Ligne | Caractéristiques                                                                 | Caractéristiques                                          | Caractéristiques                                          | Caractéristiques                                          | Caractéristiques                                          | Caractéristiques                                          | Caractéristiques                                          | Caractéristiques                                          | Caractéristiques                                          |
| GA01  | Écoles de la Garde vers Collège Bosco                                            | Écoles de la Garde vers Collège Bosco                     | Écoles de la Garde vers Collège Bosco                     | Écoles de la Garde vers Collège Bosco                     | Écoles de la Garde vers Collège Bosco                     | Écoles de la Garde vers Collège Bosco                     | Écoles de la Garde vers Collège Bosco                     | Écoles de la Garde vers Collège Bosco                     | Écoles de la Garde vers Collège Bosco                     |
| GA01  | Toulon — Pont de Suve ⥋ La Valette-du-Var — Collège Bosco                        | Toulon — Pont de Suve ⥋ La Valette-du-Var — Collège Bosco | Toulon — Pont de Suve ⥋ La Valette-du-Var — Collège Bosco | Toulon — Pont de Suve ⥋ La Valette-du-Var — Collège Bosco | Toulon — Pont de Suve ⥋ La Valette-du-Var — Collège Bosco | Toulon — Pont de Suve ⥋ La Valette-du-Var — Collège Bosco | Toulon — Pont de Suve ⥋ La Valette-du-Var — Collège Bosco | Toulon — Pont de Suve ⥋ La Valette-du-Var — Collège Bosco | Toulon — Pont de Suve ⥋ La Valette-du-Var — Collège Bosco |
| ----- | -------------------------------------------------------------------------------- | --------------------------------------------------------- | --------------------------------------------------------- | --------------------------------------------------------- | --------------------------------------------------------- | --------------------------------------------------------- | --------------------------------------------------------- | --------------------------------------------------------- | --------------------------------------------------------- |
| GA01  | Ouverture / Fermeture — / —                                                      | Longueur —                                                | Durée 35 min                                              | Nb. d’arrêts 43                                           | Matériel —                                                | Jours de fonctionnement L, Ma, Me, J, V                   | Jour / Soir / Nuit / Fêtes O / N / N / N                  | Voy. / an —                                               | Dépôt —                                                   |
| GA01  | Desserte : Toulon, La Garde, La Valette-du-Var                                   |                                                           |                                                           |                                                           |                                                           |                                                           |                                                           |                                                           |                                                           |
| GA01  | Autre : La ligne fonctionne uniquement du lundi au vendredi en période scolaire. |                                                           |                                                           |                                                           |                                                           |                                                           |                                                           |                                                           |                                                           |
| GA01  | Dernière actualisation : —                                                       |                                                           |                                                           |                                                           |                                                           |                                                           |                                                           |                                                           |                                                           |

### Hyères
| Ligne  | Caractéristiques                                                                                 | Caractéristiques                                                                  | Caractéristiques                                                                  | Caractéristiques                                                                  | Caractéristiques                                                                  | Caractéristiques                                                                  | Caractéristiques                                                                  | Caractéristiques                                                                  | Caractéristiques                                                                  |
| HY01   | Costebelle vers École Guynemer                                                                   | Costebelle vers École Guynemer                                                    | Costebelle vers École Guynemer                                                    | Costebelle vers École Guynemer                                                    | Costebelle vers École Guynemer                                                    | Costebelle vers École Guynemer                                                    | Costebelle vers École Guynemer                                                    | Costebelle vers École Guynemer                                                    | Costebelle vers École Guynemer                                                    |
| HY01   | Hyères — Lycée Costebelle ⥋ Hyères — Guynemer                                                    | Hyères — Lycée Costebelle ⥋ Hyères — Guynemer                                     | Hyères — Lycée Costebelle ⥋ Hyères — Guynemer                                     | Hyères — Lycée Costebelle ⥋ Hyères — Guynemer                                     | Hyères — Lycée Costebelle ⥋ Hyères — Guynemer                                     | Hyères — Lycée Costebelle ⥋ Hyères — Guynemer                                     | Hyères — Lycée Costebelle ⥋ Hyères — Guynemer                                     | Hyères — Lycée Costebelle ⥋ Hyères — Guynemer                                     | Hyères — Lycée Costebelle ⥋ Hyères — Guynemer                                     |
| ------ | ------------------------------------------------------------------------------------------------ | --------------------------------------------------------------------------------- | --------------------------------------------------------------------------------- | --------------------------------------------------------------------------------- | --------------------------------------------------------------------------------- | --------------------------------------------------------------------------------- | --------------------------------------------------------------------------------- | --------------------------------------------------------------------------------- | --------------------------------------------------------------------------------- |
| HY01   | Ouverture / Fermeture — / —                                                                      | Longueur —                                                                        | Durée 10 / 15 min                                                                 | Nb. d’arrêts 8                                                                    | Matériel —                                                                        | Jours de fonctionnement L, Ma, J, V                                               | Jour / Soir / Nuit / Fêtes O / N / N / N                                          | Voy. / an —                                                                       | Dépôt —                                                                           |
| HY01   | Desserte : Hyères                                                                                |                                                                                   |                                                                                   |                                                                                   |                                                                                   |                                                                                   |                                                                                   |                                                                                   |                                                                                   |
| HY01   | Autre : La ligne fonctionne uniquement du lundi au vendredi (sauf mercredi) en période scolaire. |                                                                                   |                                                                                   |                                                                                   |                                                                                   |                                                                                   |                                                                                   |                                                                                   |                                                                                   |
| HY01   | Dernière actualisation : —                                                                       |                                                                                   |                                                                                   |                                                                                   |                                                                                   |                                                                                   |                                                                                   |                                                                                   |                                                                                   |
| HY01   | Chemin des Maures - Sauvebonne vers École des Borrels                                            | Chemin des Maures - Sauvebonne vers École des Borrels                             | Chemin des Maures - Sauvebonne vers École des Borrels                             | Chemin des Maures - Sauvebonne vers École des Borrels                             | Chemin des Maures - Sauvebonne vers École des Borrels                             | Chemin des Maures - Sauvebonne vers École des Borrels                             | Chemin des Maures - Sauvebonne vers École des Borrels                             | Chemin des Maures - Sauvebonne vers École des Borrels                             | Chemin des Maures - Sauvebonne vers École des Borrels                             |
| HY01   | Hyères — Chemin des Maures 1 ⥋ Hyères — 2es Borrels                                              |                                                                                   |                                                                                   |                                                                                   |                                                                                   |                                                                                   |                                                                                   |                                                                                   |                                                                                   |
| HY01   | Ouverture / Fermeture — / —                                                                      | Longueur —                                                                        | Durée 25 /35 min                                                                  | Nb. d’arrêts 10                                                                   | Matériel —                                                                        | Jours de fonctionnement L, Ma, J, V                                               | Jour / Soir / Nuit / Fêtes O / N / N / N                                          | Voy. / an —                                                                       | Dépôt —                                                                           |
| HY01   | Desserte : Hyères                                                                                |                                                                                   |                                                                                   |                                                                                   |                                                                                   |                                                                                   |                                                                                   |                                                                                   |                                                                                   |
| HY01   | Autre : La ligne fonctionne uniquement du lundi au vendredi (sauf mercredi) en période scolaire. |                                                                                   |                                                                                   |                                                                                   |                                                                                   |                                                                                   |                                                                                   |                                                                                   |                                                                                   |
| HY01   | Dernière actualisation : —                                                                       |                                                                                   |                                                                                   |                                                                                   |                                                                                   |                                                                                   |                                                                                   |                                                                                   |                                                                                   |
| HY03   | L'Oratoire - Val des Rougières vers Écoles Excelsior et St Exupéry                               | L'Oratoire - Val des Rougières vers Écoles Excelsior et St Exupéry                | L'Oratoire - Val des Rougières vers Écoles Excelsior et St Exupéry                | L'Oratoire - Val des Rougières vers Écoles Excelsior et St Exupéry                | L'Oratoire - Val des Rougières vers Écoles Excelsior et St Exupéry                | L'Oratoire - Val des Rougières vers Écoles Excelsior et St Exupéry                | L'Oratoire - Val des Rougières vers Écoles Excelsior et St Exupéry                | L'Oratoire - Val des Rougières vers Écoles Excelsior et St Exupéry                | L'Oratoire - Val des Rougières vers Écoles Excelsior et St Exupéry                |
| HY03   | Hyères — L'Oratoire ⥋ Hyères — École St Exupéry                                                  |                                                                                   |                                                                                   |                                                                                   |                                                                                   |                                                                                   |                                                                                   |                                                                                   |                                                                                   |
| HY03   | Ouverture / Fermeture — / —                                                                      | Longueur —                                                                        | Durée 25 min                                                                      | Nb. d’arrêts 15                                                                   | Matériel —                                                                        | Jours de fonctionnement L, Ma, J, V                                               | Jour / Soir / Nuit / Fêtes O / N / N / N                                          | Voy. / an —                                                                       | Dépôt —                                                                           |
| HY03   | Desserte : Hyères                                                                                |                                                                                   |                                                                                   |                                                                                   |                                                                                   |                                                                                   |                                                                                   |                                                                                   |                                                                                   |
| HY03   | Autre : La ligne fonctionne uniquement du lundi au vendredi (sauf mercredi) en période scolaire. |                                                                                   |                                                                                   |                                                                                   |                                                                                   |                                                                                   |                                                                                   |                                                                                   |                                                                                   |
| HY03   | Dernière actualisation : —                                                                       |                                                                                   |                                                                                   |                                                                                   |                                                                                   |                                                                                   |                                                                                   |                                                                                   |                                                                                   |
| HY0506 | L'Oratoire - Val des Rougières vers Écoles Excelsior et St Exupéry                               | L'Oratoire - Val des Rougières vers Écoles Excelsior et St Exupéry                | L'Oratoire - Val des Rougières vers Écoles Excelsior et St Exupéry                | L'Oratoire - Val des Rougières vers Écoles Excelsior et St Exupéry                | L'Oratoire - Val des Rougières vers Écoles Excelsior et St Exupéry                | L'Oratoire - Val des Rougières vers Écoles Excelsior et St Exupéry                | L'Oratoire - Val des Rougières vers Écoles Excelsior et St Exupéry                | L'Oratoire - Val des Rougières vers Écoles Excelsior et St Exupéry                | L'Oratoire - Val des Rougières vers Écoles Excelsior et St Exupéry                |
| HY0506 | Hyères — La Bayorre ⥋ Hyères — Étendard                                                          |                                                                                   |                                                                                   |                                                                                   |                                                                                   |                                                                                   |                                                                                   |                                                                                   |                                                                                   |
| HY0506 | Ouverture / Fermeture — / —                                                                      | Longueur —                                                                        | Durée —                                                                           | Nb. d’arrêts 15                                                                   | Matériel —                                                                        | Jours de fonctionnement L, Ma, Me, J, V                                           | Jour / Soir / Nuit / Fêtes O / N / N / N                                          | Voy. / an —                                                                       | Dépôt —                                                                           |
| HY0506 | Desserte : Hyères                                                                                |                                                                                   |                                                                                   |                                                                                   |                                                                                   |                                                                                   |                                                                                   |                                                                                   |                                                                                   |
| HY0506 | Autre : La ligne fonctionne uniquement du lundi au vendredi en période scolaire.                 |                                                                                   |                                                                                   |                                                                                   |                                                                                   |                                                                                   |                                                                                   |                                                                                   |                                                                                   |
| HY0506 | Dernière actualisation : —                                                                       |                                                                                   |                                                                                   |                                                                                   |                                                                                   |                                                                                   |                                                                                   |                                                                                   |                                                                                   |
| HY09   | Tour Fondue - Giens vers Lycée Costebelle                                                        | Tour Fondue - Giens vers Lycée Costebelle                                         | Tour Fondue - Giens vers Lycée Costebelle                                         | Tour Fondue - Giens vers Lycée Costebelle                                         | Tour Fondue - Giens vers Lycée Costebelle                                         | Tour Fondue - Giens vers Lycée Costebelle                                         | Tour Fondue - Giens vers Lycée Costebelle                                         | Tour Fondue - Giens vers Lycée Costebelle                                         | Tour Fondue - Giens vers Lycée Costebelle                                         |
| HY09   | Hyères — Tour Fondue ⥋ Hyères — Lycée Costebelle                                                 |                                                                                   |                                                                                   |                                                                                   |                                                                                   |                                                                                   |                                                                                   |                                                                                   |                                                                                   |
| HY09   | Ouverture / Fermeture — / —                                                                      | Longueur —                                                                        | Durée —                                                                           | Nb. d’arrêts 26                                                                   | Matériel —                                                                        | Jours de fonctionnement L, Ma, J, V                                               | Jour / Soir / Nuit / Fêtes O / N / N / N                                          | Voy. / an —                                                                       | Dépôt —                                                                           |
| HY09   | Desserte : Hyères (dont Giens)                                                                   |                                                                                   |                                                                                   |                                                                                   |                                                                                   |                                                                                   |                                                                                   |                                                                                   |                                                                                   |
| HY09   | Autre : La ligne fonctionne uniquement du lundi au vendredi en période scolaire.                 |                                                                                   |                                                                                   |                                                                                   |                                                                                   |                                                                                   |                                                                                   |                                                                                   |                                                                                   |
| HY09   | Dernière actualisation : —                                                                       |                                                                                   |                                                                                   |                                                                                   |                                                                                   |                                                                                   |                                                                                   |                                                                                   |                                                                                   |
| HY11   | La Crau (Maraval) vers Lycée Costebelle                                                          | La Crau (Maraval) vers Lycée Costebelle                                           | La Crau (Maraval) vers Lycée Costebelle                                           | La Crau (Maraval) vers Lycée Costebelle                                           | La Crau (Maraval) vers Lycée Costebelle                                           | La Crau (Maraval) vers Lycée Costebelle                                           | La Crau (Maraval) vers Lycée Costebelle                                           | La Crau (Maraval) vers Lycée Costebelle                                           | La Crau (Maraval) vers Lycée Costebelle                                           |
| HY11   | Hyères — Vallon du Soleil ⥋ Hyères — Lycée Costebelle                                            |                                                                                   |                                                                                   |                                                                                   |                                                                                   |                                                                                   |                                                                                   |                                                                                   |                                                                                   |
| HY11   | Ouverture / Fermeture — / —                                                                      | Longueur —                                                                        | Durée —                                                                           | Nb. d’arrêts 38                                                                   | Matériel —                                                                        | Jours de fonctionnement L, Ma, Me, J, V                                           | Jour / Soir / Nuit / Fêtes O / N / N / N                                          | Voy. / an —                                                                       | Dépôt —                                                                           |
| HY11   | Desserte : Hyères, La Crau                                                                       |                                                                                   |                                                                                   |                                                                                   |                                                                                   |                                                                                   |                                                                                   |                                                                                   |                                                                                   |
| HY11   | Autre : La ligne fonctionne uniquement du lundi au vendredi en période scolaire.                 |                                                                                   |                                                                                   |                                                                                   |                                                                                   |                                                                                   |                                                                                   |                                                                                   |                                                                                   |
| HY11   | Dernière actualisation : —                                                                       |                                                                                   |                                                                                   |                                                                                   |                                                                                   |                                                                                   |                                                                                   |                                                                                   |                                                                                   |
| HY14   | Les Salins - St Nicolas vers Lycée Golf Hôtel et Hyères Centre                                   | Les Salins - St Nicolas vers Lycée Golf Hôtel et Hyères Centre                    | Les Salins - St Nicolas vers Lycée Golf Hôtel et Hyères Centre                    | Les Salins - St Nicolas vers Lycée Golf Hôtel et Hyères Centre                    | Les Salins - St Nicolas vers Lycée Golf Hôtel et Hyères Centre                    | Les Salins - St Nicolas vers Lycée Golf Hôtel et Hyères Centre                    | Les Salins - St Nicolas vers Lycée Golf Hôtel et Hyères Centre                    | Les Salins - St Nicolas vers Lycée Golf Hôtel et Hyères Centre                    | Les Salins - St Nicolas vers Lycée Golf Hôtel et Hyères Centre                    |
| HY14   | Hyères — Hyères Centre / Joffre ⥋ Hyères — Les Salins                                            |                                                                                   |                                                                                   |                                                                                   |                                                                                   |                                                                                   |                                                                                   |                                                                                   |                                                                                   |
| HY14   | Ouverture / Fermeture — / —                                                                      | Longueur —                                                                        | Durée —                                                                           | Nb. d’arrêts 15                                                                   | Matériel —                                                                        | Jours de fonctionnement L, Ma, Me, J, V                                           | Jour / Soir / Nuit / Fêtes O / N / N / N                                          | Voy. / an —                                                                       | Dépôt —                                                                           |
| HY14   | Desserte : Hyères                                                                                |                                                                                   |                                                                                   |                                                                                   |                                                                                   |                                                                                   |                                                                                   |                                                                                   |                                                                                   |
| HY14   | Autre : La ligne fonctionne uniquement du lundi au vendredi en période scolaire.                 |                                                                                   |                                                                                   |                                                                                   |                                                                                   |                                                                                   |                                                                                   |                                                                                   |                                                                                   |
| HY14   | Dernière actualisation : —                                                                       |                                                                                   |                                                                                   |                                                                                   |                                                                                   |                                                                                   |                                                                                   |                                                                                   |                                                                                   |
| HY15   | Les Borrels vers M. Rivière-Golf Hôtel - Agricampus - J. Aicard - Cours Maintenon                | Les Borrels vers M. Rivière-Golf Hôtel - Agricampus - J. Aicard - Cours Maintenon | Les Borrels vers M. Rivière-Golf Hôtel - Agricampus - J. Aicard - Cours Maintenon | Les Borrels vers M. Rivière-Golf Hôtel - Agricampus - J. Aicard - Cours Maintenon | Les Borrels vers M. Rivière-Golf Hôtel - Agricampus - J. Aicard - Cours Maintenon | Les Borrels vers M. Rivière-Golf Hôtel - Agricampus - J. Aicard - Cours Maintenon | Les Borrels vers M. Rivière-Golf Hôtel - Agricampus - J. Aicard - Cours Maintenon | Les Borrels vers M. Rivière-Golf Hôtel - Agricampus - J. Aicard - Cours Maintenon | Les Borrels vers M. Rivière-Golf Hôtel - Agricampus - J. Aicard - Cours Maintenon |
| HY15   | Hyères — Hyères Centre / Joffre ⥋ Hyères — 3es Borrels                                           |                                                                                   |                                                                                   |                                                                                   |                                                                                   |                                                                                   |                                                                                   |                                                                                   |                                                                                   |
| HY15   | Ouverture / Fermeture — / —                                                                      | Longueur —                                                                        | Durée —                                                                           | Nb. d’arrêts 12                                                                   | Matériel —                                                                        | Jours de fonctionnement L, Ma, Me, J, V                                           | Jour / Soir / Nuit / Fêtes O / N / N / N                                          | Voy. / an —                                                                       | Dépôt —                                                                           |
| HY15   | Desserte : Hyères                                                                                |                                                                                   |                                                                                   |                                                                                   |                                                                                   |                                                                                   |                                                                                   |                                                                                   |                                                                                   |
| HY15   | Autre : La ligne fonctionne uniquement du lundi au vendredi en période scolaire.                 |                                                                                   |                                                                                   |                                                                                   |                                                                                   |                                                                                   |                                                                                   |                                                                                   |                                                                                   |
| HY15   | Dernière actualisation : —                                                                       |                                                                                   |                                                                                   |                                                                                   |                                                                                   |                                                                                   |                                                                                   |                                                                                   |                                                                                   |
| HY16   | Parking École St Exupéry vers Collège G. Roux                                                    | Parking École St Exupéry vers Collège G. Roux                                     | Parking École St Exupéry vers Collège G. Roux                                     | Parking École St Exupéry vers Collège G. Roux                                     | Parking École St Exupéry vers Collège G. Roux                                     | Parking École St Exupéry vers Collège G. Roux                                     | Parking École St Exupéry vers Collège G. Roux                                     | Parking École St Exupéry vers Collège G. Roux                                     | Parking École St Exupéry vers Collège G. Roux                                     |
| HY16   | Hyères — Hyères Centre / Joffre ⥋ Hyères — Colline Mimosas                                       |                                                                                   |                                                                                   |                                                                                   |                                                                                   |                                                                                   |                                                                                   |                                                                                   |                                                                                   |
| HY16   | Ouverture / Fermeture — / —                                                                      | Longueur —                                                                        | Durée —                                                                           | Nb. d’arrêts 21                                                                   | Matériel —                                                                        | Jours de fonctionnement L, Ma, Me, J, V                                           | Jour / Soir / Nuit / Fêtes O / N / N / N                                          | Voy. / an —                                                                       | Dépôt —                                                                           |
| HY16   | Desserte : Hyères                                                                                |                                                                                   |                                                                                   |                                                                                   |                                                                                   |                                                                                   |                                                                                   |                                                                                   |                                                                                   |
| HY16   | Autre : La ligne fonctionne uniquement du lundi au vendredi en période scolaire.                 |                                                                                   |                                                                                   |                                                                                   |                                                                                   |                                                                                   |                                                                                   |                                                                                   |                                                                                   |
| HY16   | Dernière actualisation : —                                                                       |                                                                                   |                                                                                   |                                                                                   |                                                                                   |                                                                                   |                                                                                   |                                                                                   |                                                                                   |
| HY17   | Presqu'île de Giens vers Collège Roux - Lycée J. Aicard - Cours Maintenon                        | Presqu'île de Giens vers Collège Roux - Lycée J. Aicard - Cours Maintenon         | Presqu'île de Giens vers Collège Roux - Lycée J. Aicard - Cours Maintenon         | Presqu'île de Giens vers Collège Roux - Lycée J. Aicard - Cours Maintenon         | Presqu'île de Giens vers Collège Roux - Lycée J. Aicard - Cours Maintenon         | Presqu'île de Giens vers Collège Roux - Lycée J. Aicard - Cours Maintenon         | Presqu'île de Giens vers Collège Roux - Lycée J. Aicard - Cours Maintenon         | Presqu'île de Giens vers Collège Roux - Lycée J. Aicard - Cours Maintenon         | Presqu'île de Giens vers Collège Roux - Lycée J. Aicard - Cours Maintenon         |
| HY17   | Hyères — Hyères Centre / Joffre ⥋ Hyères (Giens) — Parc Chevaliers                               |                                                                                   |                                                                                   |                                                                                   |                                                                                   |                                                                                   |                                                                                   |                                                                                   |                                                                                   |
| HY17   | Ouverture / Fermeture — / —                                                                      | Longueur —                                                                        | Durée —                                                                           | Nb. d’arrêts 35                                                                   | Matériel —                                                                        | Jours de fonctionnement L, Ma, Me, J, V                                           | Jour / Soir / Nuit / Fêtes O / N / N / N                                          | Voy. / an —                                                                       | Dépôt —                                                                           |
| HY17   | Desserte : Hyères (dont Giens)                                                                   |                                                                                   |                                                                                   |                                                                                   |                                                                                   |                                                                                   |                                                                                   |                                                                                   |                                                                                   |
| HY17   | Autre : La ligne fonctionne uniquement du lundi au vendredi en période scolaire.                 |                                                                                   |                                                                                   |                                                                                   |                                                                                   |                                                                                   |                                                                                   |                                                                                   |                                                                                   |
| HY17   | Dernière actualisation : —                                                                       |                                                                                   |                                                                                   |                                                                                   |                                                                                   |                                                                                   |                                                                                   |                                                                                   |                                                                                   |
| HY18   | Hameau Bernard vers Collège J. Ferry - Lycée J. Aicard - Cours Maintenon                         | Hameau Bernard vers Collège J. Ferry - Lycée J. Aicard - Cours Maintenon          | Hameau Bernard vers Collège J. Ferry - Lycée J. Aicard - Cours Maintenon          | Hameau Bernard vers Collège J. Ferry - Lycée J. Aicard - Cours Maintenon          | Hameau Bernard vers Collège J. Ferry - Lycée J. Aicard - Cours Maintenon          | Hameau Bernard vers Collège J. Ferry - Lycée J. Aicard - Cours Maintenon          | Hameau Bernard vers Collège J. Ferry - Lycée J. Aicard - Cours Maintenon          | Hameau Bernard vers Collège J. Ferry - Lycée J. Aicard - Cours Maintenon          | Hameau Bernard vers Collège J. Ferry - Lycée J. Aicard - Cours Maintenon          |
| HY18   | Hyères — Hyères Centre / Joffre ⥋ La Crau — Hameau Bernard                                       |                                                                                   |                                                                                   |                                                                                   |                                                                                   |                                                                                   |                                                                                   |                                                                                   |                                                                                   |
| HY18   | Ouverture / Fermeture — / —                                                                      | Longueur —                                                                        | Durée —                                                                           | Nb. d’arrêts 13                                                                   | Matériel —                                                                        | Jours de fonctionnement L, Ma, Me, J, V                                           | Jour / Soir / Nuit / Fêtes O / N / N / N                                          | Voy. / an —                                                                       | Dépôt —                                                                           |
| HY18   | Desserte : Hyères, La Crau (dont La Moutonne)                                                    |                                                                                   |                                                                                   |                                                                                   |                                                                                   |                                                                                   |                                                                                   |                                                                                   |                                                                                   |
| HY18   | Autre : La ligne fonctionne uniquement du lundi au vendredi en période scolaire.                 |                                                                                   |                                                                                   |                                                                                   |                                                                                   |                                                                                   |                                                                                   |                                                                                   |                                                                                   |
| HY18   | Dernière actualisation : —                                                                       |                                                                                   |                                                                                   |                                                                                   |                                                                                   |                                                                                   |                                                                                   |                                                                                   |                                                                                   |
| HY18B  | Chemin de l'Ourse vers Collège J. Ferry - Lycée J. Aicard - Cours Maintenon                      | Chemin de l'Ourse vers Collège J. Ferry - Lycée J. Aicard - Cours Maintenon       | Chemin de l'Ourse vers Collège J. Ferry - Lycée J. Aicard - Cours Maintenon       | Chemin de l'Ourse vers Collège J. Ferry - Lycée J. Aicard - Cours Maintenon       | Chemin de l'Ourse vers Collège J. Ferry - Lycée J. Aicard - Cours Maintenon       | Chemin de l'Ourse vers Collège J. Ferry - Lycée J. Aicard - Cours Maintenon       | Chemin de l'Ourse vers Collège J. Ferry - Lycée J. Aicard - Cours Maintenon       | Chemin de l'Ourse vers Collège J. Ferry - Lycée J. Aicard - Cours Maintenon       | Chemin de l'Ourse vers Collège J. Ferry - Lycée J. Aicard - Cours Maintenon       |
| HY18B  | Hyères — Hyères Centre / Joffre ⥋ La Crau —Domaine de l'Ourse                                    |                                                                                   |                                                                                   |                                                                                   |                                                                                   |                                                                                   |                                                                                   |                                                                                   |                                                                                   |
| HY18B  | Ouverture / Fermeture — / —                                                                      | Longueur —                                                                        | Durée —                                                                           | Nb. d’arrêts 13                                                                   | Matériel —                                                                        | Jours de fonctionnement L, Ma, Me, J, V                                           | Jour / Soir / Nuit / Fêtes O / N / N / N                                          | Voy. / an —                                                                       | Dépôt —                                                                           |
| HY18B  | Desserte : Hyères, La Crau (La Moutonne)                                                         |                                                                                   |                                                                                   |                                                                                   |                                                                                   |                                                                                   |                                                                                   |                                                                                   |                                                                                   |
| HY18B  | Autre : La ligne fonctionne uniquement du lundi au vendredi en période scolaire.                 |                                                                                   |                                                                                   |                                                                                   |                                                                                   |                                                                                   |                                                                                   |                                                                                   |                                                                                   |
| HY18B  | Dernière actualisation : —                                                                       |                                                                                   |                                                                                   |                                                                                   |                                                                                   |                                                                                   |                                                                                   |                                                                                   |                                                                                   |

### Ollioules
| Ligne | Caractéristiques                                                                                 | Caractéristiques                                                     | Caractéristiques                                                     | Caractéristiques                                                     | Caractéristiques                                                     | Caractéristiques                                                     | Caractéristiques                                                     | Caractéristiques                                                     | Caractéristiques                                                     |
| OL01  | École Primaire d'Ollioules                                                                       | École Primaire d'Ollioules                                           | École Primaire d'Ollioules                                           | École Primaire d'Ollioules                                           | École Primaire d'Ollioules                                           | École Primaire d'Ollioules                                           | École Primaire d'Ollioules                                           | École Primaire d'Ollioules                                           | École Primaire d'Ollioules                                           |
| OL01  | Ollioules — Gare d'Ollioules ⥋ Ollioules — Écoles                                                | Ollioules — Gare d'Ollioules ⥋ Ollioules — Écoles                    | Ollioules — Gare d'Ollioules ⥋ Ollioules — Écoles                    | Ollioules — Gare d'Ollioules ⥋ Ollioules — Écoles                    | Ollioules — Gare d'Ollioules ⥋ Ollioules — Écoles                    | Ollioules — Gare d'Ollioules ⥋ Ollioules — Écoles                    | Ollioules — Gare d'Ollioules ⥋ Ollioules — Écoles                    | Ollioules — Gare d'Ollioules ⥋ Ollioules — Écoles                    | Ollioules — Gare d'Ollioules ⥋ Ollioules — Écoles                    |
| ----- | ------------------------------------------------------------------------------------------------ | -------------------------------------------------------------------- | -------------------------------------------------------------------- | -------------------------------------------------------------------- | -------------------------------------------------------------------- | -------------------------------------------------------------------- | -------------------------------------------------------------------- | -------------------------------------------------------------------- | -------------------------------------------------------------------- |
| OL01  | Ouverture / Fermeture — / —                                                                      | Longueur —                                                           | Durée —                                                              | Nb. d’arrêts 29                                                      | Matériel —                                                           | Jours de fonctionnement L, Ma, J, V                                  | Jour / Soir / Nuit / Fêtes O / N / N / N                             | Voy. / an —                                                          | Dépôt —                                                              |
| OL01  | Desserte : Ollioules                                                                             |                                                                      |                                                                      |                                                                      |                                                                      |                                                                      |                                                                      |                                                                      |                                                                      |
| OL01  | Autre : La ligne fonctionne uniquement du lundi au vendredi (sauf mercredi) en période scolaire. |                                                                      |                                                                      |                                                                      |                                                                      |                                                                      |                                                                      |                                                                      |                                                                      |
| OL01  | Dernière actualisation : —                                                                       |                                                                      |                                                                      |                                                                      |                                                                      |                                                                      |                                                                      |                                                                      |                                                                      |
| OL02  | Siblas vers Externat St Joseph La Cordeille                                                      | Siblas vers Externat St Joseph La Cordeille                          | Siblas vers Externat St Joseph La Cordeille                          | Siblas vers Externat St Joseph La Cordeille                          | Siblas vers Externat St Joseph La Cordeille                          | Siblas vers Externat St Joseph La Cordeille                          | Siblas vers Externat St Joseph La Cordeille                          | Siblas vers Externat St Joseph La Cordeille                          | Siblas vers Externat St Joseph La Cordeille                          |
| OL02  | Toulon — Siblas ⥋ Ollioules — Cordeille                                                          |                                                                      |                                                                      |                                                                      |                                                                      |                                                                      |                                                                      |                                                                      |                                                                      |
| OL02  | Ouverture / Fermeture — / —                                                                      | Longueur —                                                           | Durée 35 min                                                         | Nb. d’arrêts 28                                                      | Matériel —                                                           | Jours de fonctionnement L, Ma, Me, J, V                              | Jour / Soir / Nuit / Fêtes O / N / N / N                             | Voy. / an —                                                          | Dépôt —                                                              |
| OL02  | Desserte : Toulon, Ollioules                                                                     |                                                                      |                                                                      |                                                                      |                                                                      |                                                                      |                                                                      |                                                                      |                                                                      |
| OL02  | Autre : La ligne fonctionne uniquement du lundi au vendredi en période scolaire.                 |                                                                      |                                                                      |                                                                      |                                                                      |                                                                      |                                                                      |                                                                      |                                                                      |
| OL02  | Dernière actualisation : —                                                                       |                                                                      |                                                                      |                                                                      |                                                                      |                                                                      |                                                                      |                                                                      |                                                                      |
| OL03  | Méditerranée - Six Fours Centre vers Externat St Joseph La Cordeille                             | Méditerranée - Six Fours Centre vers Externat St Joseph La Cordeille | Méditerranée - Six Fours Centre vers Externat St Joseph La Cordeille | Méditerranée - Six Fours Centre vers Externat St Joseph La Cordeille | Méditerranée - Six Fours Centre vers Externat St Joseph La Cordeille | Méditerranée - Six Fours Centre vers Externat St Joseph La Cordeille | Méditerranée - Six Fours Centre vers Externat St Joseph La Cordeille | Méditerranée - Six Fours Centre vers Externat St Joseph La Cordeille | Méditerranée - Six Fours Centre vers Externat St Joseph La Cordeille |
| OL03  | Six-Fours-les-Plages — Méditerranée / Plage Bonnegrâce ⥋ Ollioules — Cordeille                   |                                                                      |                                                                      |                                                                      |                                                                      |                                                                      |                                                                      |                                                                      |                                                                      |
| OL03  | Ouverture / Fermeture — / —                                                                      | Longueur —                                                           | Durée —                                                              | Nb. d’arrêts 29                                                      | Matériel —                                                           | Jours de fonctionnement L, Ma, Me, J, V                              | Jour / Soir / Nuit / Fêtes O / N / N / N                             | Voy. / an —                                                          | Dépôt —                                                              |
| OL03  | Desserte : Six-Fours-les-Plages, La Seyne-sur-Mer, Ollioules                                     |                                                                      |                                                                      |                                                                      |                                                                      |                                                                      |                                                                      |                                                                      |                                                                      |
| OL03  | Autre : La ligne fonctionne uniquement du lundi au vendredi en période scolaire.                 |                                                                      |                                                                      |                                                                      |                                                                      |                                                                      |                                                                      |                                                                      |                                                                      |
| OL03  | Dernière actualisation : —                                                                       |                                                                      |                                                                      |                                                                      |                                                                      |                                                                      |                                                                      |                                                                      |                                                                      |

### Le Revest-les-Eaux
| Ligne | Caractéristiques                                                                                 | Caractéristiques                                                          | Caractéristiques                                                          | Caractéristiques                                                          | Caractéristiques                                                          | Caractéristiques                                                          | Caractéristiques                                                          | Caractéristiques                                                          | Caractéristiques                                                          |
| RE01  | École La Salvatte - Revest                                                                       | École La Salvatte - Revest                                                | École La Salvatte - Revest                                                | École La Salvatte - Revest                                                | École La Salvatte - Revest                                                | École La Salvatte - Revest                                                | École La Salvatte - Revest                                                | École La Salvatte - Revest                                                | École La Salvatte - Revest                                                |
| RE01  | Le Revest-les-Eaux — Oratoire ⥋ Le Revest-les-Eaux — École de La Salvatte                        | Le Revest-les-Eaux — Oratoire ⥋ Le Revest-les-Eaux — École de La Salvatte | Le Revest-les-Eaux — Oratoire ⥋ Le Revest-les-Eaux — École de La Salvatte | Le Revest-les-Eaux — Oratoire ⥋ Le Revest-les-Eaux — École de La Salvatte | Le Revest-les-Eaux — Oratoire ⥋ Le Revest-les-Eaux — École de La Salvatte | Le Revest-les-Eaux — Oratoire ⥋ Le Revest-les-Eaux — École de La Salvatte | Le Revest-les-Eaux — Oratoire ⥋ Le Revest-les-Eaux — École de La Salvatte | Le Revest-les-Eaux — Oratoire ⥋ Le Revest-les-Eaux — École de La Salvatte | Le Revest-les-Eaux — Oratoire ⥋ Le Revest-les-Eaux — École de La Salvatte |
| ----- | ------------------------------------------------------------------------------------------------ | ------------------------------------------------------------------------- | ------------------------------------------------------------------------- | ------------------------------------------------------------------------- | ------------------------------------------------------------------------- | ------------------------------------------------------------------------- | ------------------------------------------------------------------------- | ------------------------------------------------------------------------- | ------------------------------------------------------------------------- |
| RE01  | Ouverture / Fermeture — / —                                                                      | Longueur —                                                                | Durée —                                                                   | Nb. d’arrêts 18                                                           | Matériel —                                                                | Jours de fonctionnement L, Ma, J, V                                       | Jour / Soir / Nuit / Fêtes O / N / N / N                                  | Voy. / an —                                                               | Dépôt —                                                                   |
| RE01  | Desserte : Toulon, Le Revest-les-Eaux                                                            |                                                                           |                                                                           |                                                                           |                                                                           |                                                                           |                                                                           |                                                                           |                                                                           |
| RE01  | Autre : La ligne fonctionne uniquement du lundi au vendredi (sauf mercredi) en période scolaire. |                                                                           |                                                                           |                                                                           |                                                                           |                                                                           |                                                                           |                                                                           |                                                                           |
| RE01  | Dernière actualisation : —                                                                       |                                                                           |                                                                           |                                                                           |                                                                           |                                                                           |                                                                           |                                                                           |                                                                           |

### Six-Fours-les-Plages
| Ligne | Caractéristiques | Caractéristiques                                                  | Caractéristiques                                                  | Caractéristiques                                                  | Caractéristiques                                                  | Caractéristiques                                                  | Caractéristiques                                                  | Caractéristiques                                                  | Caractéristiques                                                  |
| SF01  | Jas de Ville (Ollioules) vers LEP Coudoulière no 1 | Jas de Ville (Ollioules) vers LEP Coudoulière no 1                | Jas de Ville (Ollioules) vers LEP Coudoulière no 1                | Jas de Ville (Ollioules) vers LEP Coudoulière no 1                | Jas de Ville (Ollioules) vers LEP Coudoulière no 1                | Jas de Ville (Ollioules) vers LEP Coudoulière no 1                | Jas de Ville (Ollioules) vers LEP Coudoulière no 1                | Jas de Ville (Ollioules) vers LEP Coudoulière no 1                | Jas de Ville (Ollioules) vers LEP Coudoulière no 1                |
| SF01  | Ollioules — JAS de Ville ⥋ Six-Fours-les-Plages — LEP Coudoulière | Ollioules — JAS de Ville ⥋ Six-Fours-les-Plages — LEP Coudoulière | Ollioules — JAS de Ville ⥋ Six-Fours-les-Plages — LEP Coudoulière | Ollioules — JAS de Ville ⥋ Six-Fours-les-Plages — LEP Coudoulière | Ollioules — JAS de Ville ⥋ Six-Fours-les-Plages — LEP Coudoulière | Ollioules — JAS de Ville ⥋ Six-Fours-les-Plages — LEP Coudoulière | Ollioules — JAS de Ville ⥋ Six-Fours-les-Plages — LEP Coudoulière | Ollioules — JAS de Ville ⥋ Six-Fours-les-Plages — LEP Coudoulière | Ollioules — JAS de Ville ⥋ Six-Fours-les-Plages — LEP Coudoulière |
| ----- | --- | ----------------------------------------------------------------- | ----------------------------------------------------------------- | ----------------------------------------------------------------- | ----------------------------------------------------------------- | ----------------------------------------------------------------- | ----------------------------------------------------------------- | ----------------------------------------------------------------- | ----------------------------------------------------------------- |
| SF01  | Ouverture / Fermeture — / — | Longueur —                                                        | Durée —                                                           | Nb. d’arrêts 38                                                   | Matériel —                                                        | Jours de fonctionnement oui                                       | Jour / Soir / Nuit / Fêtes N / N / N / —                          | Voy. / an —                                                       | Dépôt —                                                           |
| SF01  | Desserte : Ollioules, La Seyne-sur-Mer, Six-Fours-les-Plages |                                                                   |                                                                   |                                                                   |                                                                   |                                                                   |                                                                   |                                                                   |                                                                   |
| SF01  | Autre : La ligne fonctionne uniquement du lundi au vendredi en période scolaire. |                                                                   |                                                                   |                                                                   |                                                                   |                                                                   |                                                                   |                                                                   |                                                                   |
| SF01  | Dernière actualisation : — |                                                                   |                                                                   |                                                                   |                                                                   |                                                                   |                                                                   |                                                                   |                                                                   |
| SF02  | Peyre (La Seyne) vers LEP Coudoulière no 3 | Peyre (La Seyne) vers LEP Coudoulière no 3                        | Peyre (La Seyne) vers LEP Coudoulière no 3                        | Peyre (La Seyne) vers LEP Coudoulière no 3                        | Peyre (La Seyne) vers LEP Coudoulière no 3                        | Peyre (La Seyne) vers LEP Coudoulière no 3                        | Peyre (La Seyne) vers LEP Coudoulière no 3                        | Peyre (La Seyne) vers LEP Coudoulière no 3                        | Peyre (La Seyne) vers LEP Coudoulière no 3                        |
| SF02  | La Seyne-sur-Mer — Peyre ⥋ Six-Fours-les-Plages — LEP Coudoulière |                                                                   |                                                                   |                                                                   |                                                                   |                                                                   |                                                                   |                                                                   |                                                                   |
| SF02  | Ouverture / Fermeture — / — | Longueur —                                                        | Durée —                                                           | Nb. d’arrêts 40                                                   | Matériel —                                                        | Jours de fonctionnement L, Ma, Me, J, V                           | Jour / Soir / Nuit / Fêtes O / N / N / N                          | Voy. / an —                                                       | Dépôt —                                                           |
| SF02  | Desserte : La Seyne-sur-Mer, Six-Fours-les-Plages |                                                                   |                                                                   |                                                                   |                                                                   |                                                                   |                                                                   |                                                                   |                                                                   |
| SF02  | Autre : La ligne fonctionne uniquement du lundi au vendredi en période scolaire. |                                                                   |                                                                   |                                                                   |                                                                   |                                                                   |                                                                   |                                                                   |                                                                   |
| SF02  | Dernière actualisation : — |                                                                   |                                                                   |                                                                   |                                                                   |                                                                   |                                                                   |                                                                   |                                                                   |
| SF05  | Gare Routière Toulon - LEP Coudoulière | Gare Routière Toulon - LEP Coudoulière                            | Gare Routière Toulon - LEP Coudoulière                            | Gare Routière Toulon - LEP Coudoulière                            | Gare Routière Toulon - LEP Coudoulière                            | Gare Routière Toulon - LEP Coudoulière                            | Gare Routière Toulon - LEP Coudoulière                            | Gare Routière Toulon - LEP Coudoulière                            | Gare Routière Toulon - LEP Coudoulière                            |
| SF05  | Toulon — Gare routière de Toulon ⥋ Six-Fours-les-Plages — LEP Coudoulière |                                                                   |                                                                   |                                                                   |                                                                   |                                                                   |                                                                   |                                                                   |                                                                   |
| SF05  | Ouverture / Fermeture — / — | Longueur —                                                        | Durée 35 min                                                      | Nb. d’arrêts 2                                                    | Matériel —                                                        | Jours de fonctionnement L, Ma, Me, J, V                           | Jour / Soir / Nuit / Fêtes O / N / N / N                          | Voy. / an —                                                       | Dépôt —                                                           |
| SF05  | Desserte : Toulon, Six-Fours-les-Plages |                                                                   |                                                                   |                                                                   |                                                                   |                                                                   |                                                                   |                                                                   |                                                                   |
| SF05  | Autre : La ligne fonctionne uniquement du lundi au vendredi en période scolaire. La ligne est directe. |                                                                   |                                                                   |                                                                   |                                                                   |                                                                   |                                                                   |                                                                   |                                                                   |
| SF05  | Dernière actualisation : — |                                                                   |                                                                   |                                                                   |                                                                   |                                                                   |                                                                   |                                                                   |                                                                   |
| SF34  | Gare Routière Toulon - LEP Coudoulière | Gare Routière Toulon - LEP Coudoulière                            | Gare Routière Toulon - LEP Coudoulière                            | Gare Routière Toulon - LEP Coudoulière                            | Gare Routière Toulon - LEP Coudoulière                            | Gare Routière Toulon - LEP Coudoulière                            | Gare Routière Toulon - LEP Coudoulière                            | Gare Routière Toulon - LEP Coudoulière                            | Gare Routière Toulon - LEP Coudoulière                            |
| SF34  | Six-Fours-les-Plages — Sauviou ⥋ Six-Fours-les-Plages — Prud’homie / Le Mail |                                                                   |                                                                   |                                                                   |                                                                   |                                                                   |                                                                   |                                                                   |                                                                   |
| SF34  | Ouverture / Fermeture 30 août 2020 / — | Longueur —                                                        | Durée —                                                           | Nb. d’arrêts 30                                                   | Matériel —                                                        | Jours de fonctionnement L, Ma, Me, J, V                           | Jour / Soir / Nuit / Fêtes O / N / N / N                          | Voy. / an —                                                       | Dépôt —                                                           |
| SF34  | Desserte : Six-Fours-les-Plages |                                                                   |                                                                   |                                                                   |                                                                   |                                                                   |                                                                   |                                                                   |                                                                   |
| SF34  | Autre : La ligne est composée de deux branches, une du collège font de Fillol à Sauvion et une du collège vont de Fillol à Prud'homie / Le Mail. La ligne fonctionne uniquement du lundi au vendredi en période scolaire. Elle est le résultat de la fusion des lignes SF03 et SF04. |                                                                   |                                                                   |                                                                   |                                                                   |                                                                   |                                                                   |                                                                   |                                                                   |
| SF34  | Dernière actualisation : — |                                                                   |                                                                   |                                                                   |                                                                   |                                                                   |                                                                   |                                                                   |                                                                   |

### Toulon
| Ligne | Caractéristiques                                                                 | Caractéristiques                                                       | Caractéristiques                                                       | Caractéristiques                                                       | Caractéristiques                                                       | Caractéristiques                                                       | Caractéristiques                                                       | Caractéristiques                                                       | Caractéristiques                                                       |
| TL1B  | Bon Rencontre vers Saint Paul (Bon Accueil) Circuit Bleu                         | Bon Rencontre vers Saint Paul (Bon Accueil) Circuit Bleu               | Bon Rencontre vers Saint Paul (Bon Accueil) Circuit Bleu               | Bon Rencontre vers Saint Paul (Bon Accueil) Circuit Bleu               | Bon Rencontre vers Saint Paul (Bon Accueil) Circuit Bleu               | Bon Rencontre vers Saint Paul (Bon Accueil) Circuit Bleu               | Bon Rencontre vers Saint Paul (Bon Accueil) Circuit Bleu               | Bon Rencontre vers Saint Paul (Bon Accueil) Circuit Bleu               | Bon Rencontre vers Saint Paul (Bon Accueil) Circuit Bleu               |
| TL1B  | Toulon — Bon Rencontre ⥋ Toulon — Bon Accueil                                    | Toulon — Bon Rencontre ⥋ Toulon — Bon Accueil                          | Toulon — Bon Rencontre ⥋ Toulon — Bon Accueil                          | Toulon — Bon Rencontre ⥋ Toulon — Bon Accueil                          | Toulon — Bon Rencontre ⥋ Toulon — Bon Accueil                          | Toulon — Bon Rencontre ⥋ Toulon — Bon Accueil                          | Toulon — Bon Rencontre ⥋ Toulon — Bon Accueil                          | Toulon — Bon Rencontre ⥋ Toulon — Bon Accueil                          | Toulon — Bon Rencontre ⥋ Toulon — Bon Accueil                          |
| ----- | -------------------------------------------------------------------------------- | ---------------------------------------------------------------------- | ---------------------------------------------------------------------- | ---------------------------------------------------------------------- | ---------------------------------------------------------------------- | ---------------------------------------------------------------------- | ---------------------------------------------------------------------- | ---------------------------------------------------------------------- | ---------------------------------------------------------------------- |
| TL1B  | Ouverture / Fermeture — / —                                                      | Longueur —                                                             | Durée 30 min                                                           | Nb. d’arrêts 22                                                        | Matériel —                                                             | Jours de fonctionnement L, Ma, Me, J, V                                | Jour / Soir / Nuit / Fêtes O / N / N / N                               | Voy. / an —                                                            | Dépôt —                                                                |
| TL1B  | Desserte : Toulon                                                                |                                                                        |                                                                        |                                                                        |                                                                        |                                                                        |                                                                        |                                                                        |                                                                        |
| TL1B  | Autre : La ligne fonctionne uniquement du lundi au vendredi en période scolaire. |                                                                        |                                                                        |                                                                        |                                                                        |                                                                        |                                                                        |                                                                        |                                                                        |
| TL1B  | Dernière actualisation : —                                                       |                                                                        |                                                                        |                                                                        |                                                                        |                                                                        |                                                                        |                                                                        |                                                                        |
| TL1F  | Bon Rencontre vers Saint-Paul (Fénelon) Circuit Bleu                             | Bon Rencontre vers Saint-Paul (Fénelon) Circuit Bleu                   | Bon Rencontre vers Saint-Paul (Fénelon) Circuit Bleu                   | Bon Rencontre vers Saint-Paul (Fénelon) Circuit Bleu                   | Bon Rencontre vers Saint-Paul (Fénelon) Circuit Bleu                   | Bon Rencontre vers Saint-Paul (Fénelon) Circuit Bleu                   | Bon Rencontre vers Saint-Paul (Fénelon) Circuit Bleu                   | Bon Rencontre vers Saint-Paul (Fénelon) Circuit Bleu                   | Bon Rencontre vers Saint-Paul (Fénelon) Circuit Bleu                   |
| TL1F  | Toulon — Bon Rencontre ⥋ Toulon — Fénelon                                        |                                                                        |                                                                        |                                                                        |                                                                        |                                                                        |                                                                        |                                                                        |                                                                        |
| TL1F  | Ouverture / Fermeture — / —                                                      | Longueur —                                                             | Durée 30 min                                                           | Nb. d’arrêts 22                                                        | Matériel —                                                             | Jours de fonctionnement L, Ma, Me, J, V                                | Jour / Soir / Nuit / Fêtes O / N / N / N                               | Voy. / an —                                                            | Dépôt —                                                                |
| TL1F  | Desserte : Toulon                                                                |                                                                        |                                                                        |                                                                        |                                                                        |                                                                        |                                                                        |                                                                        |                                                                        |
| TL1F  | Autre : La ligne fonctionne uniquement du lundi au vendredi en période scolaire. |                                                                        |                                                                        |                                                                        |                                                                        |                                                                        |                                                                        |                                                                        |                                                                        |
| TL1F  | Dernière actualisation : —                                                       |                                                                        |                                                                        |                                                                        |                                                                        |                                                                        |                                                                        |                                                                        |                                                                        |
| TL2B  | De Gaulle - St Jean du Var vers Saint-Paul (Bon Accueil) Circuit Rouge           | De Gaulle - St Jean du Var vers Saint-Paul (Bon Accueil) Circuit Rouge | De Gaulle - St Jean du Var vers Saint-Paul (Bon Accueil) Circuit Rouge | De Gaulle - St Jean du Var vers Saint-Paul (Bon Accueil) Circuit Rouge | De Gaulle - St Jean du Var vers Saint-Paul (Bon Accueil) Circuit Rouge | De Gaulle - St Jean du Var vers Saint-Paul (Bon Accueil) Circuit Rouge | De Gaulle - St Jean du Var vers Saint-Paul (Bon Accueil) Circuit Rouge | De Gaulle - St Jean du Var vers Saint-Paul (Bon Accueil) Circuit Rouge | De Gaulle - St Jean du Var vers Saint-Paul (Bon Accueil) Circuit Rouge |
| TL2B  | La Valette-du-Var — De Gaulle ⥋ Toulon — Bon Accueil                             |                                                                        |                                                                        |                                                                        |                                                                        |                                                                        |                                                                        |                                                                        |                                                                        |
| TL2B  | Ouverture / Fermeture — / —                                                      | Longueur —                                                             | Durée 40 / 50 min                                                      | Nb. d’arrêts 31                                                        | Matériel —                                                             | Jours de fonctionnement L, Ma, Me, J, V                                | Jour / Soir / Nuit / Fêtes O / N / N / N                               | Voy. / an —                                                            | Dépôt —                                                                |
| TL2B  | Desserte : Toulon, La Valette-du-Var                                             |                                                                        |                                                                        |                                                                        |                                                                        |                                                                        |                                                                        |                                                                        |                                                                        |
| TL2B  | Autre : La ligne fonctionne uniquement du lundi au vendredi en période scolaire. |                                                                        |                                                                        |                                                                        |                                                                        |                                                                        |                                                                        |                                                                        |                                                                        |
| TL2B  | Dernière actualisation : —                                                       |                                                                        |                                                                        |                                                                        |                                                                        |                                                                        |                                                                        |                                                                        |                                                                        |
| TL2F  | De Gaulle - St Jean du Var vers Saint Paul (Fénelon) Circuit Rouge               | De Gaulle - St Jean du Var vers Saint Paul (Fénelon) Circuit Rouge     | De Gaulle - St Jean du Var vers Saint Paul (Fénelon) Circuit Rouge     | De Gaulle - St Jean du Var vers Saint Paul (Fénelon) Circuit Rouge     | De Gaulle - St Jean du Var vers Saint Paul (Fénelon) Circuit Rouge     | De Gaulle - St Jean du Var vers Saint Paul (Fénelon) Circuit Rouge     | De Gaulle - St Jean du Var vers Saint Paul (Fénelon) Circuit Rouge     | De Gaulle - St Jean du Var vers Saint Paul (Fénelon) Circuit Rouge     | De Gaulle - St Jean du Var vers Saint Paul (Fénelon) Circuit Rouge     |
| TL2F  | La Valette-du-Var — De Gaulle ⥋ Toulon — Fénelon                                 |                                                                        |                                                                        |                                                                        |                                                                        |                                                                        |                                                                        |                                                                        |                                                                        |
| TL2F  | Ouverture / Fermeture — / —                                                      | Longueur —                                                             | Durée 45 / 50 min                                                      | Nb. d’arrêts 30                                                        | Matériel —                                                             | Jours de fonctionnement L, Ma, Me, J, V                                | Jour / Soir / Nuit / Fêtes O / N / N / N                               | Voy. / an —                                                            | Dépôt —                                                                |
| TL2F  | Desserte : Toulon, La Valette-du-Var                                             |                                                                        |                                                                        |                                                                        |                                                                        |                                                                        |                                                                        |                                                                        |                                                                        |
| TL2F  | Autre : La ligne fonctionne uniquement du lundi au vendredi en période scolaire. |                                                                        |                                                                        |                                                                        |                                                                        |                                                                        |                                                                        |                                                                        |                                                                        |
| TL2F  | Dernière actualisation : —                                                       |                                                                        |                                                                        |                                                                        |                                                                        |                                                                        |                                                                        |                                                                        |                                                                        |
| TL3B  | De Gaulle - Pont de Suve vers Saint Paul (Bon Accueil) Circuit Vert              | De Gaulle - Pont de Suve vers Saint Paul (Bon Accueil) Circuit Vert    | De Gaulle - Pont de Suve vers Saint Paul (Bon Accueil) Circuit Vert    | De Gaulle - Pont de Suve vers Saint Paul (Bon Accueil) Circuit Vert    | De Gaulle - Pont de Suve vers Saint Paul (Bon Accueil) Circuit Vert    | De Gaulle - Pont de Suve vers Saint Paul (Bon Accueil) Circuit Vert    | De Gaulle - Pont de Suve vers Saint Paul (Bon Accueil) Circuit Vert    | De Gaulle - Pont de Suve vers Saint Paul (Bon Accueil) Circuit Vert    | De Gaulle - Pont de Suve vers Saint Paul (Bon Accueil) Circuit Vert    |
| TL3B  | La Valette-du-Var — Brossolette ⥋ Toulon — Bon Accueil                           |                                                                        |                                                                        |                                                                        |                                                                        |                                                                        |                                                                        |                                                                        |                                                                        |
| TL3B  | Ouverture / Fermeture — / —                                                      | Longueur —                                                             | Durée 30 / 50 min                                                      | Nb. d’arrêts 33                                                        | Matériel —                                                             | Jours de fonctionnement L, Ma, Me, J, V                                | Jour / Soir / Nuit / Fêtes O / N / N / N                               | Voy. / an —                                                            | Dépôt —                                                                |
| TL3B  | Desserte : Toulon, La Garde (Var), La Valette-du-Var                             |                                                                        |                                                                        |                                                                        |                                                                        |                                                                        |                                                                        |                                                                        |                                                                        |
| TL3B  | Autre : La ligne fonctionne uniquement du lundi au vendredi en période scolaire. |                                                                        |                                                                        |                                                                        |                                                                        |                                                                        |                                                                        |                                                                        |                                                                        |
| TL3B  | Dernière actualisation : —                                                       |                                                                        |                                                                        |                                                                        |                                                                        |                                                                        |                                                                        |                                                                        |                                                                        |
| TL3F  | De Gaulle - Pont de Suve vers Saint Paul (Fénelon) Circuit Vert                  | De Gaulle - Pont de Suve vers Saint Paul (Fénelon) Circuit Vert        | De Gaulle - Pont de Suve vers Saint Paul (Fénelon) Circuit Vert        | De Gaulle - Pont de Suve vers Saint Paul (Fénelon) Circuit Vert        | De Gaulle - Pont de Suve vers Saint Paul (Fénelon) Circuit Vert        | De Gaulle - Pont de Suve vers Saint Paul (Fénelon) Circuit Vert        | De Gaulle - Pont de Suve vers Saint Paul (Fénelon) Circuit Vert        | De Gaulle - Pont de Suve vers Saint Paul (Fénelon) Circuit Vert        | De Gaulle - Pont de Suve vers Saint Paul (Fénelon) Circuit Vert        |
| TL3F  | La Valette-du-Var — Brossolette ⥋ Toulon — Fénelon                               |                                                                        |                                                                        |                                                                        |                                                                        |                                                                        |                                                                        |                                                                        |                                                                        |
| TL3F  | Ouverture / Fermeture — / —                                                      | Longueur —                                                             | Durée 45 min                                                           | Nb. d’arrêts 30                                                        | Matériel —                                                             | Jours de fonctionnement L, Ma, Me, J, V                                | Jour / Soir / Nuit / Fêtes O / N / N / N                               | Voy. / an —                                                            | Dépôt —                                                                |
| TL3F  | Desserte : Toulon, La Garde (Var), La Valette-du-Var                             |                                                                        |                                                                        |                                                                        |                                                                        |                                                                        |                                                                        |                                                                        |                                                                        |
| TL3F  | Autre : La ligne fonctionne uniquement du lundi au vendredi en période scolaire. |                                                                        |                                                                        |                                                                        |                                                                        |                                                                        |                                                                        |                                                                        |                                                                        |
| TL3F  | Dernière actualisation : —                                                       |                                                                        |                                                                        |                                                                        |                                                                        |                                                                        |                                                                        |                                                                        |                                                                        |
| TL4B  | Jardin Veyret - La Palasse vers Saint Paul (Bon Accueil) Circuit Jaune           | Jardin Veyret - La Palasse vers Saint Paul (Bon Accueil) Circuit Jaune | Jardin Veyret - La Palasse vers Saint Paul (Bon Accueil) Circuit Jaune | Jardin Veyret - La Palasse vers Saint Paul (Bon Accueil) Circuit Jaune | Jardin Veyret - La Palasse vers Saint Paul (Bon Accueil) Circuit Jaune | Jardin Veyret - La Palasse vers Saint Paul (Bon Accueil) Circuit Jaune | Jardin Veyret - La Palasse vers Saint Paul (Bon Accueil) Circuit Jaune | Jardin Veyret - La Palasse vers Saint Paul (Bon Accueil) Circuit Jaune | Jardin Veyret - La Palasse vers Saint Paul (Bon Accueil) Circuit Jaune |
| TL4B  | La Garde (Var) — Jardin Veyret ⥋ Toulon — Bon Accueil                            |                                                                        |                                                                        |                                                                        |                                                                        |                                                                        |                                                                        |                                                                        |                                                                        |
| TL4B  | Ouverture / Fermeture — / —                                                      | Longueur —                                                             | Durée 40 min                                                           | Nb. d’arrêts 22                                                        | Matériel —                                                             | Jours de fonctionnement L, Ma, Me, J, V                                | Jour / Soir / Nuit / Fêtes O / N / N / N                               | Voy. / an —                                                            | Dépôt —                                                                |
| TL4B  | Desserte : Toulon, La Garde (Var)                                                |                                                                        |                                                                        |                                                                        |                                                                        |                                                                        |                                                                        |                                                                        |                                                                        |
| TL4B  | Autre : La ligne fonctionne uniquement du lundi au vendredi en période scolaire. |                                                                        |                                                                        |                                                                        |                                                                        |                                                                        |                                                                        |                                                                        |                                                                        |
| TL4B  | Dernière actualisation : —                                                       |                                                                        |                                                                        |                                                                        |                                                                        |                                                                        |                                                                        |                                                                        |                                                                        |
| TL4F  | Jardin Veyret - La Palasse vers Saint Paul (Fénelon) Circuit jaune               | Jardin Veyret - La Palasse vers Saint Paul (Fénelon) Circuit jaune     | Jardin Veyret - La Palasse vers Saint Paul (Fénelon) Circuit jaune     | Jardin Veyret - La Palasse vers Saint Paul (Fénelon) Circuit jaune     | Jardin Veyret - La Palasse vers Saint Paul (Fénelon) Circuit jaune     | Jardin Veyret - La Palasse vers Saint Paul (Fénelon) Circuit jaune     | Jardin Veyret - La Palasse vers Saint Paul (Fénelon) Circuit jaune     | Jardin Veyret - La Palasse vers Saint Paul (Fénelon) Circuit jaune     | Jardin Veyret - La Palasse vers Saint Paul (Fénelon) Circuit jaune     |
| TL4F  | La Garde (Var) — Jardin Veyret ⥋ Toulon — Fénelon                                |                                                                        |                                                                        |                                                                        |                                                                        |                                                                        |                                                                        |                                                                        |                                                                        |
| TL4F  | Ouverture / Fermeture — / —                                                      | Longueur —                                                             | Durée 40 / 45 min                                                      | Nb. d’arrêts 22                                                        | Matériel —                                                             | Jours de fonctionnement L, Ma, Me, J, V                                | Jour / Soir / Nuit / Fêtes O / N / N / N                               | Voy. / an —                                                            | Dépôt —                                                                |
| TL4F  | Desserte : Toulon, La Garde (Var)                                                |                                                                        |                                                                        |                                                                        |                                                                        |                                                                        |                                                                        |                                                                        |                                                                        |
| TL4F  | Autre : La ligne fonctionne uniquement du lundi au vendredi en période scolaire. |                                                                        |                                                                        |                                                                        |                                                                        |                                                                        |                                                                        |                                                                        |                                                                        |
| TL4F  | Dernière actualisation : —                                                       |                                                                        |                                                                        |                                                                        |                                                                        |                                                                        |                                                                        |                                                                        |                                                                        |
| TL08  | Ripelle vers Notre Dame des Missions 1                                           | Ripelle vers Notre Dame des Missions 1                                 | Ripelle vers Notre Dame des Missions 1                                 | Ripelle vers Notre Dame des Missions 1                                 | Ripelle vers Notre Dame des Missions 1                                 | Ripelle vers Notre Dame des Missions 1                                 | Ripelle vers Notre Dame des Missions 1                                 | Ripelle vers Notre Dame des Missions 1                                 | Ripelle vers Notre Dame des Missions 1                                 |
| TL08  | Toulon — Ripelle ⥋ Toulon — ND des Missions                                      |                                                                        |                                                                        |                                                                        |                                                                        |                                                                        |                                                                        |                                                                        |                                                                        |
| TL08  | Ouverture / Fermeture — / —                                                      | Longueur —                                                             | Durée —                                                                | Nb. d’arrêts 22                                                        | Matériel —                                                             | Jours de fonctionnement L, Ma, Me, J, V                                | Jour / Soir / Nuit / Fêtes O / N / N / N                               | Voy. / an —                                                            | Dépôt —                                                                |
| TL08  | Desserte : Toulon, Le Revest-les-Eaux                                            |                                                                        |                                                                        |                                                                        |                                                                        |                                                                        |                                                                        |                                                                        |                                                                        |
| TL08  | Autre : La ligne fonctionne uniquement du lundi au vendredi en période scolaire. |                                                                        |                                                                        |                                                                        |                                                                        |                                                                        |                                                                        |                                                                        |                                                                        |
| TL08  | Dernière actualisation : —                                                       |                                                                        |                                                                        |                                                                        |                                                                        |                                                                        |                                                                        |                                                                        |                                                                        |
| TL09  | Favières (La Valette) vers Notre Dame des Missions 2                             | Favières (La Valette) vers Notre Dame des Missions 2                   | Favières (La Valette) vers Notre Dame des Missions 2                   | Favières (La Valette) vers Notre Dame des Missions 2                   | Favières (La Valette) vers Notre Dame des Missions 2                   | Favières (La Valette) vers Notre Dame des Missions 2                   | Favières (La Valette) vers Notre Dame des Missions 2                   | Favières (La Valette) vers Notre Dame des Missions 2                   | Favières (La Valette) vers Notre Dame des Missions 2                   |
| TL09  | Toulon — Favières ⥋ Toulon — ND des Missions                                     |                                                                        |                                                                        |                                                                        |                                                                        |                                                                        |                                                                        |                                                                        |                                                                        |
| TL09  | Ouverture / Fermeture — / —                                                      | Longueur —                                                             | Durée —                                                                | Nb. d’arrêts 29                                                        | Matériel —                                                             | Jours de fonctionnement L, Ma, Me, J, V                                | Jour / Soir / Nuit / Fêtes O / N / N / N                               | Voy. / an —                                                            | Dépôt —                                                                |
| TL09  | Desserte : Toulon, La Valette-du-Var                                             |                                                                        |                                                                        |                                                                        |                                                                        |                                                                        |                                                                        |                                                                        |                                                                        |
| TL09  | Autre : La ligne fonctionne uniquement du lundi au vendredi en période scolaire. |                                                                        |                                                                        |                                                                        |                                                                        |                                                                        |                                                                        |                                                                        |                                                                        |
| TL09  | Dernière actualisation : —                                                       |                                                                        |                                                                        |                                                                        |                                                                        |                                                                        |                                                                        |                                                                        |                                                                        |
| TL10  | Ripelle vers Collèges Pins d'Alep et Marquisanne                                 | Ripelle vers Collèges Pins d'Alep et Marquisanne                       | Ripelle vers Collèges Pins d'Alep et Marquisanne                       | Ripelle vers Collèges Pins d'Alep et Marquisanne                       | Ripelle vers Collèges Pins d'Alep et Marquisanne                       | Ripelle vers Collèges Pins d'Alep et Marquisanne                       | Ripelle vers Collèges Pins d'Alep et Marquisanne                       | Ripelle vers Collèges Pins d'Alep et Marquisanne                       | Ripelle vers Collèges Pins d'Alep et Marquisanne                       |
| TL10  | Toulon — Ripelle ⥋ Toulon — Pins d'Alep / Toulon — Pont Escaillon                |                                                                        |                                                                        |                                                                        |                                                                        |                                                                        |                                                                        |                                                                        |                                                                        |
| TL10  | Ouverture / Fermeture — / —                                                      | Longueur —                                                             | Durée —                                                                | Nb. d’arrêts 39                                                        | Matériel —                                                             | Jours de fonctionnement L, Ma, Me, J, V                                | Jour / Soir / Nuit / Fêtes O / N / N / N                               | Voy. / an —                                                            | Dépôt —                                                                |
| TL10  | Desserte : Toulon, Le Revest-les-Eaux, Ollioules                                 |                                                                        |                                                                        |                                                                        |                                                                        |                                                                        |                                                                        |                                                                        |                                                                        |
| TL10  | Autre : La ligne fonctionne uniquement du lundi au vendredi en période scolaire. |                                                                        |                                                                        |                                                                        |                                                                        |                                                                        |                                                                        |                                                                        |                                                                        |
| TL10  | Dernière actualisation : —                                                       |                                                                        |                                                                        |                                                                        |                                                                        |                                                                        |                                                                        |                                                                        |                                                                        |
| TL11  | Hyères Centre (Joffre) vers Lycée Rouvière Toulon                                | Hyères Centre (Joffre) vers Lycée Rouvière Toulon                      | Hyères Centre (Joffre) vers Lycée Rouvière Toulon                      | Hyères Centre (Joffre) vers Lycée Rouvière Toulon                      | Hyères Centre (Joffre) vers Lycée Rouvière Toulon                      | Hyères Centre (Joffre) vers Lycée Rouvière Toulon                      | Hyères Centre (Joffre) vers Lycée Rouvière Toulon                      | Hyères Centre (Joffre) vers Lycée Rouvière Toulon                      | Hyères Centre (Joffre) vers Lycée Rouvière Toulon                      |
| TL11  | Toulon — Hyères Centre (Joffre) ⥋ Toulon — Lycée Rouvière                        |                                                                        |                                                                        |                                                                        |                                                                        |                                                                        |                                                                        |                                                                        |                                                                        |
| TL11  | Ouverture / Fermeture — / —                                                      | Longueur —                                                             | Durée —                                                                | Nb. d’arrêts 50                                                        | Matériel —                                                             | Jours de fonctionnement L, Ma, Me, J, V                                | Jour / Soir / Nuit / Fêtes O / N / N / N                               | Voy. / an —                                                            | Dépôt —                                                                |
| TL11  | Desserte : Toulon, La Valette-du-Var, La Garde (Var), La Crau, Hyères            |                                                                        |                                                                        |                                                                        |                                                                        |                                                                        |                                                                        |                                                                        |                                                                        |
| TL11  | Autre : La ligne fonctionne uniquement du lundi au vendredi en période scolaire. |                                                                        |                                                                        |                                                                        |                                                                        |                                                                        |                                                                        |                                                                        |                                                                        |
| TL11  | Dernière actualisation : —                                                       |                                                                        |                                                                        |                                                                        |                                                                        |                                                                        |                                                                        |                                                                        |                                                                        |

### La Valette-du-Var
| Ligne | Caractéristiques                                                                                 | Caractéristiques                                                      | Caractéristiques                                                      | Caractéristiques                                                      | Caractéristiques                                                      | Caractéristiques                                                      | Caractéristiques                                                      | Caractéristiques                                                      | Caractéristiques                                                      |
| VA01  | De Gaulle vers Écoles La Valette (Circuit 1)                                                     | De Gaulle vers Écoles La Valette (Circuit 1)                          | De Gaulle vers Écoles La Valette (Circuit 1)                          | De Gaulle vers Écoles La Valette (Circuit 1)                          | De Gaulle vers Écoles La Valette (Circuit 1)                          | De Gaulle vers Écoles La Valette (Circuit 1)                          | De Gaulle vers Écoles La Valette (Circuit 1)                          | De Gaulle vers Écoles La Valette (Circuit 1)                          | De Gaulle vers Écoles La Valette (Circuit 1)                          |
| VA01  | La Valette-du-Var — De Gaulle ⥋ La Valette-du-Var — Cimetière Tourris                            | La Valette-du-Var — De Gaulle ⥋ La Valette-du-Var — Cimetière Tourris | La Valette-du-Var — De Gaulle ⥋ La Valette-du-Var — Cimetière Tourris | La Valette-du-Var — De Gaulle ⥋ La Valette-du-Var — Cimetière Tourris | La Valette-du-Var — De Gaulle ⥋ La Valette-du-Var — Cimetière Tourris | La Valette-du-Var — De Gaulle ⥋ La Valette-du-Var — Cimetière Tourris | La Valette-du-Var — De Gaulle ⥋ La Valette-du-Var — Cimetière Tourris | La Valette-du-Var — De Gaulle ⥋ La Valette-du-Var — Cimetière Tourris | La Valette-du-Var — De Gaulle ⥋ La Valette-du-Var — Cimetière Tourris |
| ----- | ------------------------------------------------------------------------------------------------ | --------------------------------------------------------------------- | --------------------------------------------------------------------- | --------------------------------------------------------------------- | --------------------------------------------------------------------- | --------------------------------------------------------------------- | --------------------------------------------------------------------- | --------------------------------------------------------------------- | --------------------------------------------------------------------- |
| VA01  | Ouverture / Fermeture — / —                                                                      | Longueur —                                                            | Durée 20 / 25 min                                                     | Nb. d’arrêts 16                                                       | Matériel —                                                            | Jours de fonctionnement L, Ma, J, V                                   | Jour / Soir / Nuit / Fêtes O / N / N / N                              | Voy. / an —                                                           | Dépôt —                                                               |
| VA01  | Desserte : Toulon, La Valette-du-Var                                                             |                                                                       |                                                                       |                                                                       |                                                                       |                                                                       |                                                                       |                                                                       |                                                                       |
| VA01  | Autre : La ligne fonctionne uniquement du lundi au vendredi (sauf mercredi) en période scolaire. |                                                                       |                                                                       |                                                                       |                                                                       |                                                                       |                                                                       |                                                                       |                                                                       |
| VA01  | Dernière actualisation : —                                                                       |                                                                       |                                                                       |                                                                       |                                                                       |                                                                       |                                                                       |                                                                       |                                                                       |
| VA02  | De Gaulle vers Écoles La Valette (Circuit 2)                                                     | De Gaulle vers Écoles La Valette (Circuit 2)                          | De Gaulle vers Écoles La Valette (Circuit 2)                          | De Gaulle vers Écoles La Valette (Circuit 2)                          | De Gaulle vers Écoles La Valette (Circuit 2)                          | De Gaulle vers Écoles La Valette (Circuit 2)                          | De Gaulle vers Écoles La Valette (Circuit 2)                          | De Gaulle vers Écoles La Valette (Circuit 2)                          | De Gaulle vers Écoles La Valette (Circuit 2)                          |
| VA02  | La Valette-du-Var — De Gaulle ⥋ La Valette-du-Var — De Gaulle                                    |                                                                       |                                                                       |                                                                       |                                                                       |                                                                       |                                                                       |                                                                       |                                                                       |
| VA02  | Ouverture / Fermeture — / —                                                                      | Longueur —                                                            | Durée 30 / 45 min                                                     | Nb. d’arrêts 21                                                       | Matériel —                                                            | Jours de fonctionnement L, Ma, J, V                                   | Jour / Soir / Nuit / Fêtes O / N / N / N                              | Voy. / an —                                                           | Dépôt —                                                               |
| VA02  | Desserte : La Valette-du-Var                                                                     |                                                                       |                                                                       |                                                                       |                                                                       |                                                                       |                                                                       |                                                                       |                                                                       |
| VA02  | Autre : La ligne fonctionne uniquement du lundi au vendredi (sauf mercredi) en période scolaire. |                                                                       |                                                                       |                                                                       |                                                                       |                                                                       |                                                                       |                                                                       |                                                                       |
| VA02  | Dernière actualisation : —                                                                       |                                                                       |                                                                       |                                                                       |                                                                       |                                                                       |                                                                       |                                                                       |                                                                       |
| VA03  | De Gaulle (La Valette) vers Collège Bosco (La Garde)                                             | De Gaulle (La Valette) vers Collège Bosco (La Garde)                  | De Gaulle (La Valette) vers Collège Bosco (La Garde)                  | De Gaulle (La Valette) vers Collège Bosco (La Garde)                  | De Gaulle (La Valette) vers Collège Bosco (La Garde)                  | De Gaulle (La Valette) vers Collège Bosco (La Garde)                  | De Gaulle (La Valette) vers Collège Bosco (La Garde)                  | De Gaulle (La Valette) vers Collège Bosco (La Garde)                  | De Gaulle (La Valette) vers Collège Bosco (La Garde)                  |
| VA03  | La Valette-du-Var — De Gaulle ⥋ La Valette-du-Var — Collège Bosco                                |                                                                       |                                                                       |                                                                       |                                                                       |                                                                       |                                                                       |                                                                       |                                                                       |
| VA03  | Ouverture / Fermeture — / —                                                                      | Longueur —                                                            | Durée 35 min                                                          | Nb. d’arrêts 20                                                       | Matériel —                                                            | Jours de fonctionnement L, Ma, Me, J, V                               | Jour / Soir / Nuit / Fêtes O / N / N / N                              | Voy. / an —                                                           | Dépôt —                                                               |
| VA03  | Desserte : La Valette-du-Var                                                                     |                                                                       |                                                                       |                                                                       |                                                                       |                                                                       |                                                                       |                                                                       |                                                                       |
| VA03  | Autre : La ligne fonctionne uniquement du lundi au vendredi en période scolaire.                 |                                                                       |                                                                       |                                                                       |                                                                       |                                                                       |                                                                       |                                                                       |                                                                       |
| VA03  | Dernière actualisation : —                                                                       |                                                                       |                                                                       |                                                                       |                                                                       |                                                                       |                                                                       |                                                                       |                                                                       |

## Anciennes lignes
- Les lignes 85A/B et 86 ont fusionné en 2020 pour donner l'Appel Bus AB88
- Les lignes 64 et 69 ont fusionné en 2021 pour donner l'Appel Bus AB61 sur le secteur Rittore/Borrels
- La ligne 71 a fusionné avec la ligne 83, en 2023, pour donner la nouvelle ligne 83 entre la Gare d'Ollioules-Sanary et les Sablettes passant par Tamaris, Seyne-Centre, Curie, Z.A. Les Playes, et Bonnegrâce
- La ligne 122 est devenue l'Appel Bus AB122, en 2023, sur le secteur Ollioules-Centre, Ste-Barbe, Malartic, Portes d'Ollioules et de Toulon, Beaucaire, Cordeille et Châteauvallon
- Les lignes 5 et 7 ont fusionné, en 2015, pour donner la ligne de bus dite essentielle 6 entre la Ripelle et Terre Promise ainsi qu'entre le Revest-les-Eaux et Blache
- La ligne 14

## Rentrée de Septembre 2021
À la rentrée de septembre 2021, des changements ont eu lieu :

### Hyères
Les lignes 64 et 69 deviennent l'Appel Bus 61 (AB61)

## Rentrée de Septembre 2022
Lors de la rentrée de septembre 2022, n'a pas été marqué par des grands changements. La fréquence de la BN1 est améliorée, la desserte à certains horaires est uniquement en midibus sur la ligne 111.

## Rentrée de Septembre 2023
À la rentrée de septembre 2023, de nombreux changements sont intervenus :

### La Seyne-sur-Mer / Six-Fours-les-Plages
- La ligne 87 fait trajet unique entre Seyne Centre et Le Brusc, remplacés aux Sablettes par la ligne 84[26]
- La ligne 84 va plus loin et fait maintenant terminus aux Sablettes, à la place de la ligne 87[26]
- La ligne 70 fait partie des lignes avec un bus toutes les 20 minutes, elle récupère les bus prêtés à la ligne 71
- La ligne 71 et la ligne 83 ont fusionné pour créer la nouvelle ligne 83, elle dessert toujours les Sablettes, Tamaris, La Seyne, Curie, Lery et, désormais, le trajet de la 71, puis Plage Bonnegrâce (restauré) et la gare SNCF d'Ollioules - Sanary (sous le pont), avec donc une correspondance avec les trains régionaux TER Zou ! (desservant Marseille, Hyères, Les Arcs, en TER intercité Cannes, Nice) et la ligne 120[26].

### Centre-ville de Toulon
La ligne 15 ne passe plus par Barnier, mais par deux nouveaux arrêts, Les Lices et Zénith (desservi dès octobre 2023, Zénith existait déjà jusqu'en 2014, par la même ligne 15).

### Hyères
- La ligne 63 et la ligne 66 se sont fusionnés pour créer la nouvelle ligne 63, elle reprend les deux itinéraires, de la 63 et la 66[26], la nouvelle ligne 63 ne passe plus à Hyères-Centre (Denis)[26], dessert à chaque fois, Capricorne, puis la ligne se dirige vers Moulin Premier, passe devant le dépôt de SNT Suma et fait terminus à Moulin Premier[26].
- Le terminus « Hyères-Centre (Denis) », anciennement desservi par les lignes 63 et 66, et encore plus anciennement par les lignes 64 et 69, se retrouve avec trois abribus seulement pour l'AB61 (fusion des lignes 64 et 69)[26].

## Modification et ajouts de l'année 2024

### Mai 2024

#### Hyères-Les-Palmiers
La ligne 65 (dite E65) est prolongé à Plage Almanare et ne va plus à Espace 3000 en Nocturne

### Juillet 2024

#### Le Pradet
L'AB91 rentrera en service dans le sud du Pradet, avec 6 nouveaux arrets dont son point d'attente (Mangot) et son arret en correspondance avec les lignes 23, 23 Scolaire, 39, 39 Scolaire et 92 "Gabriel Péri"

#### La Seyne-sur-Mer / Six-Fours-Les-Plages
La ligne 38M reliera pour la 4e fois de son histoire (beaucoup de tests avaient eu lieu entre 2003 et 2012), la Seyne aux Sablettes.
La ligne 72 sera prolongé à la Gare d'Ollioules/Sanary (Terminus de la ligne 83).

#### Hyères-Les-Palmiers / Giens
La ligne E67 circulera entre P+R Arromanches 2 et Tour Fondue (Embarcadère Porquerolles) sans passer par le Port La Gavine et le centre historique de Giens, avec la 67, entre 11h et 18h, un bus toutes les 10 minutes sera proposé (67 + E67).
La ligne 68 passe d'un bus toutes les heures, à un bus toutes les 45 minutes

### Septembre 2024
L'annonce a été faite le 28 juin 2024,

#### Hyères-les-Palmiers
La ligne 16 reliera Moulin Premier aux Maurels, elle soutiendra la 17 et reprendra son itinéraire à l'ouest, la ligne 17 ne dessert plus donc les Maurels, et remplace la 29 aux Collines Mimosas, la ligne 29 remplacera la 17 entre Espace 3000 et Vélodrome, avec la desserte d'un nouvel arrêt "La Viltette", desservi également par les lignes 16 et 39.
La ligne 16 aura une fréquence d'un bus toutes les 15 minutes, première ligne avec une fréquence à - de 15 minutes sur Hyères

#### Le Pradet
L'Appel Bus AB91 sera ouvert toute l'année, et la ligne 91 devient une ligne à vocation scolaire

#### University Line
La ligne U a désormais une fréquence d'un bus toutes les 15 minutes, du Lundi au Samedi

#### La Valette-du-Var
La ligne 1 fait terminus un voyage sur deux à l'Hôpital Ste-Musse
L'appel bus AB121 dessert un nouvel arrêt "Bosquette"

#### Toulon et ses alentours
Les lignes U, 1, et 3 sont prolongées jusqu'à 22h (dernier départ), les dimanches (sauf la ligne U), les lundis, et les mardis, (le reste de la semaine sauf dimanche pour la ligne U, les 2 autres sont prolongés à 1h du matin, les Jeudis, les Vendredis et les Samedis)
La ligne 36A/B dessevra désormais le dimanche, Ste-Roseline, avec un bus toutes les 60 minutes, la fréquence sera légèrement baissée lors des vacances scolaires et le samedi.

#### Six-Fours-Les-Plages / La Seyne-sur-Mer
La ligne 81 reliera Langevin au mai et à Fabrégas, en hiver, du lundi au samedi en heure creuse, la ligne sera adaptée, avec une légère baisse de la fréquence. Cette ligne garantit en heure de pointe les heures de rentrée et sortie scolaires. Le dimanche et l’été, le niveau d’offre est maintenu. La ligne assure son itinéraire habituel.

## Modification et rentrées de 2025

### Janvier 2025
L'ex-directrice générale du Réseau Mistral a annoncé, dans une interview accordée à Info83 en septembre 2024, la fusion des lignes 8 et 19 pour créer une nouvelle ligne 2, qui ira de La Seyne à L'Avenue de L'université, sans plus d'informations pour le moment.
Elle a aussi révélé le prolongement de la ligne 9 un voyage sur deux au C.C. d'Ollioules (actuellement desservi uniquement par la ligne 120).
Le Mardi 4 décembre 2024, le Réseau Mistral a officiellement dévoilé la nouvelle ligne 2 (fusion des lignes 8 et 19) qui circulera entre la Seyne et Valgora. Le tracé sera quasiment gardé sauf du côté de Langevin (La Garde). En effet, pour raccourcir le tracé, la ligne ne passera pas par la gare de la Garde et Langevin mais passera par l'Hôtel de Ville et la Salle Gérard Philipe (avec un nouvel arrêt). Elle circulera de 5h30 à 22h avec une fréquence de 15 minutes, une amélioration par rapport à la ligne 19. En Nocturne, elle circulera entre la Seyne et Valgora (sans passer par le bowling).
La ligne 9 ira au Centre Commercial d'Ollioules à raison d'un voyage sur deux en passant par le tracé de la ligne 11/11B puis elle redescend à la Beaucaire sans passer par les Portes d'Ollioules et de Toulon, en passant par un nouvel arrêt "Clinique des Fleurs". Le dimanche, elle assura un service toutes les 30 minutes entre la Gare de Toulon et l'Hôpital Sainte-Musse sans aucun passage à C.C. Ollioules.
La ligne 18 circulera désormais le dimanche entre Seyne-Centre et Marégau. Et en Nocturne, elle circulera uniquement entre Seyne-Centre et Sablettes avec un bus toutes les 30 minutes.
La ligne 129 passera après Jardin Veyret par Langevin puis finira sa route à la Gare de la Garde.

## Projets

### Halte routière sur l'A57 à Sainte-Musse
Depuis 2021, la portion d’autoroute A57 entre Toulon-Centre et l’échangeur A57/A570 est en travaux, à la clé, plus de voies, une voie bus de chaque côté et une halte routière au niveau de la halte ferroviaire et l’hôpital de Sainte-Musse.
Ouverture prévue en 2025, avec dix lignes qui y passeront, U, 102, 103, et 191 ainsi que les lignes Zou 828, 848, 849, 878, 879 et 881, ce qui facilitera l’accès à la halte ferroviaire et à l’Hôpital de Sainte-Musse qui sera desservi par 13 lignes de bus, 1 appel bus, et une ligne de train, à son ouverture en 2011, il n’était desservi que par les lignes 9, 31 et 101 (rarement utilisé).
Pour les lignes U, 102, 103, et 191 ce sera 204 passage par jour et pour les lignes Zou, ce sera 136 passages. À l’avenir, ce sera le BHNS qui passera à l’Hôpital Sainte-Musse en remplaçant la 31 (qui passera par le centre-ville de la Valette-du-Var (voir projet BHNS))

### BHNS

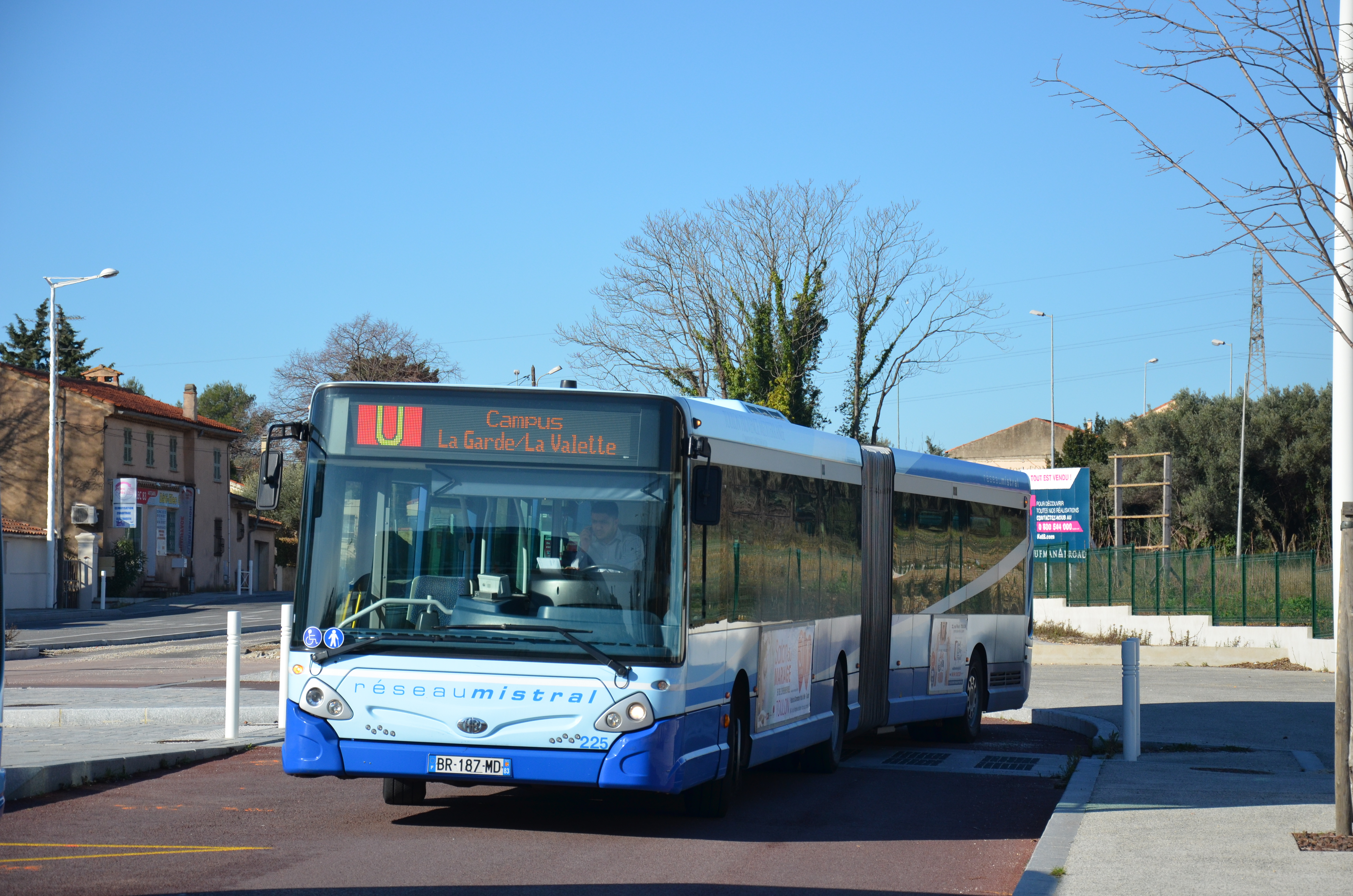
HeuliezBus GX 427 no 225 sur la ligne U (University Line).

Le BHNS a été proposé par la ville de Toulon et la Métropole TPM. Pour l'instant, il ne s'agit que d'un projet, avec deux terminus à l'ouest, Technopole de la Mer et Bois Sacrée, et deux terminus à l'est, la Gare SNCF de la Pauline-Hyères et la Gare SNCF de La Garde. Des bus bi-articulés de 22 mètres type Mettis sont attendus. Selon les prévisions, en 2028, une première section devrait ouvrir entre Champ de Mars (Toulon) et la Technopole de la Mer (Ollioules). La ligne devrait entièrement ouvrir vers 2032.
Dans les années 2000, un tramway était initialement prévu, Hubert Falco (ancien maire de Toulon et ancien président de la Métropole TPM) annule le projet après avoir exproprié des habitants de chez eux. Le tramway aurait dû circuler depuis 2011. C'est en 2015 que le projet est relancé mais pas un tramway, un Bus à Haut Niveau de Service (BHNS). Le projet est encore menacé de changer pour passer d'un BHNS à un tramway, car cela pourrait coûter beaucoup plus cher d'abandonner le tramway.
Dans la délibération du 12 Septembre 2024 sur le BHNS de la Métropole TPM, il a été annoncé trois lignes :
- La ligne 1 (remplaçant l'actuelle ligne de bus 1) : La Seyne <> Gare de La Pauline
- La ligne 1a (ouverture prévu en 2028) : Technopole de la Mer <> Bir-Hakeim
- La ligne 1b  (Elle devrait etre exploité avec bus de 18 mètres) : Gare de la Garde <> Campus La Garde / La Valette

Il est indiqué que les bus BHNS mesureront 18 mètres et 24 mètres
Une restructuration est également prévu (lors de l'ouverture totale du BHNS) :
- 9 C.C. Ollioules <> Gare de la Garde
- 10 Montserrat <> Gare de la Pauline
- 11 La Baume <> Hôpital Sainte-Musse
- 11B supprimé
- 29 Gare de la Garde <> Lycée Costebelle
- 31 Artillerie de Marine <> Campus La Garde / La Valette
- 33 Navette Mourillon (sauvegardé)
- 39 Gare Routière (Toulon) <> Hyères-Centre (Joffre) (à la suite du déménagement du Lycée Golf Hôtel)
- 72 Bonnegrâce <> Toulon
- 87 Le Brusc <> Beaussier
- 98 Terre Promise <> Campus La Garde / La Valette
- 112 Beaucaire <> La Marquissanne (sauvegardé)
- NAH Gare (Hyères) <>  Aéroport Toulon-Hyères (fréquence de 15 minutes, elle devrait voir le jour avec l'ouverture de la nouvelle Gare Routière de Hyères (à la Gare SNCF) elle devrait être une navette bus puis une navette train tel OrlyVal sur d'anciens rails)
- NPG Navette Parking Giens (pas d'autres informations)

Légende :
Terminus changé (ou nouvelle ligne) / Infos en plus
En 2025, Josée Massi a annoncé une ligne de BHNS entre la Garde et la Technopole de la Mer, direct par l'A57, pour 2028

## Identité visuelle
Le Réseau Mistral a utilisé le précédent logo et la précédente livrée (Bleu Mistral) à partir de 2003 (création du Réseau Mistral) jusqu'à octobre 2019, puis il arbore un nouveau logo avec une nouvelle livrée (T Grise)

Ancien logo du Réseau Mistral (2003-2019).
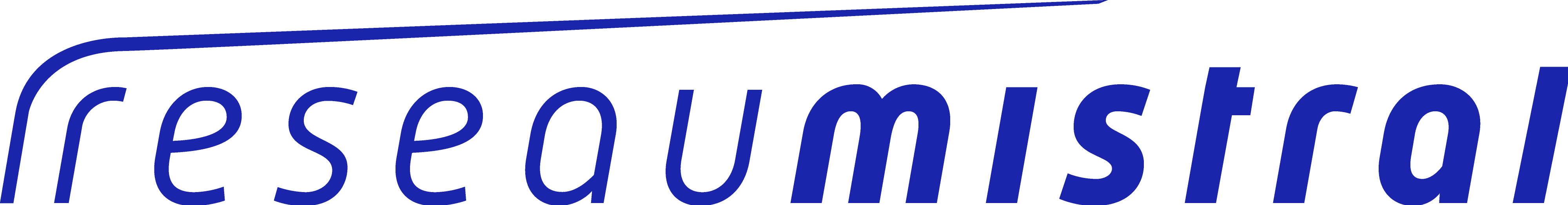
Logo actuel du Réseau Mistral (2019-).
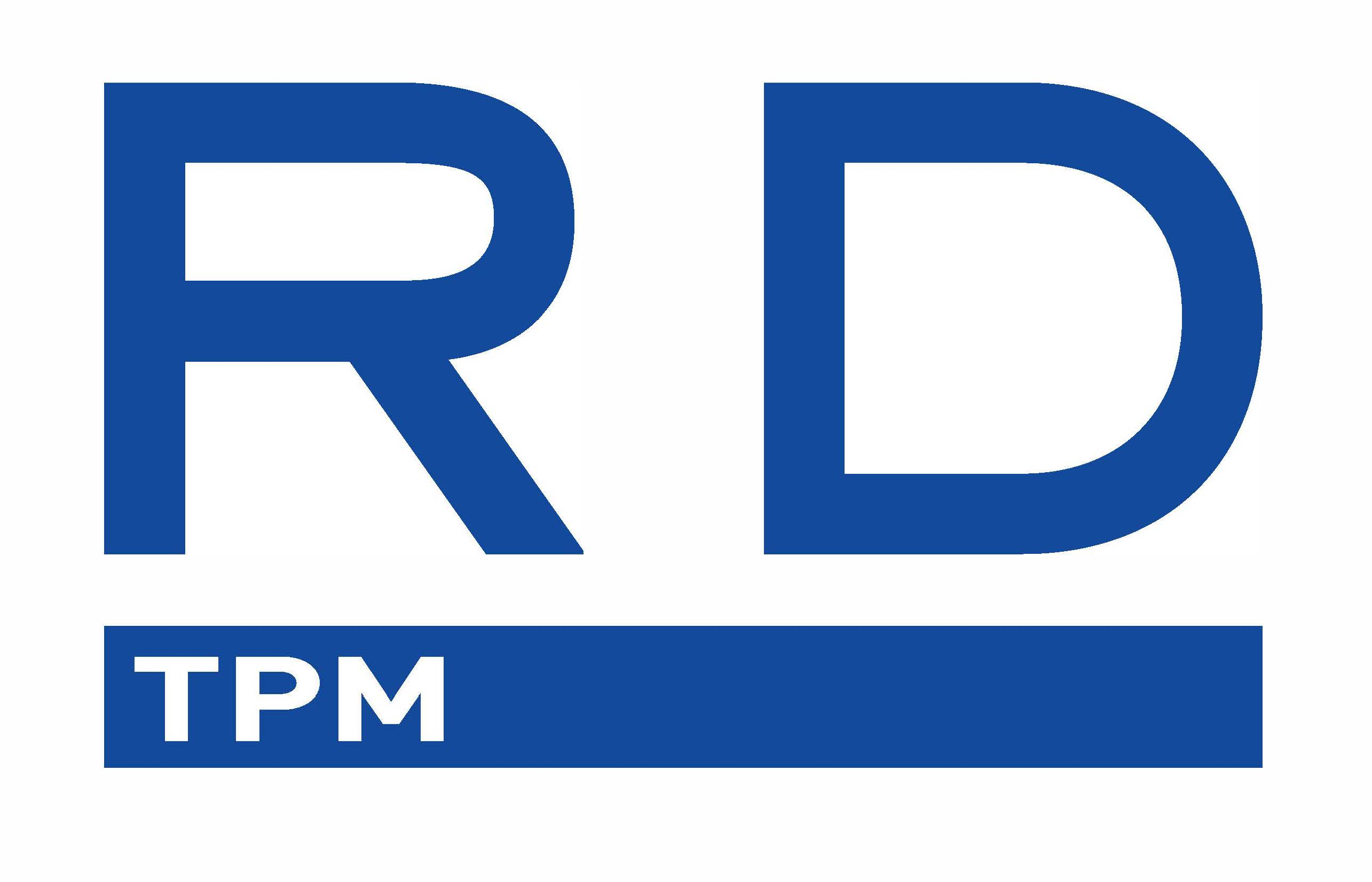
Logo de l'exploitant RD TPM, qui est une filiale de RATP Dev (2023-).
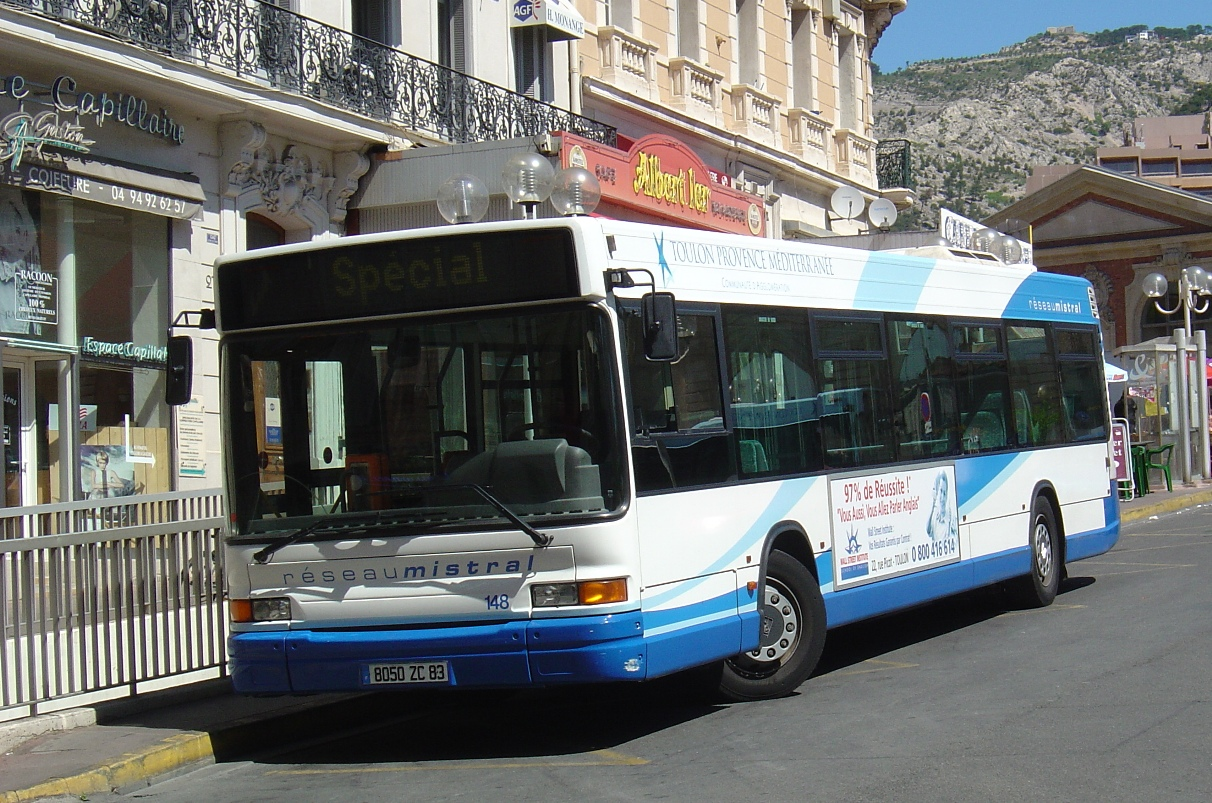
Livrée blanche présente sur quelques GX317.
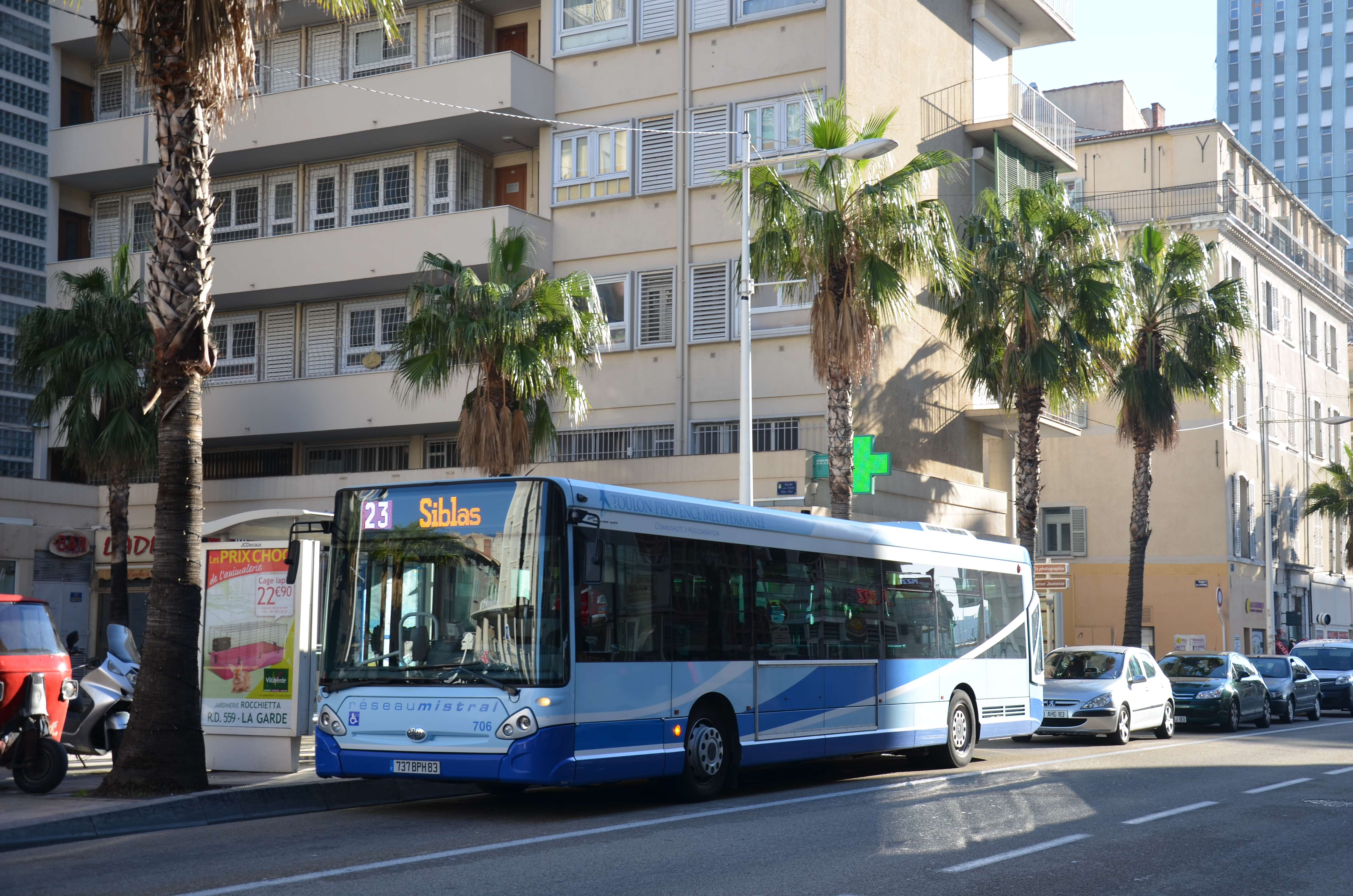
Livrée Bleu Mistral.
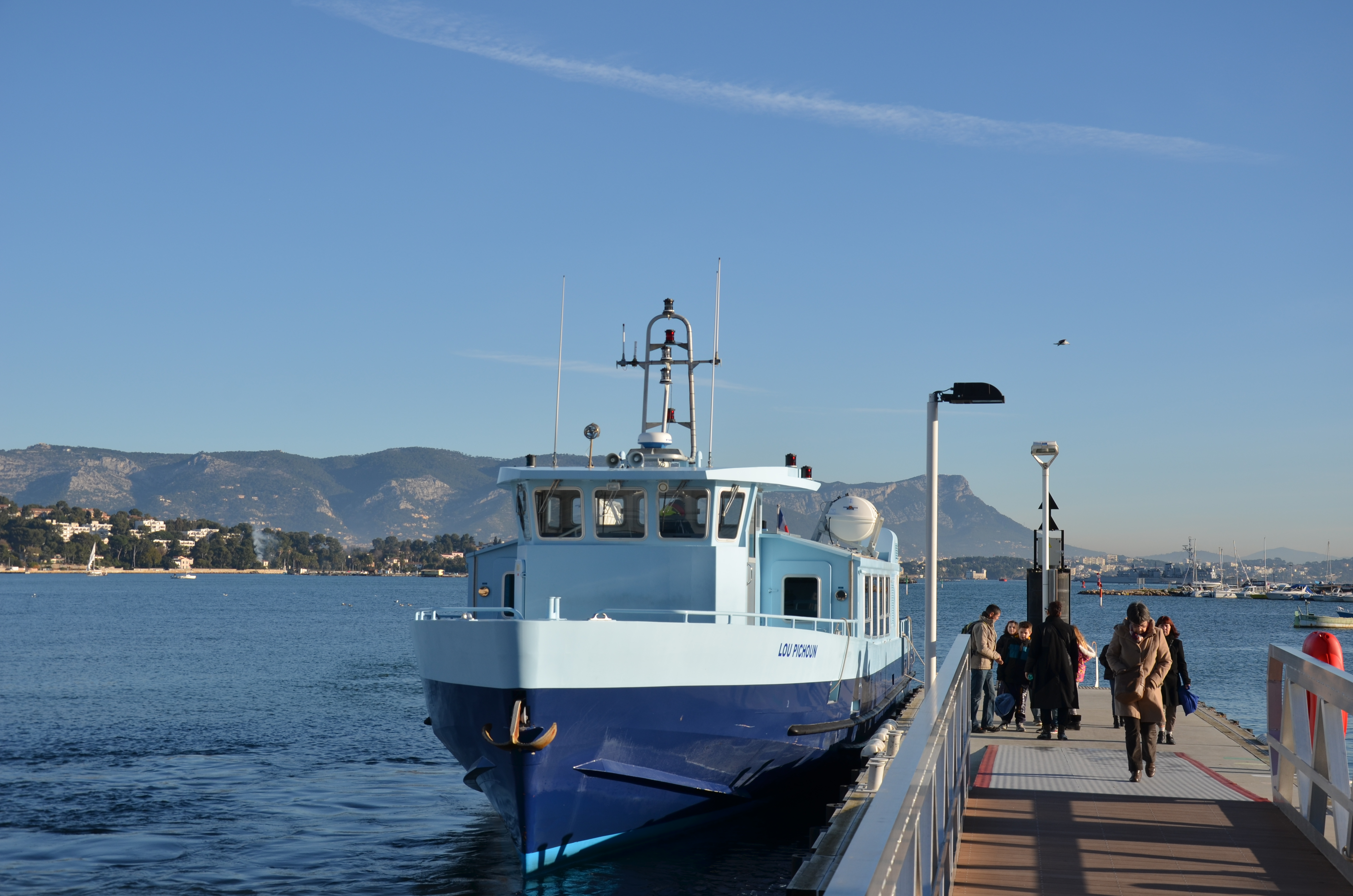
Livrée Bleu Mistral sur les bateaux-bus.
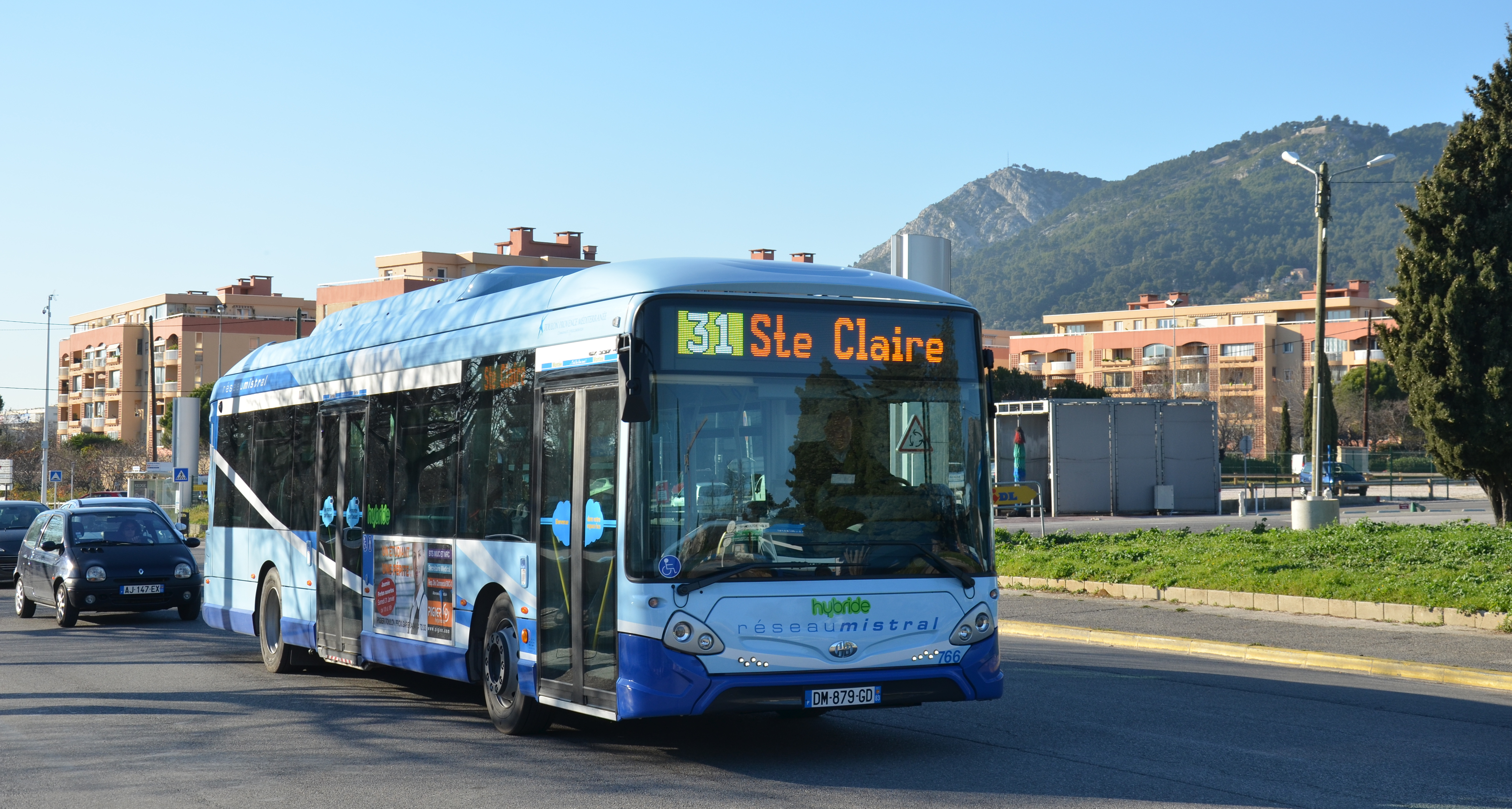
Livrée Bleu Mistral Hybride.
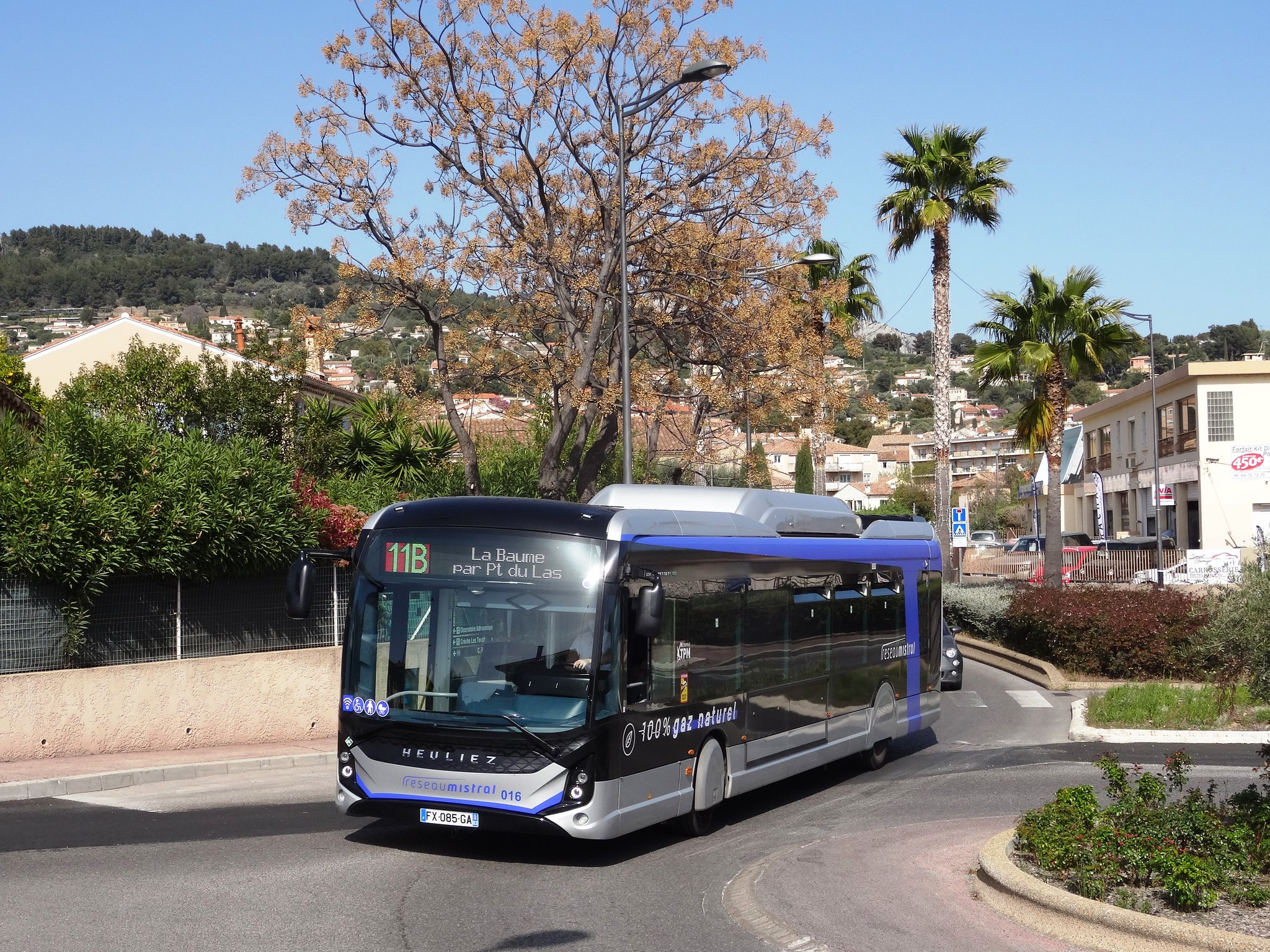
Livrée T Grise.

### Titres de transport

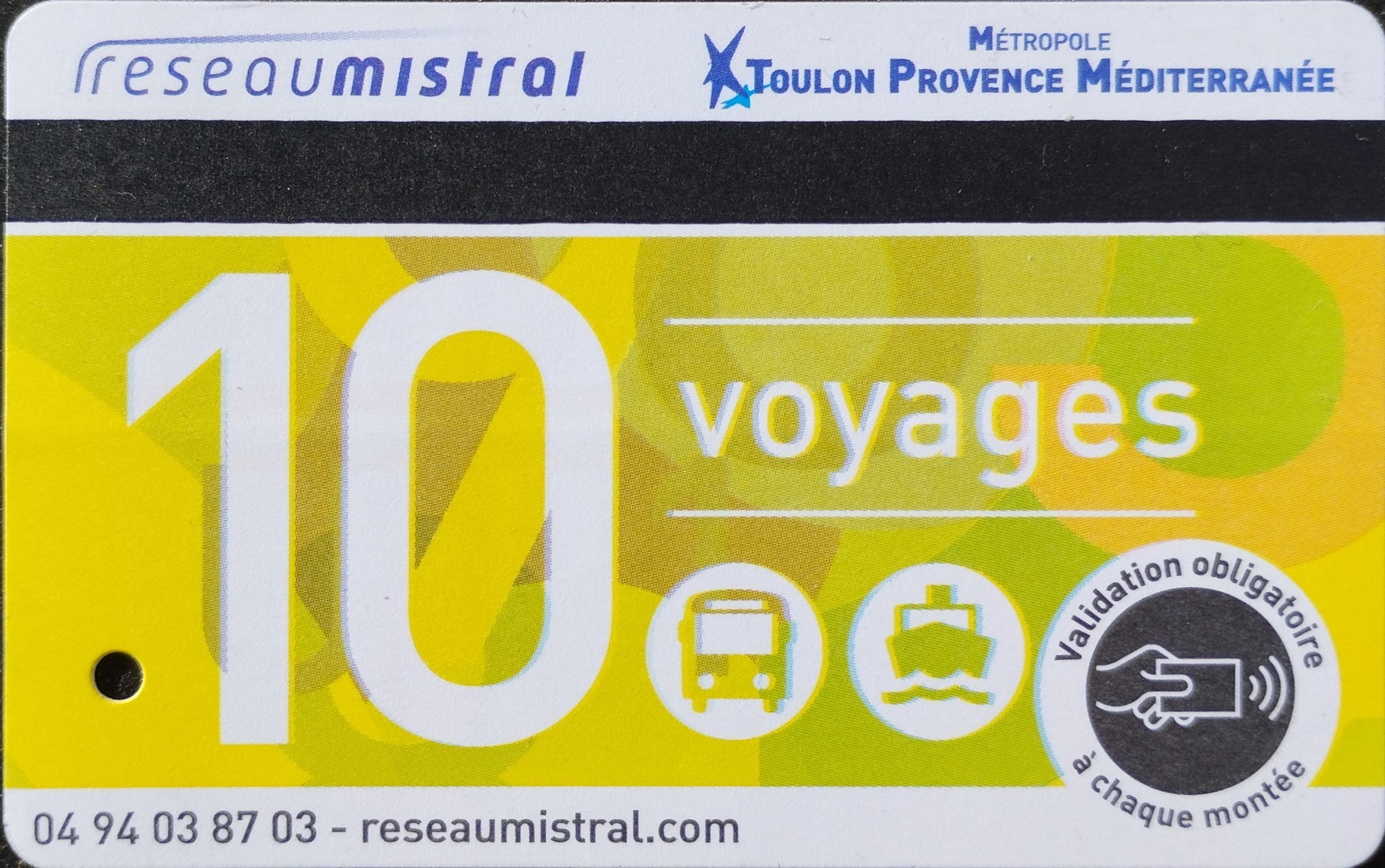
Ticket 10 unités (2024).
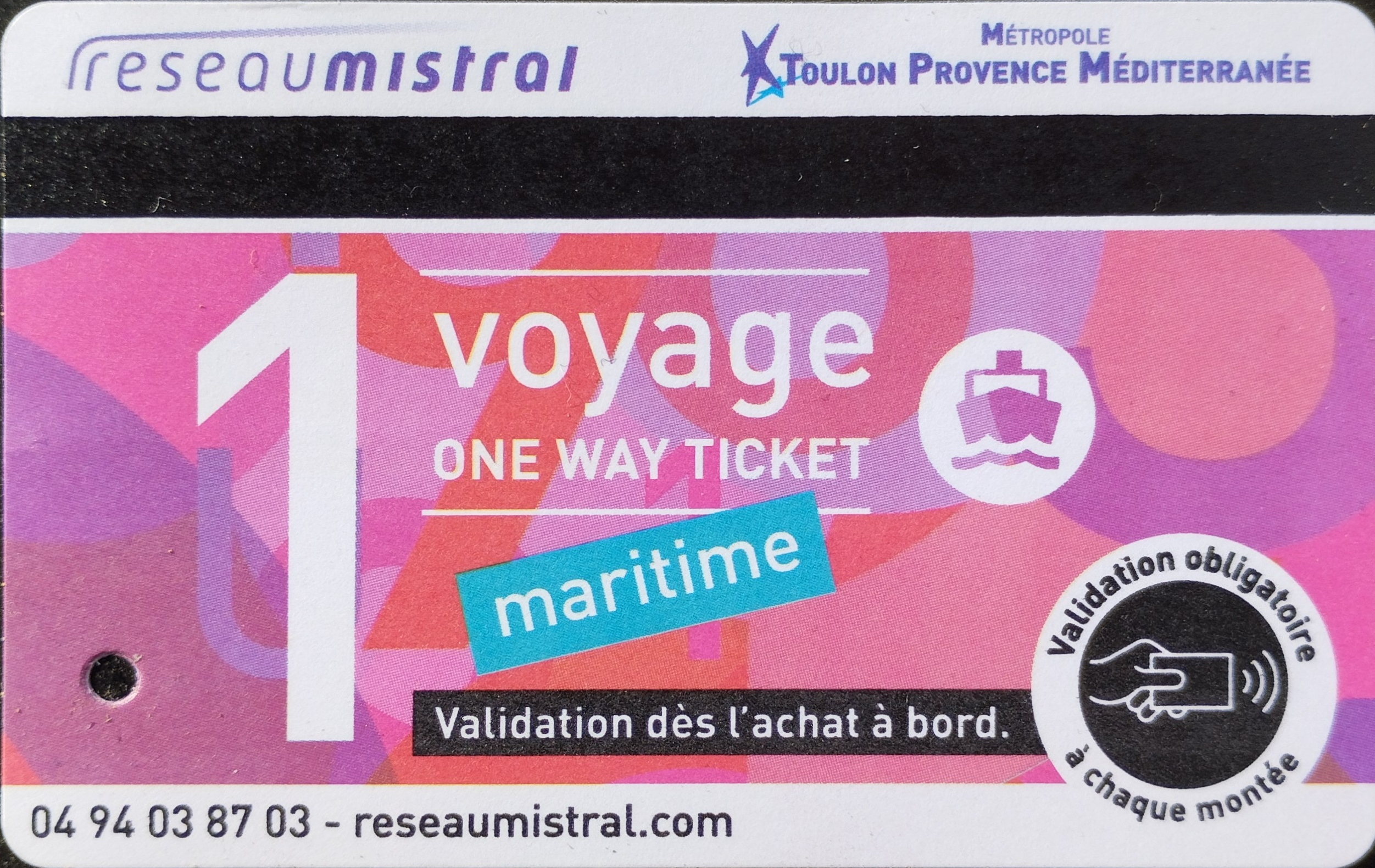
Ticket unité bateau-bus (2024).

## Véhicules
95 bus devront être reçus entre 2025 et 2027 :
- 48 bus en 2025 (17 articulés hybrides, 22 standards hybrides, 9 standards électriques)
- 31 bus en 2026 (6 articulés électriques, 11 standards hybrides, 10 minibus électrique, 4 Mini-PMR électrique)
- 16 bus en 2027 (2 articulés électriques, 7 standards hybrides, 5 standards électriques, 2 minibus électriques)[30]

### Minibus
| Constructeur      | Modèle              | Nombre | Numéros de parc | Année de mise en service | Observation |
| ----------------- | ------------------- | ------ | --------------- | ------------------------ | --- |
| Citroën           | Jumper PMR          | 7      | 416-422         | 2009                     | Un des véhicules a pris feu, actuellement au dépôt Brégaillon.                                                           |
| Mercedes          | Sprinter City PMR   | 9      | 401-409         | 2016                     | Affectés sur le service PMR.                                                                                             |

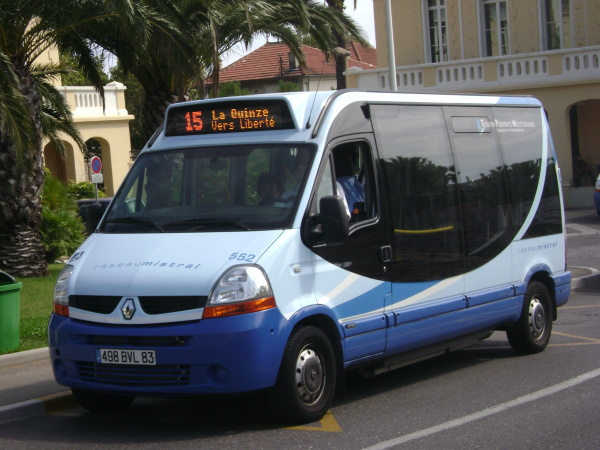
Dietrich Noventis 420 sur base de Renault Master no 552 sur la ligne 15.

| Renault/Dietrich  | Master Noventis 420 | 2      | 546-560         | 2009                     | Tous réformés ou mis de côté. Le no 548 effectue le service des navettes personnel et le no 559 effectue le service PMR. |
| Renault/Vehixel   | Master M City       | 26     | 561-586         | 2016                     | Renfort en navette conducteur et lignes commerciales.                                                                    |
| Mercedes/Dietrich | Dietrich City 29    | 19     | 501-519         | 2021                     | Seuls minibus à avoir la nouvelle livrée du Réseau Mistral.                                                              |

### Midibus

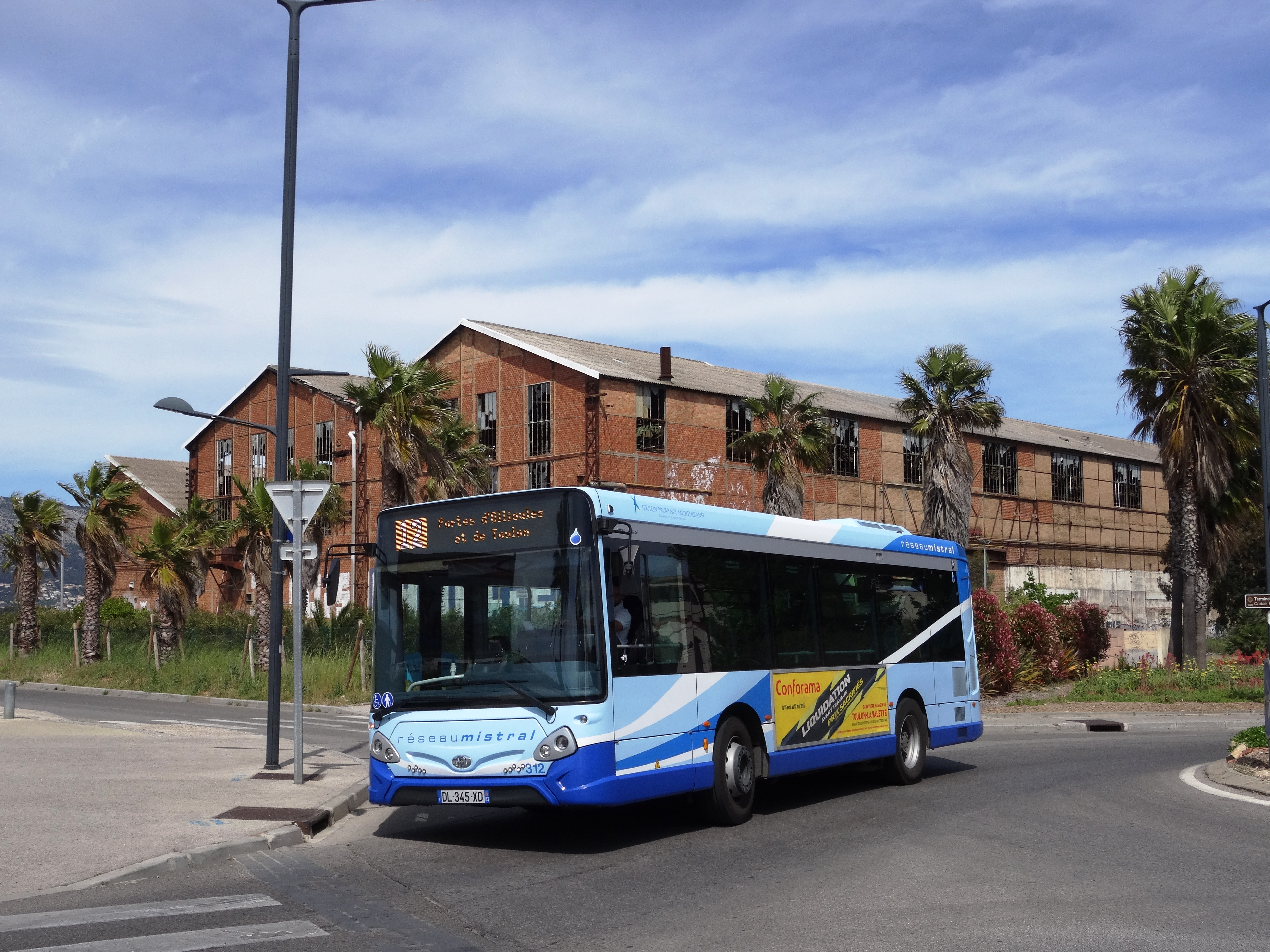
Heuliez GX 137, sur la ligne 12 à la Seyne.

| Constructeur | Modèle      | Nombre | Numéros de parc    | Année de mise en service | Observation                                                                                                |
| ------------ | ----------- | ------ | ------------------ | ------------------------ | --- |
| Heuliez Bus  | GX 117      | 5      | 360-374            | 2004                     | Certains sont réformés. Réforme totale à venir.                                                            |
| Heuliez Bus  | GX 127L     | 9      | 340-348            | 2011                     | - |
| Heuliez Bus  | GX 137L     | 14     | 300-309, 324-327   | Entre 2015 et 2017       | - |
| Heuliez Bus  | GX 137      | 23     | 310-323 et 331-339 | Entre 2014 et 2022       | Le no 310, le n°311et le no 316 ont le nouveau logo du réseau, comme sur les GX 137 avec la nouvelle face. |
| HeuliezBus   | GX137L Elec | 6      | 351-356            | 2025                     | Mis en service le 27 mars 2025 au dépôt de Brunet Ils sont exploités sur la ligne 15                       |

### Standards

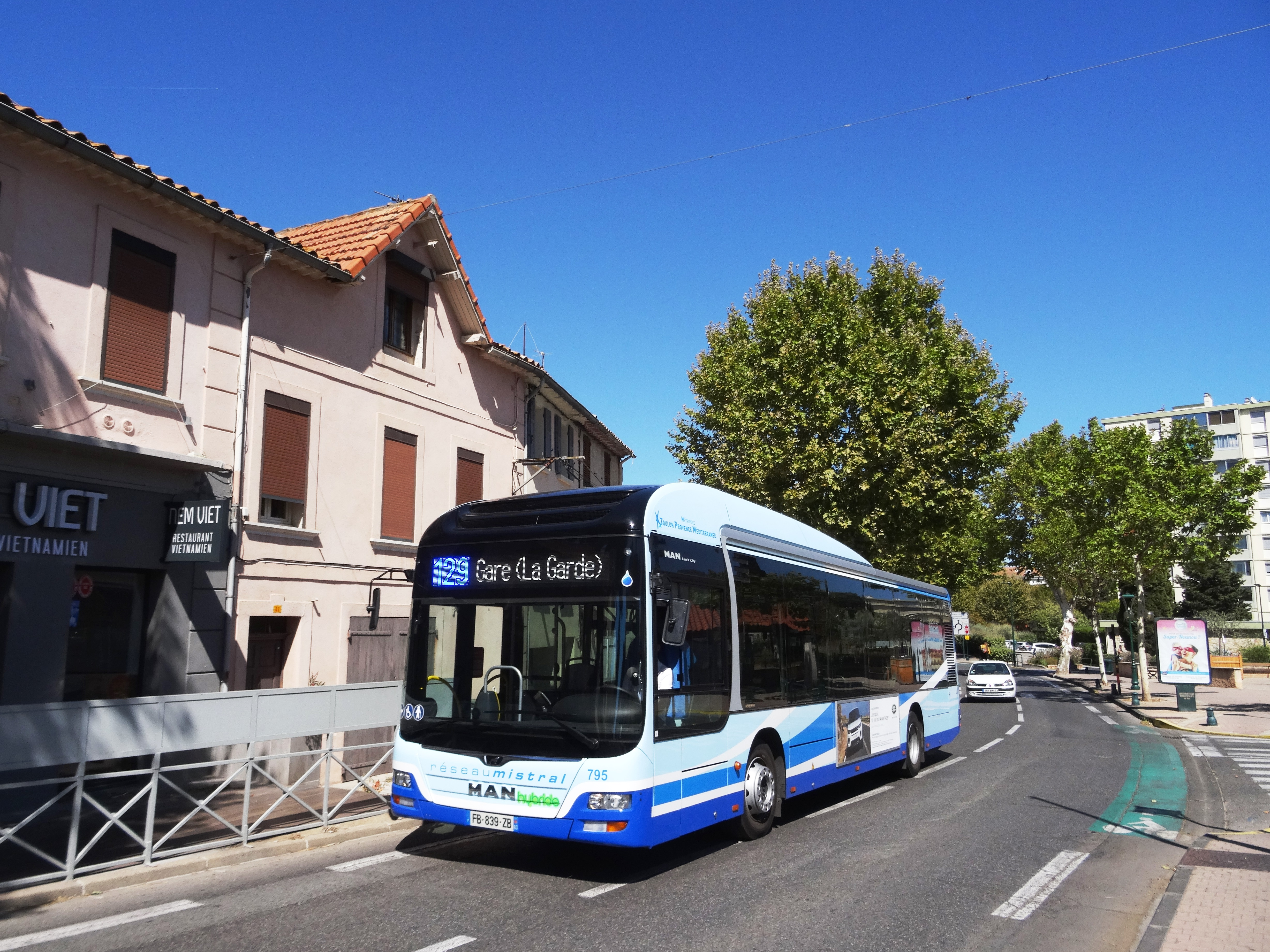
Man Lion's City A37 hybride, sur la ligne 129.

Les bus au GNV de RD TPM sont exploités par le dépôt de Brégaillon
| Constructeur | Modèle                | Nombre | Numéros de parc                         | Année de mise en service | Observation |
| ------------ | --------------------- | ------ | --------------------------------------- | ------------------------ | --- |
| Heuliez Bus  | GX 317                | 2      | 600-679                                 | Entre 2003 et 2004       | Tous les véhicules sont réformés. Le no 632 est devenu un bus objectif santé avec l'Université de Toulon. 655 de côté, sans calandre, stocké à Brégaillon |
| Heuliez Bus  | GX 327                | 57     | 700-709, 079375(710), 711-715, 717- 759 | Entre 2007 et 2009       | 707 est doté du nouveau logo Réseau Mistral (Calandre et arrière du véhicule) De multiples rénovations sur ces bus (sellerie, girouette, carrosserie…).   |
| Heuliez Bus  | GX 337                | 10     | 780-789                                 | 2017                     | - |
| Solaris      | Urbino 12 III hybride | 5      | 760-764                                 | 2011                     | 760-761-762 à la SNT Suma (Hyères). |
| Heuliez Bus  | GX 337 Linium hybride | 22     | 794, 796-816                            | Entre 2018 et 2021       | 794 : est le seul Linium avec ancienne livrée, intérieur type PalmBus, baies basses, pavillon lumibus…                                                    |
| Heuliez Bus  | GX 337 Linium GNV     | 50     | 001-050                                 | 2021                     | - |
| Heuliez Bus  | GX 337 hybride        | 19     | 765-779, 790-793                        | Entre 2014 et 2018       | - |
| MAN          | Lion's City Hybrid    | 1      | 795                                     | 2018                     | Seul MAN du réseau (appartenait à Transdev). |
| Iveco Bus    | Urbanway GNV          | 4      | 051 à 054                               | 2024                     | Possèdent la nouvelle face. Ils sont en service sur les lignes 1, 2,11,11B, 12,18, 81 et 83 depuis le 21 novembre 2024                                    |

### Articulés

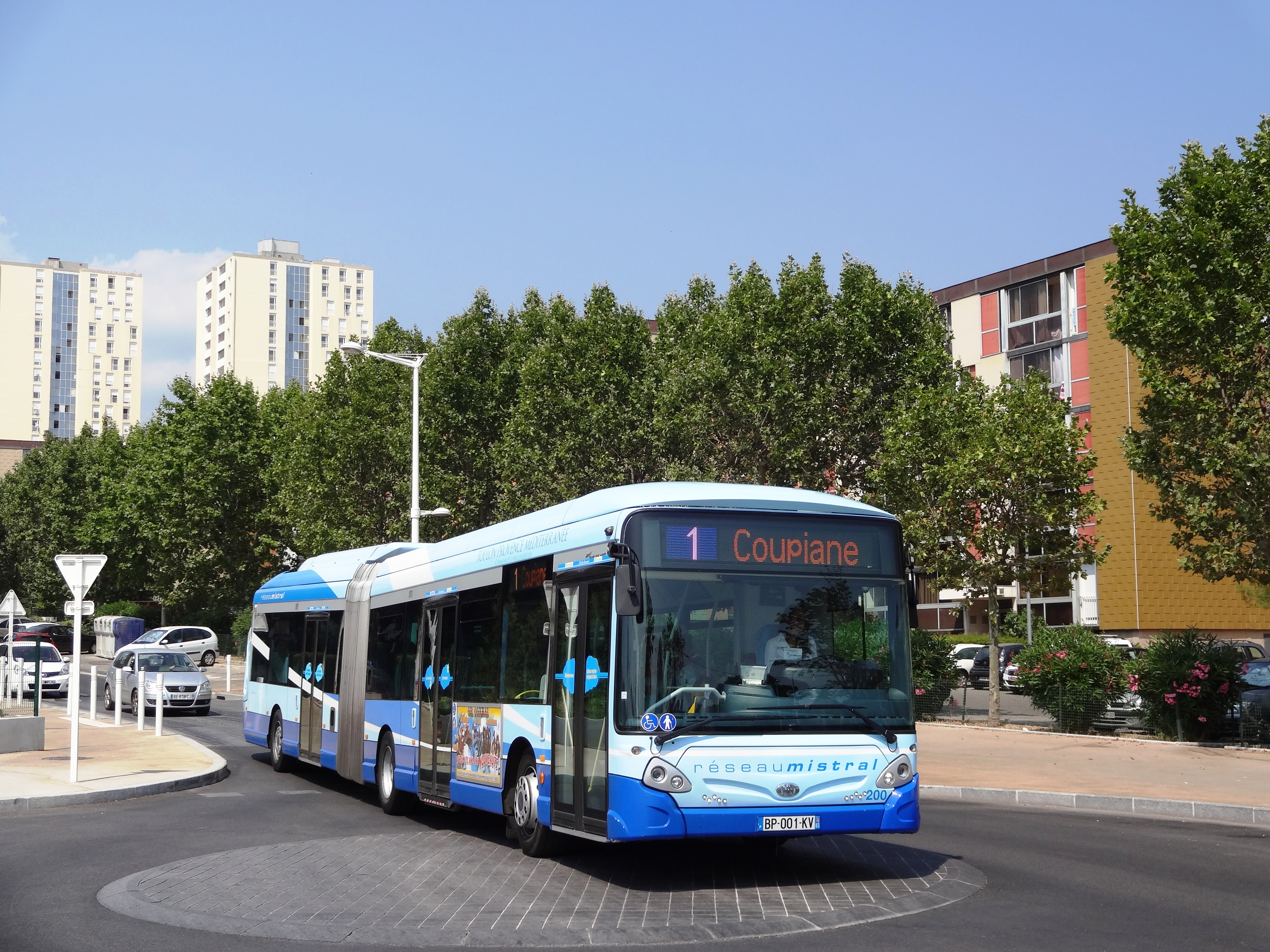
Heuliez GX 427 hybride, sur la ligne 1.

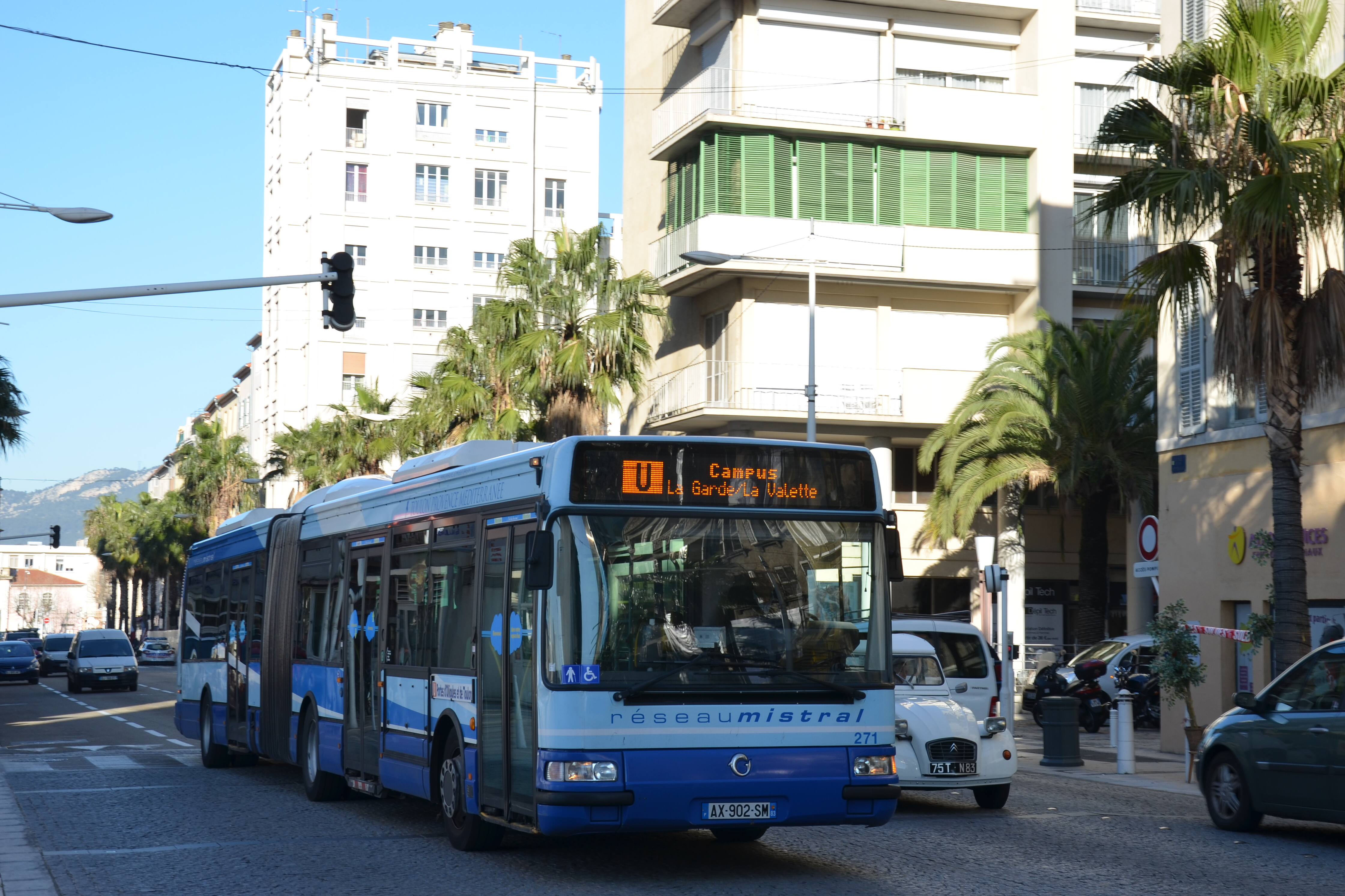
Irisbus Agora L no 271 sur la ligne U

| Constructeur | Modèle                | Nombre | Numéros de parc      | Année de mise en service | Observation |
| ------------ | --------------------- | ------ | -------------------- | ------------------------ | --- |
| Heuliez Bus  | GX 427                | 17     | 210-226              | 2011                     | Le no 224 possède le nouveau logo du Réseau Mistral sur sa calandre                                            |
| Heuliez Bus  | GX 427 Hybrid         | 1      | 200                  | 2011                     | Premier GX 427 hybride à être mis en service en France.                                                        |
| Heuliez Bus  | GX 437                | 8      | 227-234              | 2017                     | - |
| Heuliez Bus  | GX 437 hybride        | 2      | 201-202              | Entre 2015 et 2016       | - |
| Heuliez Bus  | GX 437 Linium hybride | 26     | 235-260              | Entre 2021 et 2022       | - |
| Irisbus      | Agora L               | 2      | Initialement 270-286 | 2004                     | Tous les véhicules sont réformés hormis le 272 et le 274, toujours en service commercial Réforme total à venir |

### Dans la culture
- L'HeuliezBus GX327 no 710, n'est pas l'original ; le véritable no 710 est un HeuliezBus GX327, qui a brulé il y a quelques années. Le Réseau Mistral a ainsi racheté un HeuliezBus GX327 à CiotaBus ; il circule désormais sur les lignes de la SNT Suma (Sanary et Hyères) et il a possédé plusieurs numéros de parc tel que no 3245 chez Ciotabus et no 079375 en interne chez la Sodetrav (qui ne l'expoite plus depuis avril 2023) désormais son unique numéro de parc est le no 710[31].
- L'HeuliezBus GX327 no 759 provient d'une procédure du SAV d'Iveco Bus, à la suite de l'incendie d'un GX317, le 759 roule généralement sur les lignes de la SNT Suma (Sanary et Hyères)
- Le Man Lion's City Hybride no 795 est le seul Man du Réseau Mistral.
- Les Solaris Urbino 12, les Renault Vehixel Master et les Irisbus Agora L servent de bus de renforts.
- L'HeuliezBus GX317 no 655 a été déplacé, en étant remorqué, il est désormais au dépôt de Brégaillon en attente de réforme
- La ligne 17 de Hyères, assuré par SNT Suma, est principalement exploitée par des GX127L (ou en renfort GX117 et GX137L) et son trajet a été raccourci en septembre 2024 avec la nouvelle ligne 16 (avec une fréquence de 15')
- La SUMA affrète actuellement des Urbino 12 sur les lignes de l'est de la métropole, afin de proposer un renforcement du service de transport Hyèrois. Une ligne estivale reprenant le tracé global de la 65 a été créée : E65.
- Le Réseau Mistral commence à mettre son nouveau logo sur des bus avec la livrée bleu mistral tel que des GX427, GX327 et des GX137
- Les véhicules d'intervention du Réseau Mistral sont en train d'avoir une nouvelle livrée.
- L'HeuliezBus GX427 Hybrid no 200 est équipé d'une nouvelle girouette "Aesys LED Polychromes Blanches"

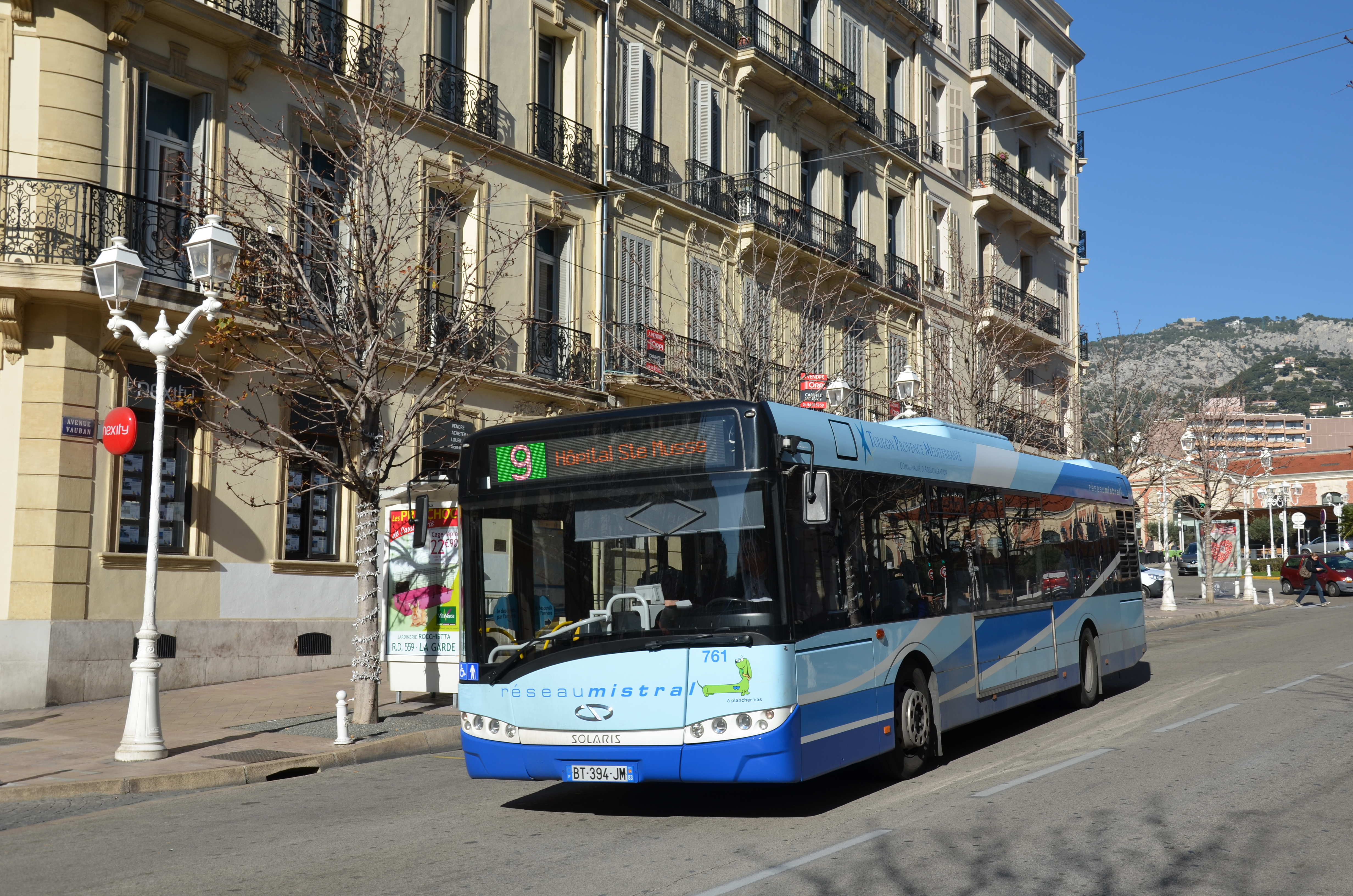
Solaris Urbino III 12 Hybride no 761 sur la ligne 9.